# Selección de fútbol de Túnez
La selección de fútbol de Túnez (en árabe: منتخب تونس  لكرة القدم‎) apodada Los Águilas de Cartago, es la selección nacional que representa a República de Túnez en el fútbol internacional masculino, ya que jugó su primer partido el 2 de junio de 1957 contra Libia, que terminó con Túnez ganando 4-2. Es equipo miembro de la Federación Internacional de Fútbol Asociación (FIFA) a nivel internacional y de la Confederación Africana de Fútbol (CAF) en el continente. Está supervisado por la Federación Tunecina de Fútbol, que se creó el 29 de marzo de 1957, tras la independencia de Túnez. Faouzi Benzarti dirige al equipo desde el 1 de julio de 2024, acompañado de sus asistentes Mehdi Nafti. La selección tunecina recibe el sobrenombre de Los Águilas de Cartago. Los colores del equipo son el rojo y el blanco, similares a los colores de la bandera tunecina, y su símbolo es el Águila calva. Ha habido períodos de representación regular de Túnez al más alto nivel internacional: de 1962 a 1978, de 1994 a 2008 y nuevamente a partir de 2014. La mayoría de sus partidos se juegan desde 2001 en el estadio olímpico de Rades, ubicado en la ciudad de Radès, en los suburbios del sur de la capital, Túnez. Tiene una capacidad de 60.000 espectadores.
La selección tunecina participó en tres grandes competiciones de fútbol cada cuatro años, participó en las fases finales de seis Copas del Mundo y 21 participaciones en la Copa Africana de Naciones, y participó en cuatro ediciones de los torneos olímpicos de fútbol. Sin embargo, Túnez hizo historia en la Copa del Mundo de 1978 en Argentina, cuando se convirtió en el primer equipo africano y árabe en ganar un partido de la Copa del Mundo al derrotar a México por 3-1 en el primer partido de Túnez en la competición, y un empate negativo con los campeones defensores Occidente. Alemania Federal, antes de ser eliminada de la fase de grupos, lo que finalmente llevó a la incorporación de un segundo equipo africano al Mundial. Después de eso, el equipo se clasificó para tres torneos consecutivos, en 1998 en Francia, 2002 en Corea del Sur y Japón, y 2006 en Alemania, antes de regresar a la edición de 2018 en Rusia y la edición de 2022 en Catar. Pero a pesar de este récord histórico, Túnez nunca logró clasificarse para la segunda ronda de la Copas del Mundo ni para los Juegos Olímpicos. La selección se clasificó una vez para la Copa Confederaciones, en la edición de 2005 en Alemania, y quedó limitado a la fase de grupos.
En términos de rivalidad, la selección de fútbol de Túnez juega contra equipos del norte de África como Egipto, Marruecos, Argelia y Libia. De hecho, la selección tunecina jugó con ellos muchos partidos, ya sea en partidos amistosos, las clasificación para el Mundial, la Copa Africana de Naciones, el Campeonato Africano de Naciones y eliminatorias para la Copa Africana de Naciones. Túnez es una de las selecciones nacionales más exitosas en las competiciones africanas, ya que ganó la Copa Africana de Naciones en casa en 2004, tras derrotar a Marruecos en la final. También alcanzó la final en 1965 como anfitrión y en 1996 en Sudáfrica. Y logró el tercer puesto en la edición de 1962. La selección tunecina también ganó el Campeonato Africano de Naciones en su primera participación en la edición de 2011 que se celebró en Sudán.
La selección tunecina está plenamente reconocida por todas las organizaciones deportivas internacionales. En 1960, Túnez se unió a la Federación Internacional de Fútbol Asociación (FIFA) y a la Confederación Africana de Fútbol (CAF), y se unió a la Unión de Asociaciones de fútbol árabes (UAFA) en 1978 y a la Unión de Federaciones del Norte de África (UNAF) en 2005. La mayor derrota de la selección tunecina fue el 24 de julio de 1960 contra Hungría, con un marcador de 10-1, mientras que la mayor victoria Fue el 12 de junio de 2015 contra Yibuti con un marcador de 8-1. Radhi Jaïdi, con 105 partidos internacionales, ostenta el récord de partidos disputados por la selección tunecina. mientras que Issam Jemâa, con 36 goles, es el máximo goleador de la historia de la selección. El puesto más alto logrado por el equipo en la Clasificación Mundial de la FIFA fue el puesto 14 en abril y mayo de 2018, mientras que el puesto 65 más bajo fue en julio de 2010. El 17 de noviembre de 2020, tras conseguir la clasificación para la Copa Africana de Naciones 2021, la selección tunecina se ha convertido en el equipo africano más exitoso en clasificarse dos veces consecutivas en la historia de la competición con 16 participaciones consecutivas, ya que no se pierde el torneo desde 1994, rompiendo el récord del equipo egipcio de 14 participaciones consecutivas.

## Historia

### Protectorado francés de Túnez e inicios (1928-1956)

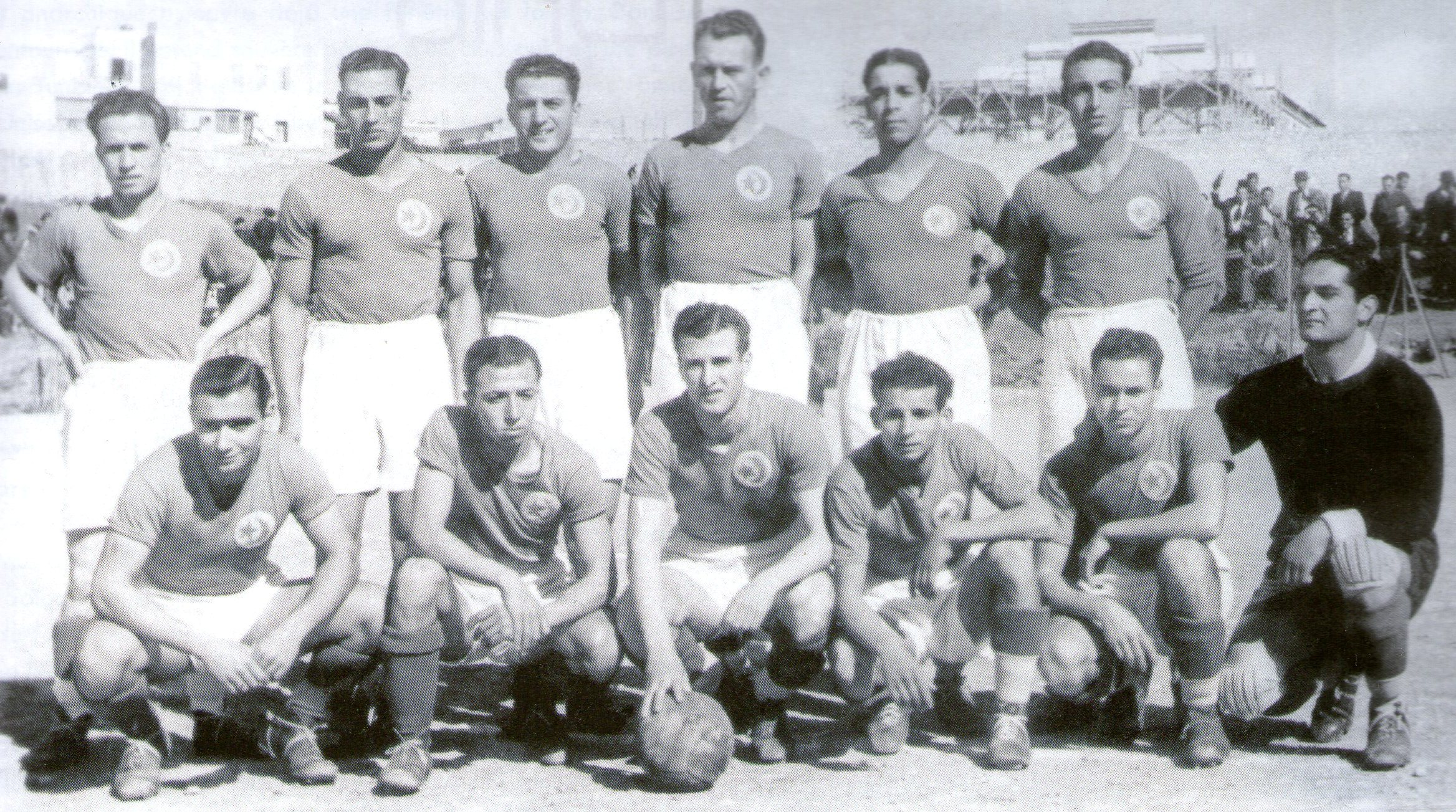
Selección tunecina en 1939.De pie, de izquierda a derecha: Kacem, Abdessalem, Azopardi, Mehl, Bransi, Canino En cuclillas, de izquierda a derecha: Hédi Ben Ammar, Salah Akacha, Ducousseau, Rachid Sehili, Ben Cheikh, André Tuil.

Antes de la independencia, en 1928 se formó una selección no oficial que reunía a los mejores jugadores tunecinos de la Liga Tunecina. El primer partido del equipo tuvo lugar el 11 de marzo de 1928, contra la selección de Francia B (derrota por 2-8). Sus siguientes partidos amistosos, contra el mismo equipo el 23 de marzo de 1930 y el 26 de marzo de 1933, también terminaron con duras derrotas 0-5 y 1-6. Túnez tuvo que esperar hasta 1932 para lograr su primera victoria 1-0 ante la Argelia francesa.
La mayoría de los partidos que Túnez jugó en las décadas de 1930 y 1940 fueron contra equipos franceses, ya fuera la Argelia francesa, el equipo militar francés o el equipo de Francia B, en más de un partido contra el equipo francés en 1941. La mayoría de estos partidos se jugaron en el estadio Vélodrome de Túnez.
Los jugadores con más partidos de este período son: Gustave Ducousso con 22 partidos (Union sportif Béjaoise), Gaetano Chiarenza con 21 partidos (Club sportif de Hammam Lif),  Azzopardi con 19 partidos (Union sportif Béjaoise), Larbi Ben Hassine alias Larbi Bardo (Espérance sportive de Tunis) y Rachid Sehili con 16 selecciones (Étoile sportif du Sahel),  Mehl (Racing Club de Tunis), Laâroussi Tsouri (Espérance sportive de Tunis) y  Benmussa con 15 selecciones (Unión Deportiva Tunecina), Aleya Douik con 14 selecciones (Etoile sportif du Sahel) y Dara con 11 selecciones (Sporting Club de Tunis).

### Después de la independencia: primera aparición internacional (1956-1962)

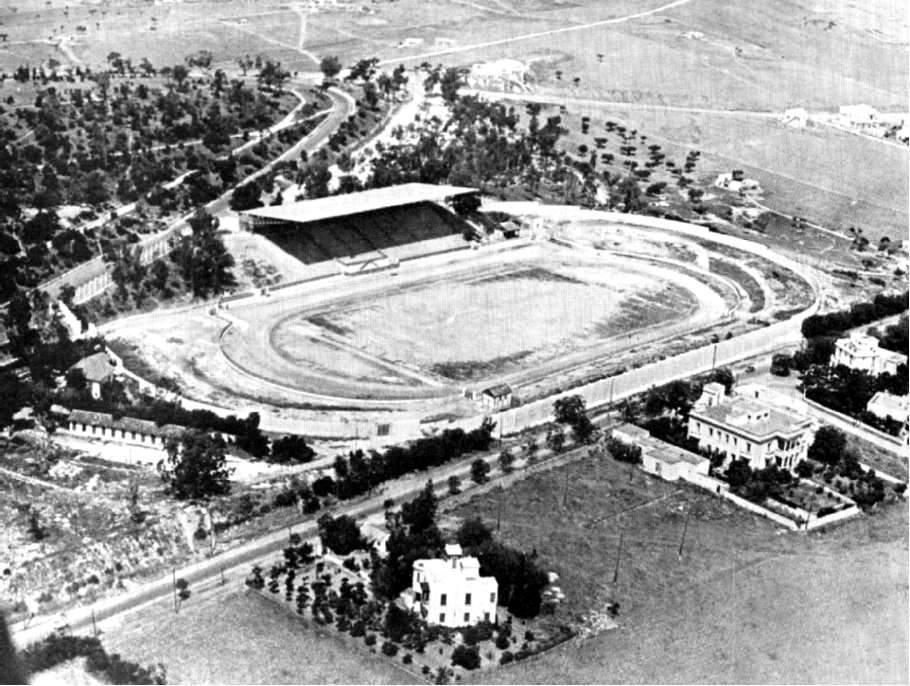
Stade Chedli Zouiten, el estadio local del equipo en la década de 1960.

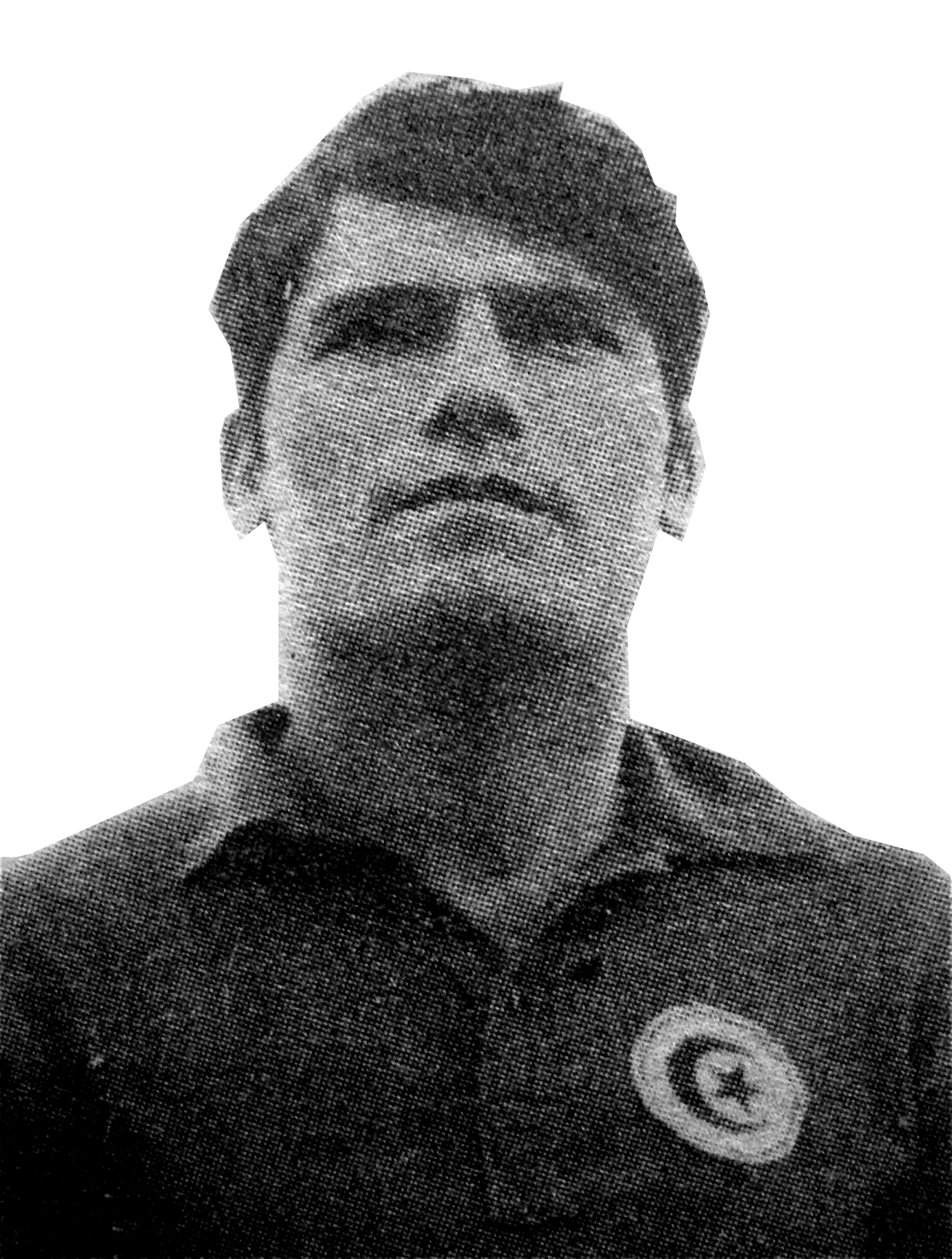
Abdelmajid Chetali jugó para la selección nacional entre 1959 y 1965 y participó en todos los torneos internacionales de los años 1960.

Tan pronto como se proclamó la independencia en 1956, los dirigentes del fútbol tunecino tomaron las medidas necesarias para crear un organismo exclusivamente nacional que sustituyera a la Liga de la Asociación Tunecina de Fútbol (filial de la Federación Francesa de Fútbol). Estos pasos llevaron a la creación de la Federación Tunecina de Fútbol (FTF) dirigida por Chedly Zouiten, que fue aprobada el 29 de marzo de 1957. Reconocida como de utilidad pública, la FTF invirtió en su doble misión de promover el fútbol y gestionarlo a nivel nacional. competiciones, así como los diferentes equipos que representan a Túnez en competiciones internacionales. Pese a ello, la selección tunecina se formó antes de la independencia y el tunecino Rachid Turki fue su primer entrenador. El 18 de marzo de 1956, dos días antes de la independencia, se disputó un partido amistoso y Túnez ganó gracias a un gol de Khemaïs Ghariani.
La selección tunecina está formada por Zine el-Abidine Chennoufi, Sadok Dhaou (sustituido por Mohieddine Zeghir), Azaiez Jaballah, Driss Messaoud, Hassen Tasco, Abdou Béji, Ali Hannachi, Amédée Scorsone, Hédi Braïek, Noureddine Diwa y Ghariani. El equipo también disputó un partido contra el equipo austriaco Fussball Club Admira Wacker Mödling el 30 de diciembre del mismo año y ganó 4-1 gracias a dos goles de Diwa y Hédi Braïek, estando el equipo compuesto por Mohamed Bennour (entonces Houcine El Bez), Youssef Sehili, Jaballah, Mokhtar Ben Nacef, Mehrez Jelassi, Béji, Hannachi, Abderrahmane Ben Ezzedine, Braïek, Diwa (sustituido por Ghariani) y Hammadi Henia.
El Túnez independiente disputó su primer partido contra la selección del Frente de Liberación Nacional de Argelia el 1 de junio de 1957, en plena guerra, que perdió (1-2). En 1957, el equipo participó por primera vez en un torneo internacional, durante los Juegos Panárabes de 1957 en el Líbano. Túnez ganó contra Libia 4-3 e Irak 4-2 y perdió ante Marruecos 1-3. Ganó la semifinal contra el país anfitrión, el Líbano 4-2, pero perdió en la final contra Siria 1-3.
La Federación Tunecina de Fútbol estuvo afiliada a la FIFA y a la Confederación Africana de Fútbol desde 1960. Al mismo tiempo, el yugoslavo Milan Kristić fue el primer extranjero en entrenar a la selección nacional. Túnez se clasificó para los Juegos Olímpicos de Roma 1960, su primer evento internacional. La selección accedió al torneo preolímpico en la primera ronda y encabezó el Grupo A tras eliminar a Malta (empate 0-0 y victoria 2-0) y Marruecos (victoria 2-0 y derrota 1-3). En segunda ronda, Túnez se hizo con el liderato del grupo tras vencer a la República Árabe Unida (derrota 1-3 y empate 0-0) y a Sudán (derrota 0-1 y victoria 2-0).
El 20 de julio de 1960, el equipo sufrió la mayor derrota de su historia tras una dura derrota en un partido amistoso contra Hungría con un marcador de 1-10. Sin embargo, menos de un mes después, el 18 de agosto de 1960, registró su mayor victoria 8-1 contra Taiwán. En cuanto a los Juegos Olímpicos, los resultados de la selección fueron mediocres en el primer partido, a pesar del marcador inicial en el minuto tres, porque Polonia ganó 1-6. Los tunecinos también perdieron ante Argentina 1-2 antes de volver a ser derrotados por Dinamarca 1-3.
| Selección | Pts | PJ | PG | PE | PP | GF | GC | Dif |
| --------- | --- | -- | -- | -- | -- | -- | -- | --- |
| Dinamarca | 6   | 3  | 3  | 0  | 0  | 8  | 4  | 4   |
| Argentina | 4   | 3  | 2  | 0  | 1  | 6  | 4  | 2   |
| Polonia   | 2   | 3  | 1  | 0  | 2  | 7  | 5  | 2   |
| Túnez     | 0   | 3  | 0  | 0  | 3  | 3  | 11 | −8  |

| 26 de agosto de 1960 | Polonia                                    | 6:1 (3:1) | Túnez     | Estadio Flaminio, Roma        |                               |
|                      | Pohl 7', 40', 42', 84', 89' · Hachorek 67' |           | Kerrit 3' | Árbitro(s): Concetto Lo Bello | Árbitro(s): Concetto Lo Bello |

| 29 de agosto de 1960 | Túnez      | 1:2 (1:1) | Argentina        | Estadio Adriático, Pescara |                          |
|                      | Kerrit 25' |           | Oleniak 15', 82' | Árbitro(s): István Zsolt   | Árbitro(s): István Zsolt |

| 1 de septiembre de 1960 | Dinamarca                            | 3:1 (2:0) | Túnez      | Estadio Tommaso Fattori, L'Aquila |                              |
|                         | F. Nielsen 24' · H. Nielsen 27', 88' |           | Cherif 48' | Árbitro(s): Giulio Campanati      | Árbitro(s): Giulio Campanati |

### Generación de Oro: Primera participación en la Copa de África y el Copa Mundial (1962-1978)

#### Copa Africana de Naciones 1962 y copa de Naciones Árabe 1963
Frane Matošić, el segundo entrenador yugoslavo del equipo, tomó el mando después de que Kristić ayudara a Túnez a clasificarse para los Juegos Olímpicos. En 1962, el equipo participó por primera vez en las eliminatorias para la Copa Africana de Naciones de 1962 y se clasificó para el torneo: derrotó a Marruecos (Marruecos se retiró y los dos partidos fueron otorgados oficialmente a Túnez por 2-0) y Nigeria (perdió en el partido de ida 1-2, y Túnez avanzó al partido de vuelta después de que los jugadores nigerianos abandonaran el campo después de un empate 2-2, y se esperaba que Túnez ganara 2-0). En la fase final, la derrota contra Etiopía por 2-4 en la semifinal y luego la victoria en el partido por el tercer puesto contra Uganda por 3-0 permitió al equipo conquistar la medalla de bronce.
A principios de 1963, la Federación Tunecina de Fútbol nombró al entrenador francés André Gérard para dirigir al equipo en la primera edición de la Copa de Naciones Árabes, que se jugó en Beirut, Líbano. El equipo consiguió el título al ganar todos sus partidos, contra Siria 1-0, Jordania 4-0, Kuwait 5-1 y Líbano 1-0 en el último partido. Túnez ganó su primer título después de la independencia y Mongi Haddad terminó el torneo como máximo goleador con 4 goles.
| Selección | Pts | PJ | PG | PE | PP | GF | GC | Dif |
| --------- | --- | -- | -- | -- | -- | -- | -- | --- |
| Túnez     | 6   | 4  | 4  | 0  | 0  | 11 | 1  | +10 |
| Siria     | 6   | 4  | 3  | 0  | 1  | 9  | 4  | +5  |
| Líbano    | 4   | 4  | 2  | 0  | 2  | 9  | 7  | +2  |
| Kuwait    | 2   | 4  | 1  | 0  | 3  | 8  | 12 | −4  |
| Jordania  | 0   | 4  | 0  | 0  | 4  | 1  | 14 | −13 |

| 2 de abril de 1963 | Túnez        | 1:0 (1:0) | Siria | Estadio Camille Chamoun, Beirut                          |                                                          |
|                    | Ben Amor 20' | Reporte   |       | Asistencia: 7 000 espectadores Árbitro(s): Muvahhit Afir | Asistencia: 7 000 espectadores Árbitro(s): Muvahhit Afir |

| 4 de abril de 1963 | Túnez                                  | 4:0 (4:0) | Jordania | Estadio Camille Chamoun, Beirut                         |                                                         |
|                    | Haddad 1', 6' · Jedidi 26' · Henia 34' | Reporte   |          | Asistencia: 10 000 espectadores Árbitro(s): Atef Sinane | Asistencia: 10 000 espectadores Árbitro(s): Atef Sinane |

| 6 de abril de 1963 | Túnez                                                 | 5:1 (2:0) | Kuwait       | Estadio Camille Chamoun, Beirut                                  |                                                                  |
|                    | Habacha 9' · Jedidi 21', 54' · Henia 73' · Haddad 78' | Reporte   | Ad-Doula 85' | Asistencia: 5 000 espectadores Árbitro(s): Khatchadour Boyadjian | Asistencia: 5 000 espectadores Árbitro(s): Khatchadour Boyadjian |

| 7 de abril de 1963 | Líbano | 0:1 (0:1) | Túnez      | Estadio Camille Chamoun, Beirut                           |                                                           |
|                    |        | Reporte   | Haddad 10' | Asistencia: 20 000 espectadores Árbitro(s): Muvahhit Afir | Asistencia: 20 000 espectadores Árbitro(s): Muvahhit Afir |

#### Copa Africana de Naciones 1963, 1965 y 1978 y Clasificación para la Copa Mundial 1978

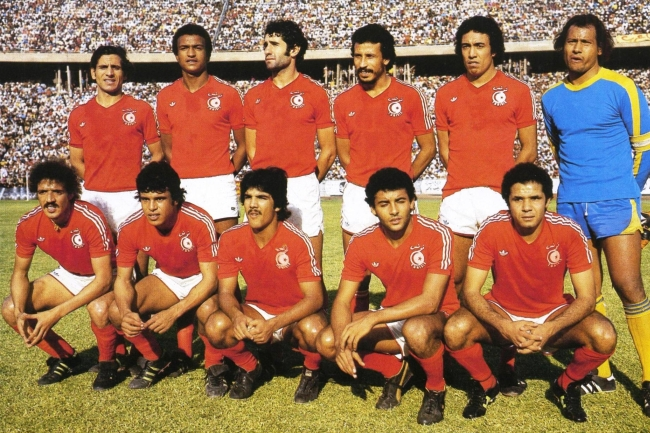
Selección de Túnez en 1977:
De pie, de izquierda a derecha: Dhouieb, Jebali, Gasmi, Akid, Kaabi y Sassi.
Agachados de izquierda a derecha: Laabidi, Agrebi, Dhiab, Ghommidh y Limam.

Túnez también se clasificó para la Copa Africana 1963 en Ghana tras ganar la eliminatoria ante Marruecos 6-5. En la fase final quedó eliminado en primera ronda tras un empate ante el país anfitrión, Ghana 1-1, y una derrota ante Etiopía 2-4. La Confederación Africana de Fútbol decide que Túnez sea sede de la Copa Africana de Naciones 1965, a pesar de que sólo han transcurrido nueve años desde la independencia del país. Una nueva generación de jugadores, entre los que se encuentran Abdelmajid Chetali, Sadok Sassi, Mohamed Salah Jedidi y Mohsen Habacha. Con Mokhtar Ben Nacef llegó a la final tras vencer a Etiopía 4-0 en el partido inaugural en el estadio Chedly-Zouiten y empatar contra Senegal 0-0, pero perdió contra Ghana en la prórroga 2-3. Posteriormente, el equipo experimentó un descenso, ya que no logró clasificar a la Copa Africana 1968, tras abandonar en la clasificación plena, mientras que no participó en las eliminatorias de las ediciones de 1970 y 1972.

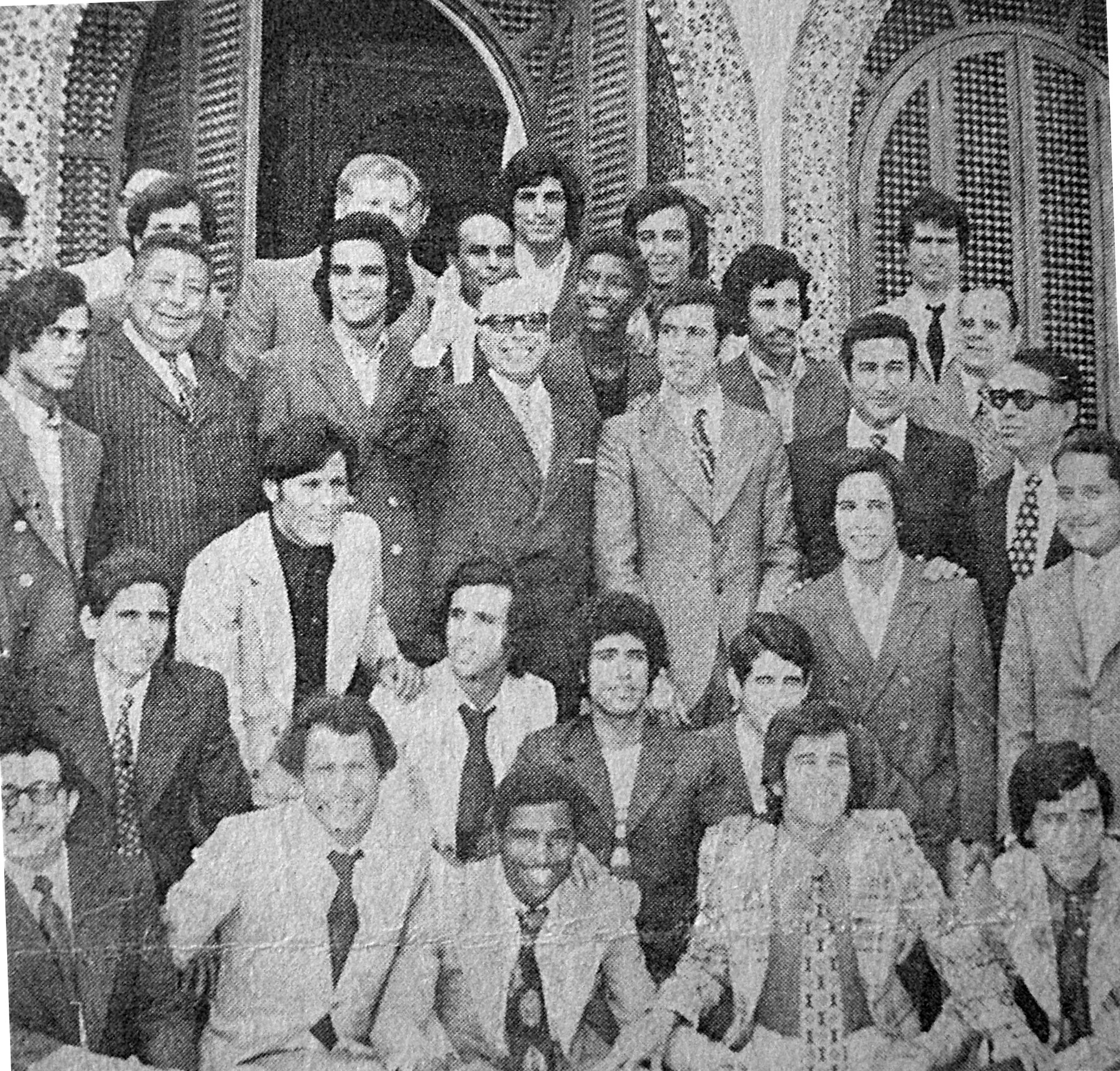
Habib Burguiba, presidente de la República, en medio del equipo que ganó la Copa Palestina 1973.

En 1973, el equipo dirigido por el técnico tunecino Hameur Hizem participó en la Copa Palestina de Naciones en Libia. Túnez encabezó la clasificación del grupo en la primera ronda tras cuatro victorias contra Siria 4-1, Egipto 1-0, Yemen del Norte 2-0 y Palestina 6-2. Continuó con una victoria contra Irak en la semifinal 2-0 y contra Siria en la Siria 4-0. En febrero de 1975, tras una breve experiencia con el técnico húngaro André Nagy, fue contratado el entrenador del Étoile Sportive du Sahel, Abdelmajid Chetali. Coincide con el regreso del equipo a la Copa Africana de Naciones después de trece años de ausencia, gracias a las victorias ante Egipto 2-2 y 3-2 y Guinea 3-0 y 2-3 durante los clasificación.
Al mismo tiempo, el equipo logró clasificarse por primera vez para el Mundial, tras una buena actuación en las eliminatorias con una generación liderada por Mokhtar Dhouieb, Nejib Ghommidh, Abderraouf Ben Aziza, Khemaïs Laabidi, Hammadi Agrebi y Tarak Dhiab. Consiguieron la única plaza africana al enfrentarse a equipos como Marruecos en primera ronda (dos empates 2-2 y victoria en los penaltis), Argelia en segunda ronda (victoria 2-0 y empate 1-1) y Guinea en tercera ronda. (derrota 0-1 y victoria 3-1). El equipo se clasifica para la ronda final y lidera el grupo tras superar a Nigeria (empate 0-0 y victoria 1-0) y Egipto (derrota 2-3 y victoria 4-1 en la última jornada).
Antes del Mundial, la selección participó en la Copa Africana de Naciones 1978 en Ghana, con un empate contra Marruecos 1-1, una victoria contra Uganda 3-1 y un empate contra la República del Congo 0-0. El equipo se clasificó para las semifinales, donde cayó derrotado por Ghana 0-1. En el partido por el tercer puesto, contra Nigeria, el partido se detuvo en el minuto 42 con un empate 1-1, con la selección tunecina abandonando el campo tras el empate de Nigeria; Nigeria gana el partido sobre la alfombra verde 2-0. Durante el Mundial organizado en Argentina, Túnez tuvo un impacto inmediato mientras los preparativos no estaban al nivel deseado tras un empate contra Hungría 2-2, una derrota contra Francia 0-2 y otra contra Países Bajos 0-4.

#### Copa Mundial de Argentina 1978: primera aparición

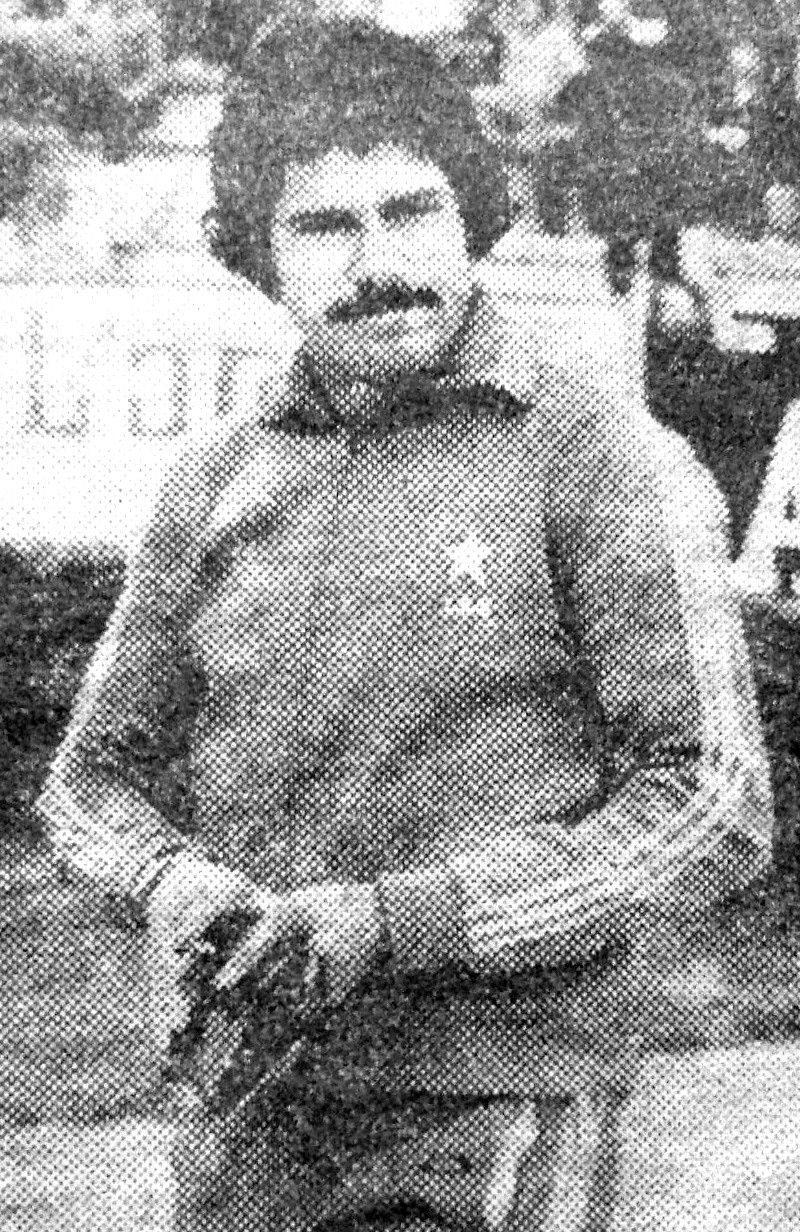
Chetali, como entrenador, llevó al equipo a clasificarse para el mundial por primera vez.

En el primer partido, México logró tomar ventaja gracias a un penal al final del primer tiempo cuando el balón pegó en la mano de Amor Jebali en el área penal; Arturo Vázquez anota el primer gol para finalizar el primer tiempo con ventaja para la selección mexicana. Antes del inicio de la segunda parte, el entrenador Chetali, en un gesto simbólico para motivar a los jugadores, coloca la bandera tunecina delante de los jugadores y abandona el vestuario. El equipo logró remontar después de que Ali Kaabi empatara para Túnez en el minuto 55, tras una asistencia de Hammadi Agrebi, e hizo historia como el primer jugador tunecino en marcar un gol en la Copa del Mundo, antes de que Nejib Ghommidh anotara el segundo gol en el Minuto 79, tras la incursión de Tarak Dhiab, que le pasó el balón. Mokhtar Dhouieb anotó el tercer gol en el minuto 87, tras un pase de Ghommidh entre los defensores mexicanos, con lo que el partido terminó con victoria para Túnez 3-1. Esta victoria es la primera de un país árabe y africano en una final de un Mundial.
En el segundo partido, los tunecinos hicieron una buena actuación contra Polonia, antes de perder 0-1 y luego empatar 0-0 contra el actual campeón, Alemania Federal. Este resultado, inesperado para la mayoría de los analistas, contribuirá a aumentar a dos el número de selecciones africanas clasificadas para el Mundial. Los jugadores fueron recibidos a su regreso al aeropuerto internacional de Túnez-Cartago por seguidores tunecinos, entre ellos el presidente Habib Burguiba, quien les dijo que habían cumplido la tarea de cien embajadores ayudando a dar a conocer Túnez al mundo.
Tras esta actuación, el técnico Chetali dimitió tras llevar con éxito a la selección nacional al más alto nivel internacional. Sin embargo, el período posterior a su dimisión estuvo marcado por varios problemas que duraron años. El 12 de abril de 1979, Mohamed Ali Akid, uno de los jugadores más destacados de la generación dorada, murió a la edad de 29 años en circunstancias misteriosas en Riad, Arabia Saudita.
| Selección        | Pts | PJ | PG | PE | PP | GF | GC | Dif |
| ---------------- | --- | -- | -- | -- | -- | -- | -- | --- |
| Polonia          | 5   | 3  | 2  | 1  | 0  | 4  | 1  | 3   |
| Alemania Federal | 4   | 3  | 1  | 2  | 0  | 6  | 0  | 6   |
| Túnez            | 3   | 3  | 1  | 1  | 1  | 3  | 2  | 1   |
| México           | 0   | 3  | 0  | 0  | 3  | 2  | 12 | –10 |

| 2 de junio de 1978, 16:45                            | Túnez                                  | 3:1 (0:1) | México             | Estadio Gigante de Arroyito, Rosario                    |                                                         |
|                                                      | Kaabi 55' · Ghommidh 79' · Dhouieb 87' | Reporte   | Vázquez 45' (pen.) | Asistencia: 17 396 espectadores Árbitro(s): John Gordon | Asistencia: 17 396 espectadores Árbitro(s): John Gordon |
| Primera victoria de un equipo africano en mundiales. |                                        |           |                    |                                                         |                                                         |

| 6 de junio de 1978, 16:45 | Polonia  | 1:0 (1:0) | Túnez | Gigante de Arroyito, Rosario                                     |                                                                  |
|                           | Lato 43' | Reporte   |       | Asistencia: 9 624 espectadores Árbitro(s): Ángel Franco Martínez | Asistencia: 9 624 espectadores Árbitro(s): Ángel Franco Martínez |

| 10 de junio de 1978, 16:45 | Alemania Federal | 0:0     | Túnez | Estadio Chateau Carreras, Córdoba                        |                                                          |
|                            |                  | Reporte |       | Asistencia: 30 667 espectadores Árbitro(s): César Orozco | Asistencia: 30 667 espectadores Árbitro(s): César Orozco |

### Declive y pérdida de seis ediciones de la Copa de África (1978-1994)

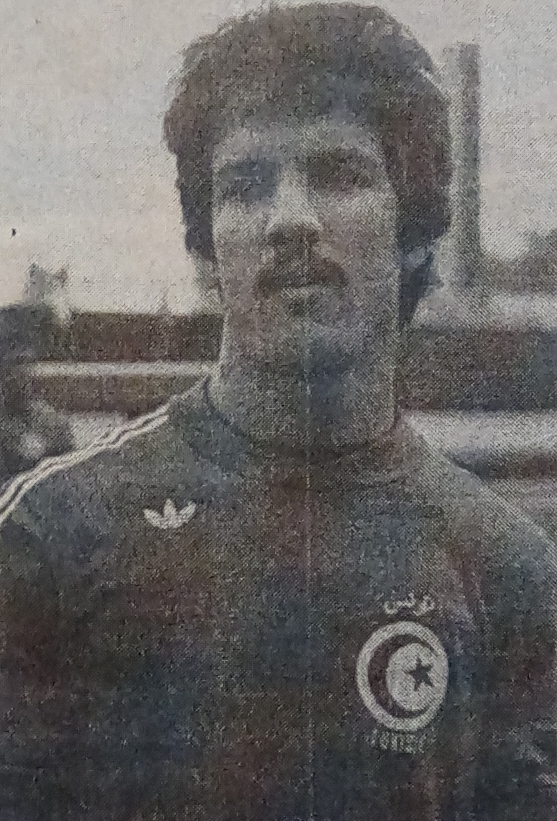
Tarak Dhiab, autor del gol de Túnez en la clasificación para los Juegos Olímpicos de Seúl 1988.

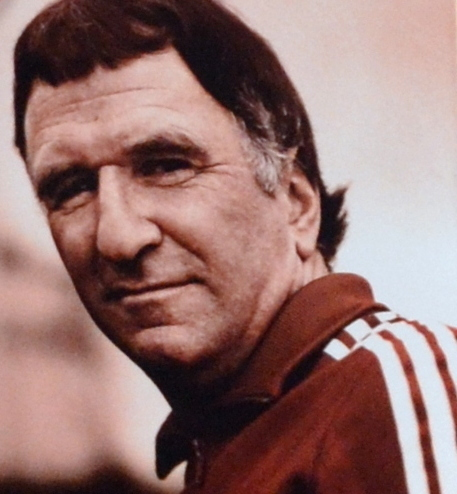
Antoni Piechniczek entrenó al equipo durante dos mandatos, fracasando en los Juegos Olímpicos de Seúl 1988 y clasificación para el Mundial de 1990.

Tras su primera experiencia en un Mundial, Túnez experimentó un fuerte descenso en su rendimiento tras el paso de entrenadores como Hameur Hizem y Hmid Dhib, y el equipo fue destituido durante las clasificación para el Mundial de 1982 contra Nigeria a pesar de la participación de decenas de jugadores que participó en la edición anterior. Entre 1980 y 1992, el equipo logró clasificarse sólo para dos torneos: la Copa Africana 1982 y los Juegos Olímpicos de Seúl 1988; queda eliminada en la primera ronda en ambos casos. En efecto, Túnez se clasificó para la Copa Africana organizada por su vecina Libia, bajo la dirección del seleccionador polaco Ryszard Kulesza y después de haber sido excluido de la Copa Africana 1980. Sin embargo, obtuvo resultados negativos: un empate contra Camerún 1-1 en el primer partido, luego pierde contra Libia 0-2 y Ghana 0-1 para obtener sólo un punto.
Kulesza tampoco logró clasificarse para la Copa Africana 1984 tras una derrota ante Egipto (derrota 0-1, empate 0-0), que precipitó su salida. El seleccionador Youssef Zouaoui es designado para dirigir al equipo, que comienza con buen pie ganando los amistosos contra Nigeria 5-0 y Canadá 2-0, y luego supera a Benín y Guinea en la primera ronda de la clasificación para el Mundial de 1986. Sin embargo, no logró clasificarse para la Copa Africana 1986 tras una derrota contra Libia, que no le impidió llegar a la última ronda de las eliminatorias para el Mundial al vencer a Nigeria, antes de ser eliminado contra Argelia, que se clasificó por segunda vez.
El ex seleccionador de Camerún, Jean Vincent, fue contratado pero no logró clasificarse para la Copa Africana 1988 tras su derrota ante Argelia. También obtuvo resultados desastrosos en los Juegos Africanos, con derrotas contra Camerún, Madagascary Kenia, que provocaron su destitución inmediata. Taoufik Ben Othman, antiguo entrenador asistente de Chetali en el equipo de 1978, es designado para sucederle. Los resultados mejoraron un poco porque los tunecinos se clasificaron para los Juegos Olímpicos tras derrotar a Marruecos (gracias a un gol de Tarak Dhiab en el último minuto) y a Egipto en la fase de clasificación, lo que no impidió que Ben Othman fuera despedido unos días antes del inicio de la competición. la competición tras los malos resultados de la Copa de Naciones Árabe 1988, los fracasos ante Arabia Saudita 1-1, Líbano 1-1, Egipto 1-0 e Irak 1-1, así como los malos resultados en Partidos amistosos contra Malta, Finlandia y Alemania Democrática.
El técnico polaco Antoni Piechniczek fue nombrado interinamente y dirigió al equipo durante la primera ronda de la clasificación para el Mundial de 1990 y la final de los Juegos Olímpicos, en los que los resultados no fueron buenos, con un empate contra China 0-0, Suecia 2-2 y una dura derrota ante Alemania Federal 1-4. Mokhtar Tlili fue entonces nombrado seleccionador, pero los resultados no mejoraron: Túnez no se clasificó para la Copa Africana 1990 tras una dura derrota ante Senegal, que precipitó la marcha de Tlili y el regreso de Piechniczek, que no logró clasificarse. Durante la fase de clasificación para el Mundial de 1990, tras una derrota en la última ronda contra Camerún, Mrad Mahjoub se convirtió en entrenador. Aunque no pudo clasificarse para la Copa Africana 1992, la Federación Tunecina de Fútbol renovó su confianza en él debido al respetable desempeño en las eliminatorias, ya que el equipo fue despedido por diferencia de gol ante Egipto, además de vencer a Bélgica en un partido amistoso. Sin embargo, la eliminación prematura de las eliminatorias para el Mundial de 1994 contribuyó a su destitución tras un empate con Marruecos y a su sustitución por el seleccionador Youssef Zouaoui antes de la Copa Africana 1994 que tuvo lugar en Túnez.
Así, el equipo logró romper la racha al albergar la Copa Africana de Naciones en sustitución de Zaire, pero el resultado fue catastrófico e inesperado, con una derrota contra Mali 0-2, durante el partido inaugural ante 45.000 personas en estadio Olímpico El Menzah, que contribuyó a la destitución de Zouaoui, sustituido por Faouzi Benzarti, que empató con el Zaire 1-1 en el segundo partido, quedando último del grupo.

### Inicio del resurgimiento: finalista Copa Africana (1994-2002)

#### Copa Africana de Naciones 1996: Subcampeón en Sudáfrica

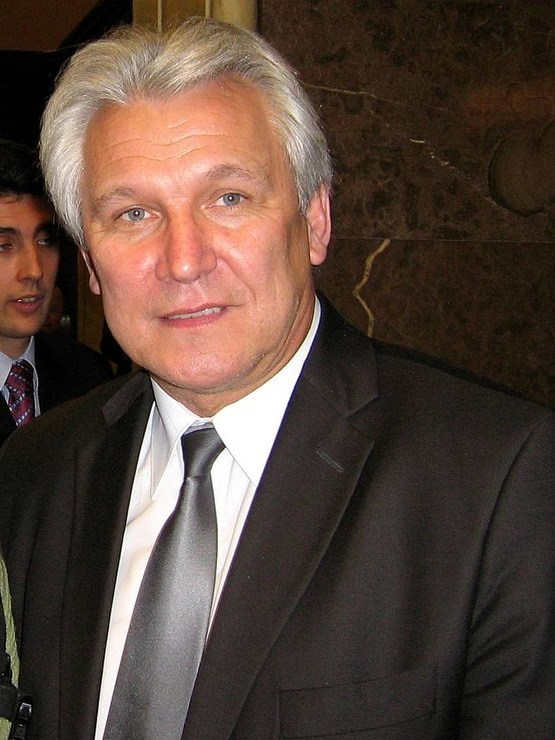
Henryk Kasperczak, que llevó al equipo a la final de la Copa Africana 1996 y clasificarse para la Copa del Mundo de 1998.

Tras constatar el declive del fútbol tunecino, se decidió contratar a un entrenador que conocía bien el fútbol africano. Se eligió al ex entrenador de Costa de Marfil, Henryk Kasperczak, y los resultados del equipo mejoraron gradualmente. Los tunecinos consiguen clasificarse para la Copa Africana de Naciones por primera vez en catorce años tras derrotar a Liberia y Senegal. Durante la fase final de la Copa Africana 1996, Túnez comenzó mal, con un empate contra Mozambique y una derrota contra Ghana, pero terminó segundo en su grupo, clasificándose para cuartos de final y superando la primera ronda por primera vez desde 1978. Tras vencer a Costa de Marfil 3-1, Túnez vence a Gabón en cuartos de final y a Zambia en semifinales 4-2, para alcanzar su primera final en 31 años, que, sin embargo, perdió ante el país anfitrión, Sudáfrica 0-2.

#### Copa Africana de Naciones 1998
Esta actuación es apreciada por la afición tunecina, que no esperaba esta evolución en un equipo liderado por una nueva generación encarnada por Chokri El Ouaer, Zoubeir Baya, Sami Trabelsi y Adel Sellimi. Durante este período, Túnez se clasificó para los Juegos Olímpicos de Atlanta 1996 tras eliminar a Guinea. El equipo no cumple con las expectativas tras las derrotas ante Portugal y Estados Unidos por el mismo resultado 0-2, además del empate 1-1 ante Argentina que lo elimina de la fase de grupos. Aún bajo el liderazgo de Kasperczak, los tunecinos se clasificaron para la Copa Africana 1998 después de vencer a Guinea y Sierra Leona y se clasificaron para el último cuarto en cabeza del grupo, con una victoria sobre la República Democrática del Congo y Togo, pero una derrota contra Ghana. En cuartos de final, fueron eliminados en la tanda de penaltis por el país anfitrión, Burkina Faso.

#### Copa Mundial de Francia 1998
Durante este período, el equipo se clasificó para la segunda ronda de las eliminatorias para el Mundial de 1998 tras derrotar a Ruanda 3-1 y 2-0; Túnez está ubicado en el grupo 2 con Egipto, que es un serio candidato a la clasificación, pero logra clasificarse por segunda vez en su historia y la primera en veinte años después de vencer a Egipto 1-0 y 0-0, Liberia 1-0 y 2-0 y Namibia 2-1 y 4-0. El equipo juega algunos partidos amistosos antes de la competición contra Gales 4-0, Austria 1-2 y Chile 2-3. En la final no logró avanzar de fase de grupos, perdiendo sus partidos contra Inglaterra 0-2 y Colombia 0-1 y empatando contra Rumania 1-1.
| Selección  | Pts | PJ | PG | PE | PP | GF | GC | Dif |
| ---------- | --- | -- | -- | -- | -- | -- | -- | --- |
| Rumania    | 7   | 3  | 2  | 1  | 0  | 4  | 2  | 2   |
| Inglaterra | 6   | 3  | 2  | 0  | 1  | 5  | 2  | 3   |
| Colombia   | 3   | 3  | 1  | 0  | 2  | 1  | 3  | –2  |
| Túnez      | 1   | 3  | 0  | 1  | 2  | 1  | 4  | –3  |

| 15 de junio de 1998, 14:30 | Inglaterra                | 2:0 (1:0) | Túnez | Stade Vélodrome, Marsella                                   |                                                             |
|                            | Shearer 43' · Scholes 89' | Reporte   |       | Asistencia: 55 000 espectadores Árbitro(s): Masayoshi Okada | Asistencia: 55 000 espectadores Árbitro(s): Masayoshi Okada |

| 22 de junio de 1998, 17:30 | Colombia     | 1:0 (0:0) | Túnez | Stade de la Mosson, Montpellier                             |                                                             |
|                            | Preciado 83' | Reporte   |       | Asistencia: 29 800 espectadores Árbitro(s): Bernd Heynemann | Asistencia: 29 800 espectadores Árbitro(s): Bernd Heynemann |

| 26 de junio de 1998, 21:00 | Rumania      | 1:1 (0:1) | Túnez              | Estadio de Francia, Saint-Denis                           |                                                           |
|                            | Moldovan 72' | Reporte   | Souayah 10' (pen.) | Asistencia: 77 000 espectadores Árbitro(s): Edward Lennie | Asistencia: 77 000 espectadores Árbitro(s): Edward Lennie |

#### Copa Africana de Naciones 2000
Kasperczak fue entonces despedido y sustituido por el técnico italiano Francesco Scoglio, que clasificó al equipo para la Copa Africana de Naciones 2000 tras derrotar a Argelia, Uganda y Liberia. Túnez se clasificó por tercera vez consecutiva para los cuartos de final de la competición, pero con dificultad, tras una derrota en primera ronda contra Nigeria 2-4, una victoria sobre el Congo  1-0 y un empate contra Marruecos 0-0; El equipo logró clasificarse para la semifinal al vencer a Egipto 1-0 antes de perder ante Camerún 0-3 y terminar la competición en cuarto lugar con una derrota en la tanda de penaltis ante Sudáfrica.

#### Copa Africana de Naciones 2002 y Copa Mundial de Corea del Sur y Japón 2002

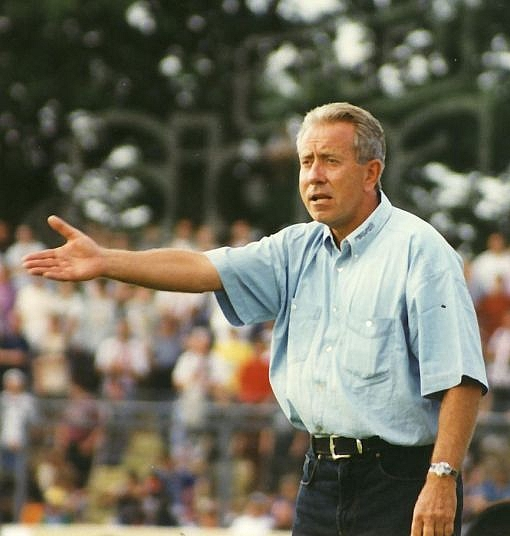
Eckhard Krautzun lideró al equipo en la clasificación para la Copa del Mundo de 2002.

Al año siguiente, Scoglio se fue para unirse al Genoa CFC, lo que provocó un período de inestabilidad. El seleccionador alemán Eckhard Krautzun fue nombrado y con dificultad clasificó al equipo para la Copa Africana 2002, en un grupo que incluía a Marruecos, Gabón y Kenia; Logró llevar al equipo a la Copa del Mundo de 2002 en Corea del Sur y Japón por tercera vez en su historia y a pesar de un grupo difícil que incluía a Costa de Marfil 2-2 y 1-1, Madagascar 1-0 y 2-0, Congo 2-1 y 6-0 y RD Congo 6-0 y 3-0.
Krautzun fue sorprendentemente despedido tras una acalorada discusión con dirigentes de la Federación Tunecina de Fútbol y a pesar de los buenos resultados obtenidos. Henri Michel lo reemplazó, pero fue despedido cuando Túnez se retiró de la Copa Africana 2002 sin marcar un solo gol, con empates contra Senegal y Zambia y una derrota contra Egipto 0-1.
Fue entonces cuando Ammar Souayah asumió el cargo a tiempo para la Copa del Mundo; El equipo empató partidos amistosos contra Noruega y Corea del Sur y perdió ante Dinamarca y Eslovenia. En la fase final, Túnez no puede hacer mejor que la actuación de 1998, empatando 1-1 contra Bélgica y perdiendo contra Rusia y Japón 0-2, lo que llevó a la Federación Tunecina de Fútbol a buscar un nuevo entrenador antes de la final. Inicio de la Copa Africana de Naciones 2004 organizada por Túnez.
| Selección | Pts | PJ | PG | PE | PP | GF | GC | Dif |
| --------- | --- | -- | -- | -- | -- | -- | -- | --- |
| Japón     | 7   | 3  | 2  | 1  | 0  | 5  | 2  | 3   |
| Bélgica   | 5   | 3  | 1  | 2  | 0  | 6  | 5  | 1   |
| Rusia     | 3   | 3  | 1  | 0  | 2  | 4  | 4  | 0   |
| Túnez     | 1   | 3  | 0  | 1  | 2  | 1  | 5  | −4  |

| 5 de junio de 2002, 15:30 | Rusia                         | 2:0 (0:0) | Túnez | Estadio de las Alas, Kōbe                                     |                                                               |
|                           | Titov 59' · Karpin 64' (pen.) | Reporte   |       | Asistencia: 30 957 espectadores Árbitro(s): Peter Prendergast | Asistencia: 30 957 espectadores Árbitro(s): Peter Prendergast |

| 10 de junio de 2002, 18:00 | Túnez         | 1:1 (1:1) | Bélgica     | Estadio del Gran Ojo, Ōita                              |                                                         |
|                            | Bouzaiene 17' | Reporte   | Wilmots 13' | Asistencia: 39 700 espectadores Árbitro(s): Mark Shield | Asistencia: 39 700 espectadores Árbitro(s): Mark Shield |

| 14 de junio de 2002, 15:30                                       | Túnez | 0:2 (0:0) | Japón                         | Estadio Osaka Nagai, Osaka                                   |                                                              |
|                                                                  |       | Reporte   | Morishima 48' · H. Nakata 75' | Asistencia: 45 213 espectadores Árbitro(s): Gilles Veissière | Asistencia: 45 213 espectadores Árbitro(s): Gilles Veissière |
| Primera clasificación de Japón a una segunda fase de un Mundial. |       |           |                               |                                                              |                                                              |

### Era Lemerre: Primer título africano y dominación continental (2002-2008)

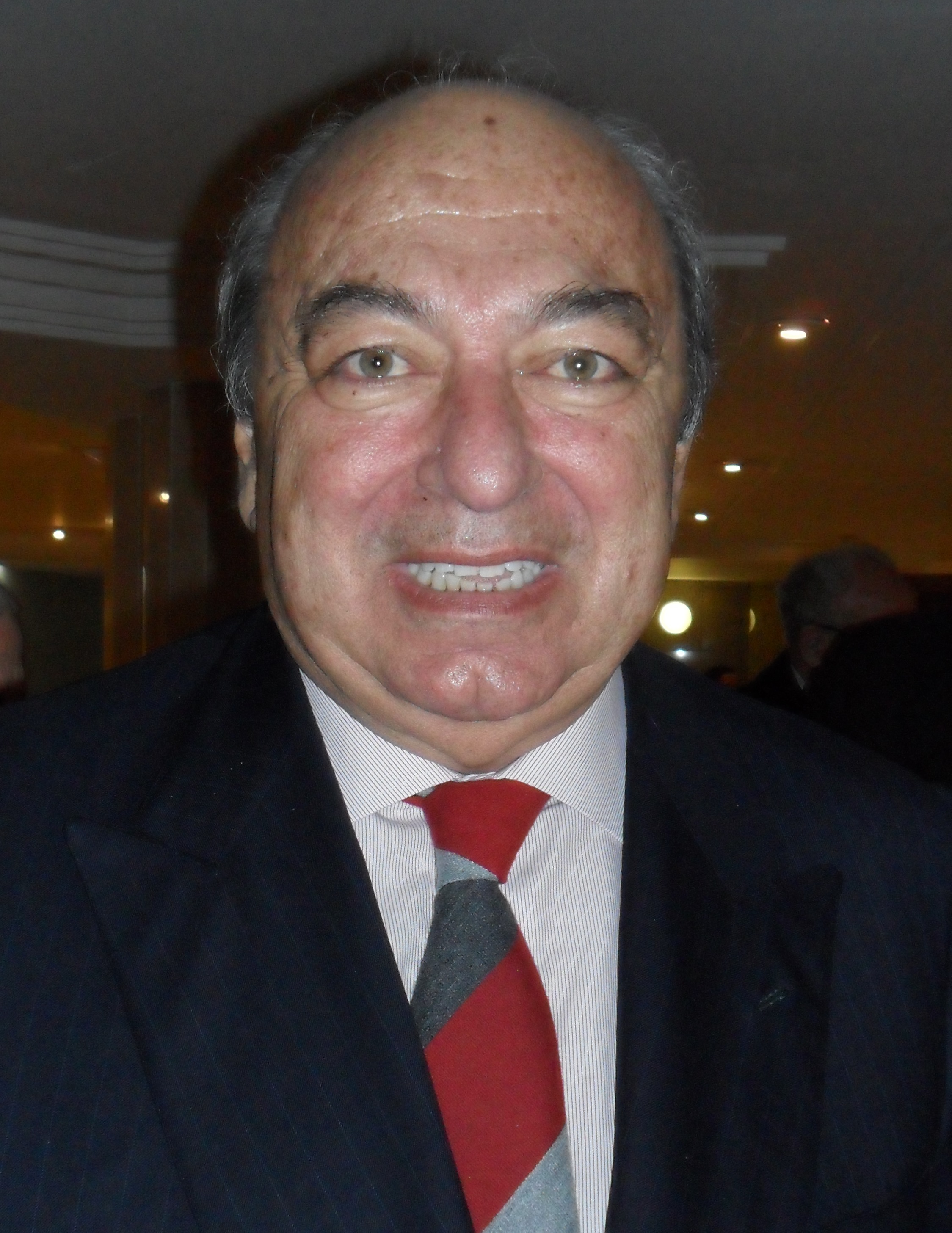
Hammouda Ben Ammar, presidente del FTF entre 2002 y 2006.

Después del Mundial de 2002, el ex entrenador de Francia Roger Lemerre asumió el cargo, convirtiéndose en el quinto entrenador en menos de dos años. Además de estabilizar la situación, es el responsable de ganar la Copa Africana de Naciones 2004 que acoge Túnez, quien ganó como asistente el Mundial de 1998, la Eurocopa de 2000 y la Copa FIFA Confederaciones 2001. El presidente de la federación, Hammouda Ben Ammar, busca naturalizarse. El delantero brasileño Francileudo Santos, que jugó en el Etoile du Sahel entre 1998 y 2000. Aunque anteriormente había rechazado la oferta, Santos se naturalizó como ciudadano tunecino en diciembre de 2003.
El equipo juega partidos amistosos preparatorios antes del inicio del torneo. El equipo también organizó un campo de entrenamiento en Crans-Montana, Suiza, en julio de 2003. El primer partido de Túnez en el campo del nuevo estadio 7 Noviembre se jugó el 21 de agosto de 2002 contra Francia y terminó con empate 1-1. El próximo se organiza contra Portugal en Lisboa y también termina con empate 1-1, seguido de victoria 1-0 contra Suecia en casa.
Del 27 al 30 de marzo de 2003, la Federación Tunecina de Fútbol organiza un torneo amistoso internacional en el que participarán Camerún, Ghana y Madagascar. Túnez juega la semifinal contra Ghana y la gana en los penaltis 8-7 tras finalizar el tiempo reglamentario 2-2. En la final, ganó el torneo tras una difícil victoria contra Camerún, gracias al gol de Riadh Bouazizi en el minuto 82, además de un partido contra Senegal, finalista de la edición anterior en 2002, que terminó con victoria 1-0 de Túnez, y otro contra Costa de Marfil, que ganó 3-2.

#### Copa Africana de Naciones 2004: Campeón africano en casa
Como país anfitrión, Túnez no tiene que clasificarse para la Copa Africana de Naciones 2004, donde se enfrentará en primera ronda a la República Democrática del Congo, Ruanda y Guinea. Ganó su primer partido contra Ruanda 2-1, gracias a los goles de Ziad Jaziri y Francileudo Santos, a pesar de la expulsión de Selim Benachour en el minuto 60 por tarjeta roja.

Alineación de la final de la Copa Africana de Naciones 2004, ante Marruecos.

El segundo partido contra la República Democrática del Congo fue difícil hasta que el congoleño Lomana Trésor Lua Lua fue expulsado con tarjeta roja en la primera parte, tras un ataque limpio a Jawhar Mnari. Gracias a Hatem Trabelsi en la banda derecha, el equipo logró ganar el partido 3-0 con un doblete de Francileudo Santos en los minutos 55 y 87 y un gol de Najeh Braham en el minuto 65. El día del tercer partido, correspondiente al Eid al-Adha, acudieron al estadio 35.000 espectadores. Guinea logró arrebatarle el empate después de que el partido terminara 1-1, con Selim Benachour anotando el gol de Túnez en el minuto 58, seguido de un gol guineano de Titi Camara en los minutos finales del partido. Túnez se clasifica para cuartos de final en lo más alto del grupo con siete puntos, tras dos victorias y un empate.
En cuartos de final se enfrentará a Senegal, que ya había vencido a Lemerre como seleccionador de Francia 1-0 durante el Mundial de 2002; Túnez también ganó este partido 1-0, con un gol de Jawhar Mnari en la segunda parte tras un pase de tijera de Ziad Jaziri; Este partido es conocido por la aparición de niebla en el campo. En semifinales, Nigeria, que había sido eliminada por Camerún, resistió. El partido se vuelve muy igualado hasta el final del tiempo de juego (1-1). El primer gol lo marcó el nigeriano Augustine Jay-Jay Okocha, que marcó de penalti después de que el defensa tunecino Karim Haggui batiera a Nwankwo Kanu en el área. Quince minutos después, el defensa nigeriano Seyi Olofinjana rompe en el área al delantero tunecino Ziad Jaziri, con quien Túnez también recibe un penalti. El capitán tunecino, Khaled Badra, iguala el marcador 1-1. El partido finalmente se decidió en la tanda de penaltis, que ganó Túnez 5-3 gracias a Karim Haggui, que anotó el último disparo. Con la victoria, Túnez llegó a la final, donde se enfrentó a Marruecos.
Durante la final del 14 de febrero de 2004 en el estadio 7 Noviembre de Radès, ante 70.000 aficionados y dirigidos por el árbitro senegalés Falla N'Doye, Túnez tuvo un buen comienzo con una ventaja 1-0 a los cuatro minutos. con Mehdi Nafti centrándose en Francileudo Santos, que marca su cuarto gol del torneo. Al final de la primera parte, Marruecos volvió al marcador con un gol de Youssouf Hadji tras un pase de Youssef Mokhtari. Pasaron siete minutos en la segunda parte antes de que otro delantero tunecino, Jaziri, pusiera en ventaja a su país. El partido finalmente terminó 2-1, dándole a Túnez su primera Copa Africana de Naciones.
Khaled Badra y Riadh Bouazizi levantaron la copa tras recibirla de manos del presidente Zine el-Abidine Ben Ali. Las Águilas de Cartago son la decimotercera selección de la historia que se corona campeona africana. Lemerre también se convierte en el primer entrenador en ganar dos torneos continentales diferentes. La selección nacional también ganó el premio a la Selección Africana del Año presentado por la Confederación Africana de Fútbol. La victoria dio lugar al apodo del equipo, "Los Águilas de Cartago", y como resultado, se cambió el escudo del equipo para incorporar un águila.
| Selección | Pts | PJ | PG | PE | PP | GF | GC | Dif |
| --------- | --- | -- | -- | -- | -- | -- | -- | --- |
| Túnez     | 7   | 3  | 2  | 1  | 0  | 6  | 2  | +4  |
| Guinea    | 5   | 3  | 1  | 2  | 0  | 4  | 3  | +1  |
| Ruanda    | 4   | 3  | 1  | 1  | 1  | 3  | 3  | 0   |
| RD Congo  | 0   | 3  | 0  | 0  | 3  | 1  | 6  | −5  |

| 24 de enero de 2004, 19:30 | Túnez                   | 2:1 (1:1) | Ruanda       | Estadio 7 Noviembre, Radès                               |                                                          |
|                            | Jaziri 27' · Santos 57' | Reporte   | Ntaganda 41' | Asistencia: 60.000 espectadores Árbitro(s): Divine Evehe | Asistencia: 60.000 espectadores Árbitro(s): Divine Evehe |

| 28 de enero de 2004, 16:15 | Túnez                        | 3:0 (0:0) | RD Congo | Estadio 7 Noviembre, Radès                               |                                                          |
|                            | Santos 55', 87' · Brahem 65' | Reporte   |          | Asistencia: 60.000 espectadores Árbitro(s): Jerome Damon | Asistencia: 60.000 espectadores Árbitro(s): Jerome Damon |

| 1 de febrero de 2004, 14:00 | Túnez         | 1:1 (0:0) | Guinea     | Estadio 7 Noviembre, Radès                                     |                                                                |
|                             | Benachour 58' | Reporte   | Camara 84' | Asistencia: 35.000 espectadores Árbitro(s): Tessema Hailemalak | Asistencia: 35.000 espectadores Árbitro(s): Tessema Hailemalak |

Cuartos de final
| 7 de febrero de 2004, 17:00 | Túnez     | 1:0 (0:0) | Senegal | Estadio 7 Noviembre, Radès                                      |                                                                 |
|                             | Mnari 65' | Reporte   |         | Asistencia: 65.000 espectadores Árbitro(s): Mohamed Ali Bujsain | Asistencia: 65.000 espectadores Árbitro(s): Mohamed Ali Bujsain |

Semifinal
| 11 de febrero de 2004, 16:00 | Túnez                                           | 1:1 (1:1, 0:0) (t. s.)(5:3 p.) | Nigeria                           | Estadio 7 Noviembre, Radès                               |                                                          |
|                              | Badra 82'                                       | Reporte                        | Okocha 67'                        | Asistencia: 65.000 espectadores Árbitro(s): Coffi Codjia | Asistencia: 65.000 espectadores Árbitro(s): Coffi Codjia |
|                              |                                                 | Tiros desde el punto penal     |                                   |                                                          |                                                          |
|                              | Badra · Santos · Mhedhebi · Ben Achour · Haggui |                                | Utaka · Odemwingie · Yobo · Udeze |                                                          |                                                          |

Final
| 14 de febrero de 2004, 20:00 | Túnez                  | 2:1 (1:1) | Marruecos    | Estadio 7 Noviembre, Radès                              |                                                         |
|                              | Santos 5' · Jaziri 52' | Reporte   | Mokhtari 38' | Asistencia: 70.000 espectadores Árbitro(s): Ndoye Falla | Asistencia: 70.000 espectadores Árbitro(s): Ndoye Falla |

Plantilla
| - Arqueros: 1 Ali Boumnijel , 16 Khaled Fadhel, 22 Khaled Azaïez. - Defensas: 2 Khaled Badra , 3 Karim Haggui, 4 Alaeddine Yahia, 15 Radhi Jaïdi, 20 José Clayton, 21 Karim Saidi. - Mediocampistas: 8 Mehdi Nafti, 10 Kaies Ghodhbane, 12 Jawhar Mnari, 13 Riadh Bouazizi, 14 Adel Chedli, 18 Selim Benachour. - Delanteros: 5 Ziad Jaziri, 7 Imed Mhadhbi, 9 Najeh Braham, 11 Francileudo Santos, 17 Mohamed Jdidi. - Entrenador: Roger Lemerre. |

#### Copa FIFA Confederaciones 2005, clasificación para la Copa del Mundo 2006 y Copa Africana de Naciones 2006
La selección tunecina, al ganar su primer título de la Copa Africana de Naciones, le concedió el permiso de participar en la Copa FIFA Confederaciones 2005 celebrada en Alemania, donde fue agrupado en un grupo difícil que incluía a Alemania, Argentina y Australia. El partido inaugural de este torneo fue entre Túnez y Argentina, Túnez perdió por un estrecho margen 1-2. En el segundo partido, los tunecinos perdieron el partido ante los alemanes por 3-0, mientras que en el tercer partido lograron vencer a Australia 2-0. En el mismo año, la selección de Túnez jugó las eliminatorias de la Copa del Mundo 2006, donde logró sobrepasar a Guinea, perdió en condición de visitante por 2-1 y ganó de local por 2-0, contra Kenia ganaron ambos partidos por 1-0 y 2-0, ante Malaui empató por 2-2 y vapuleo por un 7-0, ante Botsuana sobrepaso sin ningún problema ganando por 4-1 y por 1-3 y por último ante Marruecos, en la última fecha empató por 2-2 en el Estadio 7 Noviembre frente a 65 000 espectadores, que permitió a la selección tunecina clasificarse para su cuarto Mundial y el tercero consecutivo. Al año siguiente, no pudo defender su título, perdiendo ante Nigeria en los cuartos de final por penales, a pesar de un buen comienzo en la fase de grupos después de vencer a Zambia 4-1 y Sudáfrica 2-0.
Los preparativos para la Copa del Mundo comenzaron en febrero, cuando el equipo estaba programado para jugar un partido amistoso contra Serbia y Montenegro el 1 de marzo de 2006. Roger Lemerre también logró incorporar al tan esperado David Jemmali. El partido en sí terminó con una ligera derrota por 1-0, y Roger Lemerre no se sorprendió por la actuación del serbio. Sin embargo, admitió que el equipo cometió un error al jugar pelotas altas con más frecuencia cuando deberían haber preferido jugar pases cortos. Lemerre también dijo que está contento con el debutante David Jemmali en la selección, para quien jugó excepcionalmente como lateral izquierdo. Dos semanas después, la Federación Tunecina de Fútbol confirmó que tiene previsto celebrar más partidos amistosos internacionales. Los candidatos eran Croacia, Estados Unidos e Irán. Las fechas estaban previstas para el 27 de mayo y el 2 o 3 de junio, así como un partido amistoso internacional que se jugará en Alemania contra Irán el 7 de junio. En abril de 2006, Lemerre intentó incorporar al equipo, nacido en Francia, Nabil Taider, pero según las reglas de la FIFA, debería haber sido incluido en la selección de Túnez antes de cumplir 21 años.
La Federación también anunció a finales de este mes que realizará un pequeño torneo antes del Mundial, una edición de la LG Cup, a la que asistirán Bielorrusia, Libia y Uruguay. El torneo estaba programado para realizarse del 30 de mayo al 2 de junio. Además, después del torneo, los partidos amistosos internacionales contra Alemania y Kuwait estaban previstos para el 5 y 7 de junio. En mayo, Lemerre llevó a su equipo a un campo de entrenamiento en Suiza, donde jugó amistosos internacionales contra clubes suizos. En el primer partido, Túnez derrotó al FC Serrières por 2-0, con goles de los defensas Karim Haggui y Alaeddine Yahia. El segundo partido también venció al FC Colombier por 4-0. Cuando el equipo regresó a su tierra natal, fue el turno de la Copa LG 2006, con Bielorrusia como primer oponente y el partido terminó 3-0. En el partido final, contra Uruguay, Túnez perdió el título después de un empate 0-0 y una derrota final por 1-3 en la tanda de penaltis, sin marcar ningún gol en el tiempo reglamentario.

#### Copa Mundial de Alemania 2006

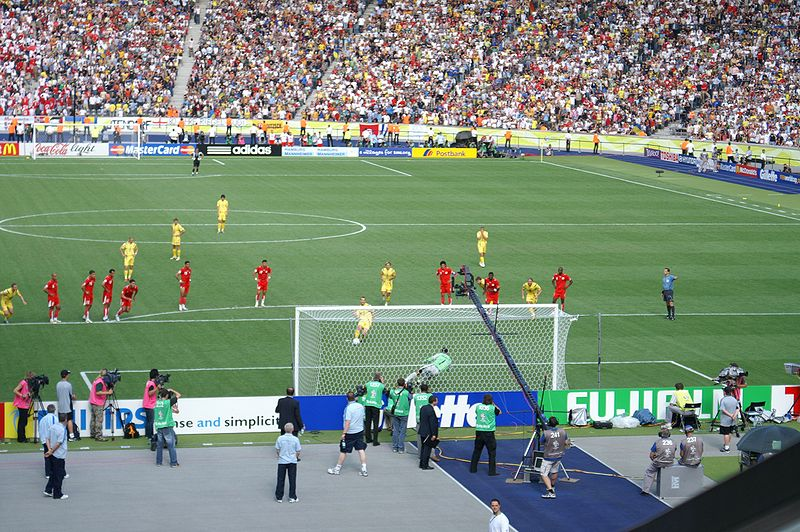
El gol de Andriy Shevchenko de penalti supuso la exclusión de Túnez del Mundial.

La Copa del Mundo 2006 arrancó, el primer partido fue el 14 de junio contra Arabia Saudita, en el que Lemerre utilizó un sistema 4–4–2. La lesión de Francileudo Santos, el delantero más fuerte de Túnez antes del torneo, fue de particular importancia, aunque fue convocado a la selección para la Copa del Mundo. Antes del partido, se esperaba que el Túnez del Lemerre fuera más fuerte que Arabia Saudita, pero resultó lo contrario. Mientras Túnez avanzaba con un gol de Ziad Jaziri, Arabia Saudita logró volver al partido y anotó dos goles, pero en los últimos momentos del partido, Túnez logró terminar el partido con un empate 2-2 con un gol fatal de Radhi Jaïdi,

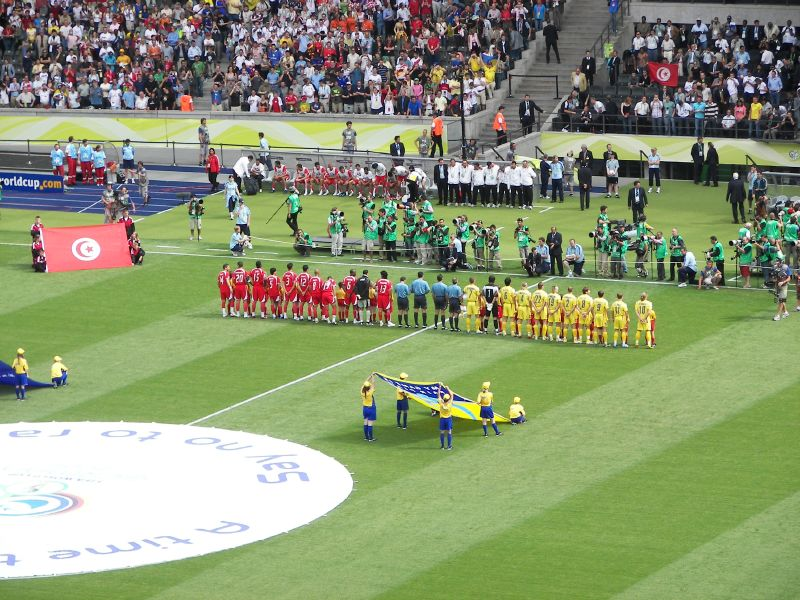
Partido de Túnez contra Ucrania el 23 de junio de 2006 en el Estadio Olímpico de Berlín.

Lemerre se mostró decepcionado con el resultado. En el segundo partido, Túnez se enfrentó a España, liderado por Raúl González, Iker Casillas, Carles Puyol y Sergio Ramos. Lemerre se basó en el sistema del Plan de Defensa Modular 4–5–1, con Ziad Jaziri a la cabeza. Excepcionalmente, David Jemmali, que jugó como defensa zurdo en el partido inaugural, fue reemplazado por su compañero Anis Ayari. Túnez comenzó el partido con fuerza y marcó el primer gol, firmado por Jawhar Mnari. Sin embargo, España hizo cambios ofensivos en la segunda parte, y Raúl González y sus compañeros contraatacaron al portero Ali Boumnijel, quien marcó el empate cinco minutos después, Fernando Torres marcó el segundo gol para España, y finalmente en el minuto 90, finalizó un penalti. el partido con una puntuación de 3-1.
Lemerre no estaba contento con el resultado aunque consideró buena su táctica, pero por un error España marcó el empate. Lemerre también enfatizó que Túnez debe ganar el último partido contra Ucrania si quiere continuar. Contra Ucrania, Lemerre volvió a una formación 4-4-2, y esta vez la mejor pareja ofensiva fueron Ziad Jaziri y Hamed Namouchi. El partido se encaminaba hacia un empate sin goles, pero la naturaleza del partido cambió cuando el delantero tunecino Ziad Jaziri recibió una segunda amonestación en el partido y fue expulsado con una tarjeta roja. Para su sorpresa, Lemerre no levantó a nadie como delantero, jugando así durante más de media hora sin delantero. Además, el árbitro anunció un supuesto penalti anotado por Andriy Shevchenko. Lemerre respondió solo después de 79 minutos cuando entraron Francileudo Santos y Chaouki Ben Saada.
| Selección      | Pts | PJ | PG | PE | PP | GF | GC | Dif |
| -------------- | --- | -- | -- | -- | -- | -- | -- | --- |
| España         | 9   | 3  | 3  | 0  | 0  | 8  | 1  | +7  |
| Ucrania        | 6   | 3  | 2  | 0  | 1  | 5  | 4  | +1  |
| Túnez          | 1   | 3  | 0  | 1  | 2  | 3  | 6  | −3  |
| Arabia Saudita | 1   | 3  | 0  | 1  | 2  | 2  | 7  | −5  |

| 14 de junio de 2006, 18:00 | Túnez                    | 2:2 (1:0) | Arabia Saudita                | Est. de la Copa Mundial, Múnich                         |                                                         |
|                            | Jaziri 23' · Jaidi 90+2' | Reporte   | Al Qahtani 56' · Al Jaber 84' | Asistencia: 66.000 espectadores Árbitro(s): Mark Shield | Asistencia: 66.000 espectadores Árbitro(s): Mark Shield |

| 19 de junio de 2006, 21:00 | España                            | 3:1 (0:1) | Túnez    | Mercedes-Benz Arena, Stuttgart                           |                                                          |
|                            | Raúl 71' · Torres 76', 90' (pen.) | Reporte   | Mnari 8' | Asistencia: 52.000 espectadores Árbitro(s): Carlos Simon | Asistencia: 52.000 espectadores Árbitro(s): Carlos Simon |

| 23 de junio de 2006, 16:00 | Ucrania               | 1:0 (0:0) | Túnez | Estadio Olímpico, Berlín                                    |                                                             |
|                            | Shevchenko 70' (pen.) | Reporte   |       | Asistencia: 72.000 espectadores Árbitro(s): Carlos Amarilla | Asistencia: 72.000 espectadores Árbitro(s): Carlos Amarilla |

#### Copa Africana de Naciones 2008

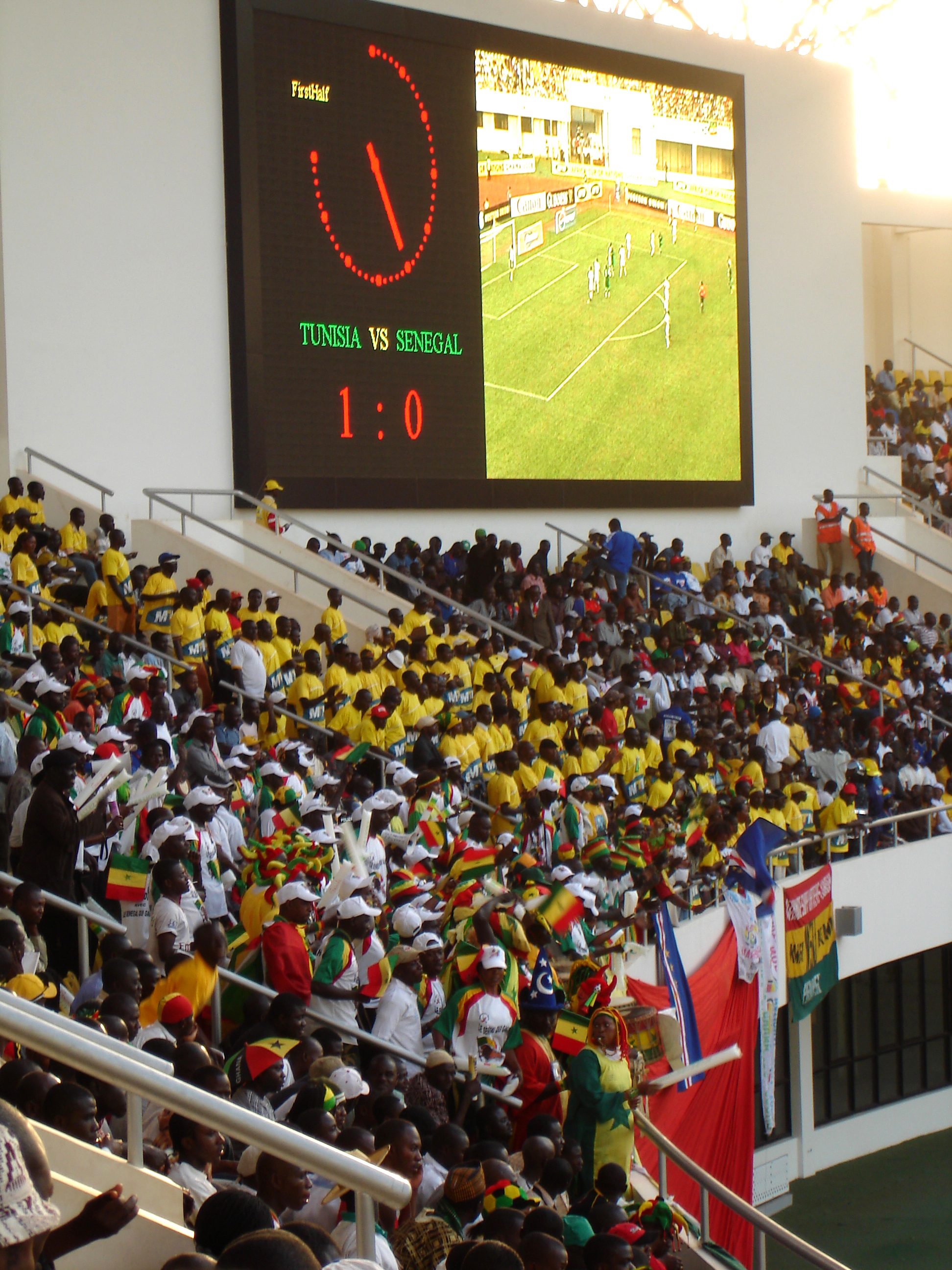
Panel del estadio que muestra el liderazgo de Túnez contra Senegal en la Copa Africana de Naciones 2008.

Santos tuvo dos oportunidades en el partido pero no logró anotar. El partido terminó finalmente con una victoria para los ucranianos por 1-0, Túnez fue nuevamente eliminado en fase de grupos. Después del partido, Lemerre dijo que comparte la decepción con la afición de Túnez, pero que la vida sigue. Todo lo que tienen que hacer ahora es concentrarse en la Copa Africana de Naciones 2008. Sin embargo, los medios de comunicación y los seguidores tunecinos criticaron la actuación del Lemerre durante el torneo por ser demasiado cautelosa, así como por un sistema especialmente defensivo. En ese momento, Hatem Trabelsi anunció su retiro de la selección después de 8 años, luego de jugar 58 partidos y anotar un gol. Lemerre mantuvo su contrato hasta el final, ya que llevó a Túnez a clasificarse para la Copa Africana de Naciones 2008. El contrato comenzó justo después de la Copa del Mundo el 3 de septiembre de 2006, cuando Túnez se enfrentó a Mauricio en el partido de ida. El partido terminó 0-0, y el segundo partido de clasificación contra Sudán fue poco mejor que el partido. Túnez ganó el partido 1-0 con un gol de Richard Justin al final del partido. No fue hasta la siguiente quincena de marzo de 2007 que Túnez anotó una clara victoria por 0-3 sobre Seychelles, el equipo más débil del grupo.
El siguiente encuentro entre los dos países fue igualmente aplastante cuando Túnez venció a Seychelles 4-0. El 16 de junio de 2007, Túnez se enfrentó a Mauricio en un segundo partido, ganando 2-0. Túnez lideró su grupo de clasificación por un punto sobre Sudán, donde disputó su último partido de clasificación. Antes del partido final, la Federación de Fútbol de Túnez estaba considerando contratar al brasileño Jorvan Vieira como nuevo entrenador, que llevó a Irak a ganar la Copa Asiática de la AFC 2007. Sin embargo, el acuerdo nunca se cumplió y Lemerre siguió cumpliendo su contrato. Sin embargo, en el último partido de clasificación para el Campeonato Africano el 9 de septiembre de 2007, Túnez sufrió una leve derrota por 3-2 contra Sudán y terminó segundo en la ronda de clasificación. Sin embargo, llegó a la Copa Africana de Naciones de 2008.

#### Fin de la era Lemerre

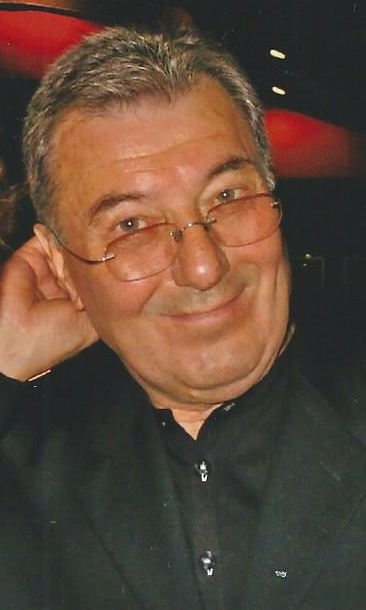
Roger Lemerre es considerado como uno de los mejores entrenadores de todos los tiempos de Túnez.

Túnez era candidato al Campeonato de África después de su destacada actuación en los últimos años, además de la presencia de siete jugadores del Etoile Sportive du Sahel, que era el campeón de la Liga de Campeones de la CAF en ese momento. Túnez pudo clasificar para los cuartos de final. El grupo estaba formado por Senegal, Sudáfrica y Angola. Liderando en la fase de grupos, un empate en el partido inaugural contra Senegal 2-2, una victoria por 3-1 sobre Sudáfrica, Francileudo Santos también se convirtió en el máximo goleador tunecino en la Copa Africana de Naciones. En el tercer partido se enfrentó a Angola, el partido terminó 0-0, y Túnez se clasificó al mismo tiempo para los cuartos de final, pero la derrota ante Camerún por 3-2 en la prórroga eliminó a Túnez en los cuartos de final nuevamente.
Después de la Copa Africana de Naciones de 2008, el presidente de la Federación de Fútbol de Túnez, Tahar Sayoud, conversó con el entrenador Lemerre sobre su futuro como entrenador de la selección nacional. Dos días después, se anunció que Lemerre continuaría como entrenador de Túnez hasta finales de junio. Esto significa que Lemerre entrenará a Túnez durante algún tiempo en las eliminatorias para la Copa del Mundo de 2010. Los preparativos para los partidos de clasificación comenzaron en junio, en marzo, al ganar un partido amistoso contra Costa de Marfil por 2-0 con goles de Tijani Belaid y Radhouène Felhi.
Antes del inicio de las eliminatorias, la Federación de Fútbol de Túnez negoció en abril de 2008 con el francés Bertrand Marchand y más tarde con su compatriota Jacques Santini, pero ninguno de ellos pudo llegar al acuerdo que deseaba con la Federación de Fútbol de Túnez. En cambio, el portugués Humberto Coelho fue nombrado nuevo entrenador el 3 de junio de 2008. Antes de su nombramiento, Lemerre lideró a Túnez por última vez en el cuarto partido de clasificación para la Copa del Mundo contra Burkina Faso, que terminó con una derrota por 1-2.  El 30 de junio de 2008, Roger Lemerre abandona Túnez Seis años después, el período de entrenamiento más largo en la historia de la selección tunecina.

### Decepciones y ausencia del Mundial (2008-2014)

#### Clasificatorios para la Copa del Mundo 2010 y la Copa Africana de 2010

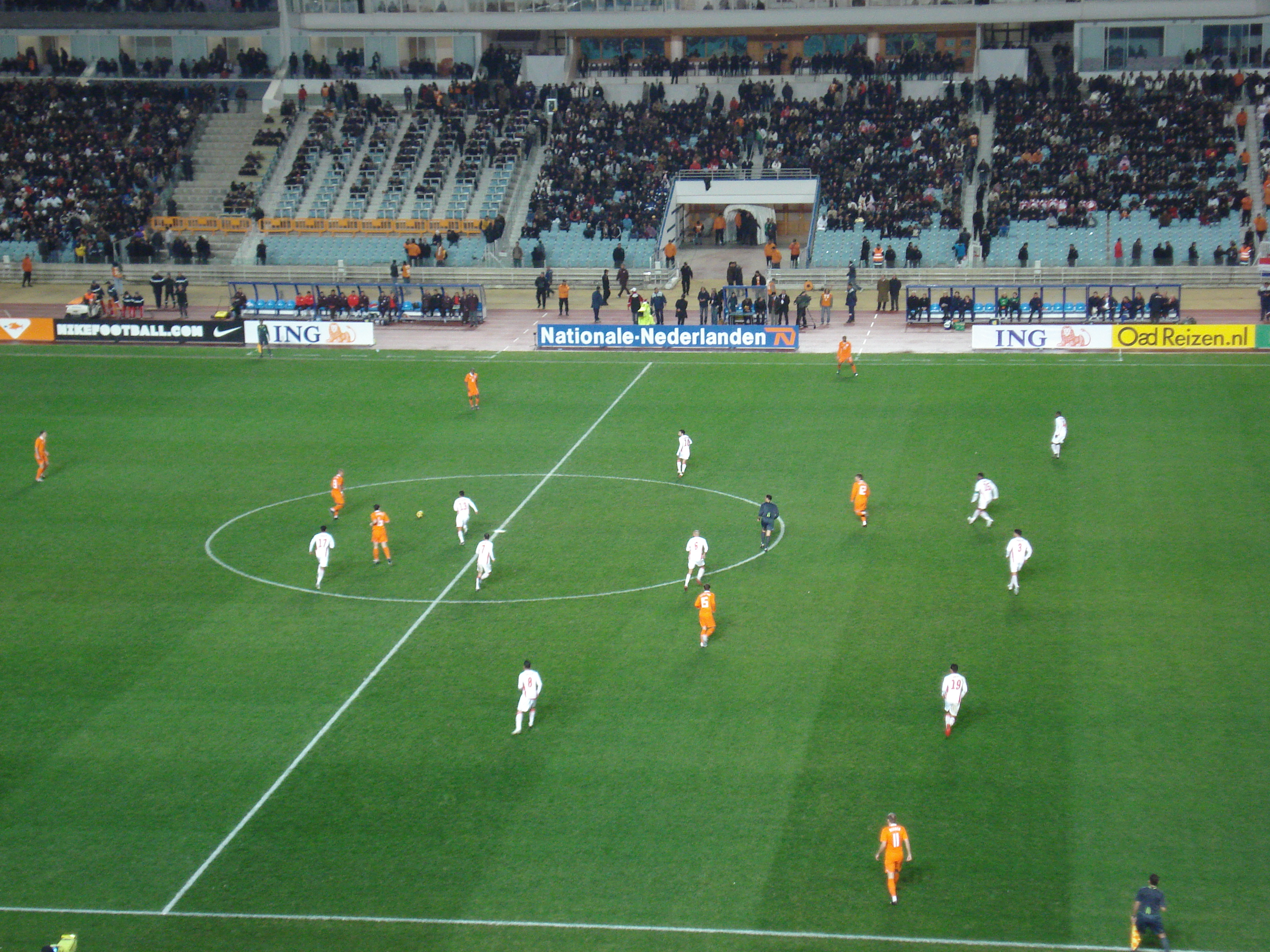
Partido contra Países Bajos el 11 de febrero de 2009 en el estadio olímpico de Radès (1-1).

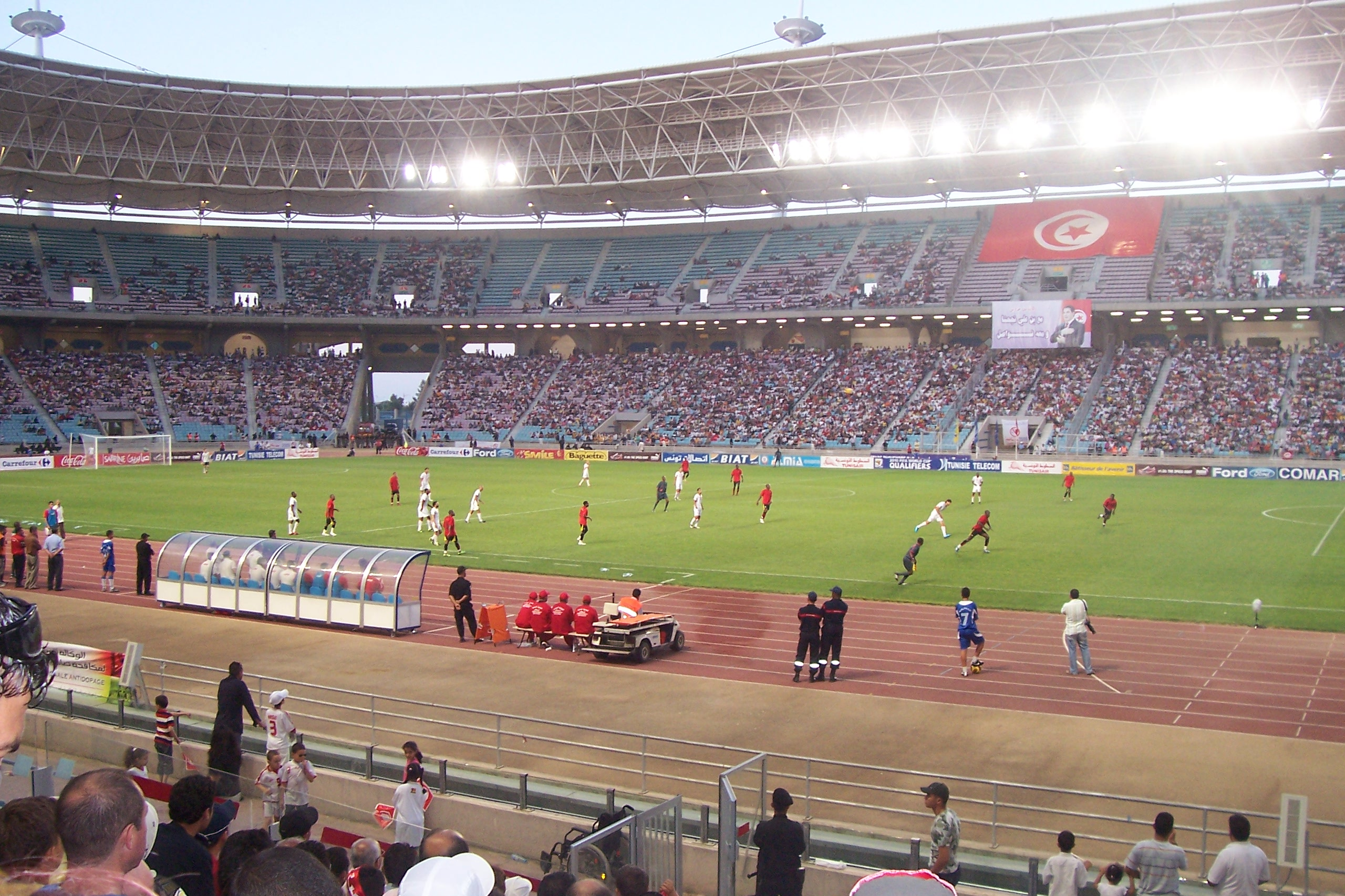
Partido contra Mozambique durante las eliminatorias para el Mundial de 2010 el 6 de junio de 2009 (2-0).

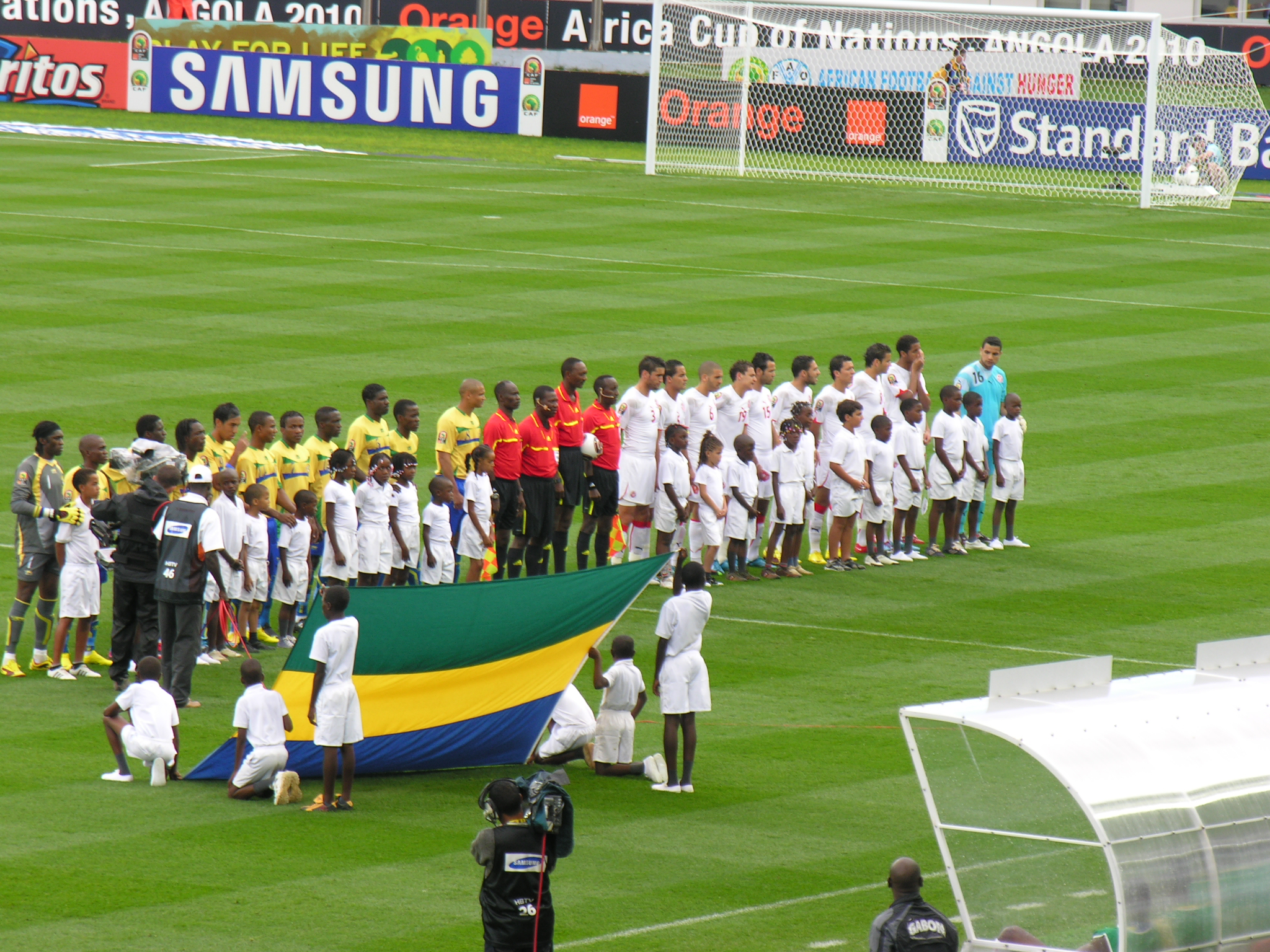
Túnez-Gabón en Copa Africana 2010.

Humberto Coelho se hace cargo del equipo después de que Roger Lemerre lo dejara el 21 de junio de 2008. Durante su rueda de prensa, destaca la importancia de acercar a los medios de comunicación a la selección nacional y hablar más abiertamente sobre las opciones y las tácticas de los jugadores. Al mismo tiempo, afirma que utilizaría un esquema 4-3-3 y 4-4-2 dependiendo del rival. La clasificación para el Mundial continúa en septiembre con la victoria contra Burundi 2-1. El 11 de octubre, Túnez disputó el último partido de la segunda ronda contra Seychelles (victoria 5-0 con doblete de Hichem Essifi y goles de Yassin Mikari, Sabre Ben Frej y Fahid Ben Khalfallah). Con trece puntos, el partido abre el camino a la tercera ronda de clasificación del Grupo B. En el sorteo, Túnez se enfrenta a Nigeria, Mozambique y Kenia.
Antes del inicio de las eliminatorias, Túnez disputó un partido amistoso contra Países Bajos el 11 de febrero de 2009, 1-1. El 28 de marzo, Túnez abrió la fase de clasificación con una victoria en su primer partido contra Kenia 2-1. Con el próximo partido de clasificación previsto para principios de junio, Coelho organizó un partido amistoso contra Sudán el 28 de mayo, que acabó con victoria de Túnez en casa (4-0 con goles de Oussama Darragi, Amine Chermiti, Radhi Jaïdi y Radhouane Felhi). El 6 de junio tuvo lugar el segundo partido de clasificación contra Mozambique (victoria 2-0), que provocó disturbios entre los aficionados locales. El tercer partido se disputará el 20 de junio en el estadio olímpico de Radès y los tunecinos, líderes de la segunda ronda de su grupo, se enfrentarán a Nigeria 0-0. Tras liderar el grupo, Túnez completa el partido de ida con siete puntos, y su mayor rival, Nigeria, finaliza segundo con cinco puntos. El 12 de agosto, Túnez disputó un partido amistoso contra Costa de Marfil 0-0.
El 6 de septiembre de 2009 se jugó el cuarto partido de clasificación en el Estadio Nacional de Abuya de Abuya. De hecho, el partido jugó un papel decisivo, ya que los equipos anotaron dos puntos. El ganador tendrá ventaja sobre las dos últimas rondas. Con esta victoria, Túnez habría aumentado su puntuación a cinco puntos. El partido comenzó mal para Túnez cuando el extremo nigeriano Peter Odemwingie anotó el primer gol en el minuto 24. Un minuto más tarde, Túnez empató cuando el centrocampista defensivo Nabil Taïder anotó su primer gol desde unos 25 metros. El partido se calmó hacia el final de la primera parte, a pesar de dos tarjetas amarillas. Las condiciones en la segunda mitad también fueron malas, hasta que Michael Eneramo anotó el segundo gol de Nigeria. El técnico Coelho decidió dar entrada a Oussama Darragi en los últimos minutos del partido. Después de 89 minutos, Darraji marcó el gol del empate y el partido terminó 2-2.
Aproximadamente un mes después, Coelho anunció su intención de jugar un partido amistoso contra Arabia Saudita, además del partido de clasificación previsto para el 14 de octubre. El 11 de octubre, Túnez se enfrentó a Kenia en el Nyayo National Stadium en su quinto partido de clasificación, que ganó al inicio de las eliminatorias fuera de casa 2-1. Unos días después disputó un partido amistoso contra Arabia Saudita (0-1 con gol de Nasser Al-Shamrani). La última ronda de clasificación tuvo lugar el 14 de noviembre y Túnez se enfrentó sin éxito a Mozambique. Así, Túnez no pudo participar en el Mundial 2010, pero se clasificó para la Copa Africana de Naciones 2010.

#### Copa Africana de Naciones 2010
Cuatro días después, la Federación Tunecina de Fútbol despidió a Coelho y nombró a Faouzi Benzarti para supervisar al equipo durante la Copa Africana de Naciones 2010. Sin embargo, fue despedido tras la eliminación en la fase de grupos, marcada por tres empates contra Zambia 1-1, Gabón 0-0 y Camerún 2-2.
En junio de 2010, Bertrand Marchand fue nombrado entrenador con un contrato de dos años, con el objetivo de llegar a las semifinales de la Copa Africana de Naciones 2012, sobre todo después de los resultados obtenidos con el Étoile sportive du Sahel. Sin embargo, la clasificación empezó mal, con dos derrotas ante Botsuana y un empate ante Malaui 2-2 tras vencer a Togo 2-1, lo que sitúa al equipo en el puesto 65 del clasificación mundial de la FIFA, el peor de su historia. El 15 de diciembre, tras una reunión de la oficina federal de la federación tunecina, Marchand fue destituido de su cargo.

#### Campeonato Africano 2011, Copa Africana 2012, 2013 y clasificatorios para la Copa del Mundo 2014

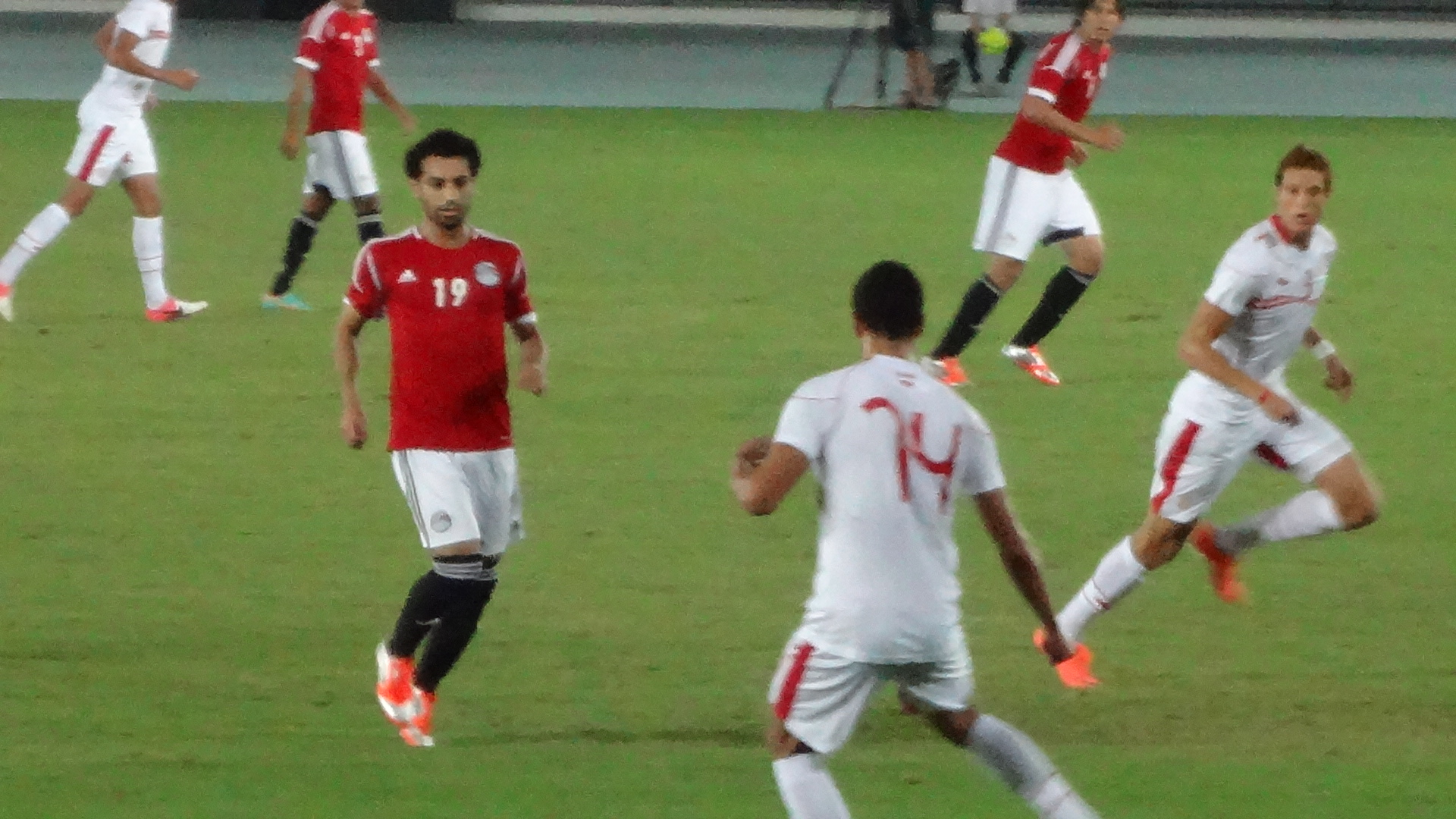
Partido contra Egipto el 16 de octubre de 2012 en Abu Dhabi.

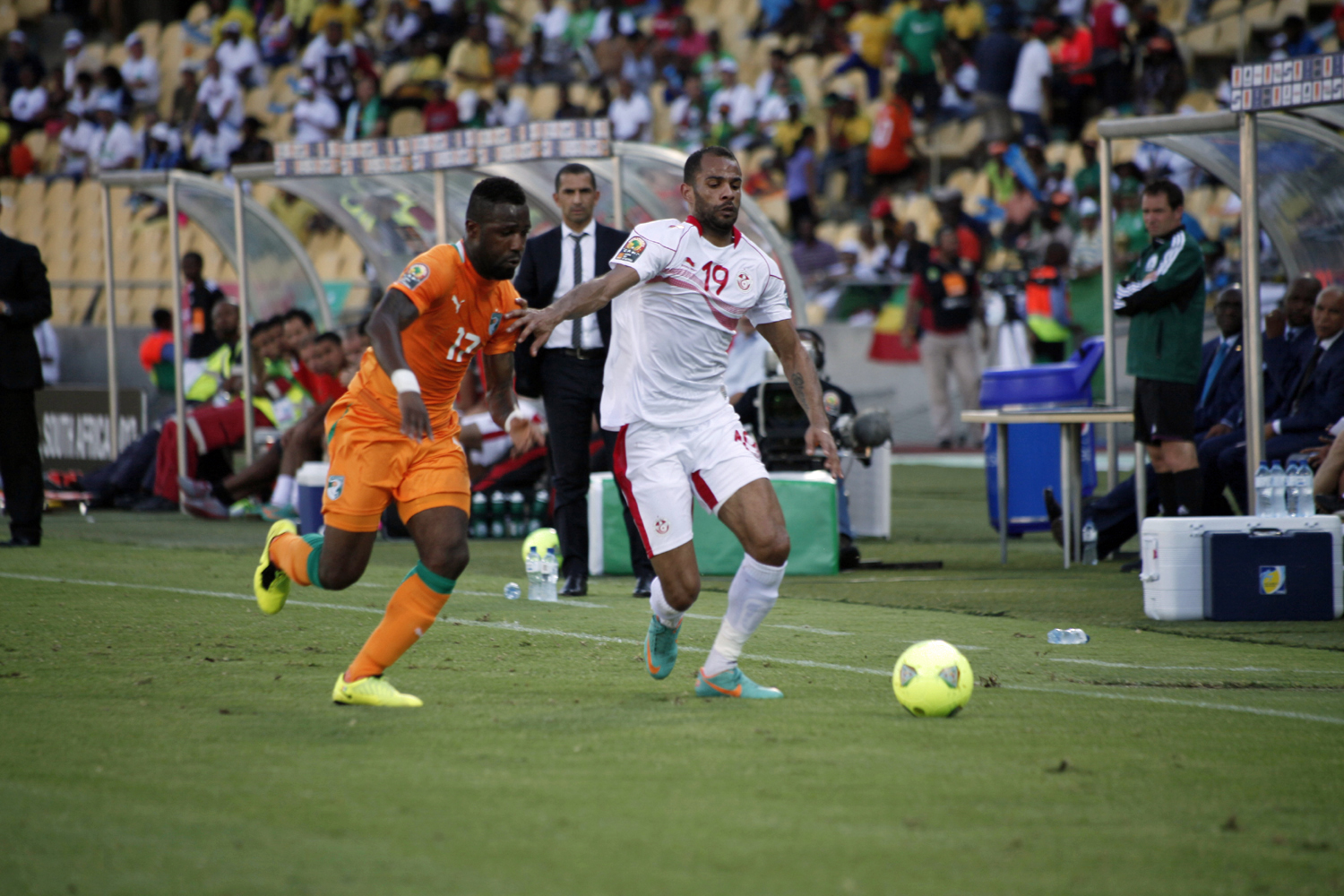
Partido contra Costa de Marfil de la Copa Africana de Naciones 2013, donde el equipo sufrió su mayor derrota conjunta.

El 15 de diciembre de 2010, tras una reunión de la Oficina Federal, Bertrand Marchand fue destituido de su cargo. En 2011, Túnez estuvo marcado por revolución tunecina y se nombró un nuevo entrenador, Sami Trabelsi. Al mismo tiempo, la CAF creó un nuevo torneo, especialmente para selecciones locales. Túnez jugó la clasificación contra Marruecos y se clasificó. Sin preparación, el equipo vuela hacia el Campeonato Africano de Naciones 2011. y terminó en la cima del grupo después de un empate 1-1 contra Angola, una victoria por 3-1 contra Ruanda y otra victoria por 2-0 contra Senegal. En los cuartos de final, ganaron a los campeones defensores de la República Democrática del Congo y en la semifinal. En la final, Túnez venció a Argelia en los penaltis. En el partido final, ganaron fácilmente a Angola por 3-0. Derrotado por Omán el 29 de marzo de 2011 1-2 durante un partido amistoso, el equipo se clasificó el 8 de octubre para la Copa Africana de Naciones 2012 al vencer a Togo 2-0. Después de un buen comienzo, con victorias contra Marruecos 2-1 y Níger 2-1 y una derrota contra el país anfitrión, Gabón 0-1, Túnez quedó eliminada en cuartos de final tras un partido adicional contra Ghana 1-2. El 29 de febrero de 2012, los jugadores obtuvieron un empate contra Perú 1-1 y luego, el 29 de mayo, una victoria contra Ruanda 5-1.
Durante las eliminatorias para el Mundial de 2014, Túnez formó parte de un grupo que incluía a Cabo Verde (victoria 2-1), Guinea Ecuatorial (victoria 3-1) y Sierra Leona (2-2 y luego 0-0). Clasificado para la Copa Africana de Naciones, Túnez logró una victoria en los últimos instantes contra Argelia 1-0 antes de ser aplastado por Costa de Marfil 0-3; Togo se rehabilita a costa de Túnez con un empate 1-1. En febrero de 2013, Nabil Maâloul sustituyó a Trabelsi. Durante sus dos primeros partidos de clasificación para el Mundial de 2014, los tunecinos vencieron a Sierra Leona 2-1 y luego empataron en Freetown 2-2. El 16 de junio, durante la quinta jornada de la fase de grupos, Túnez empató contra Guinea Ecuatorial 1-1. El 7 de septiembre, el equipo fue derrotado en casa por Cabo Verde 0-2 y perdió toda esperanza de clasificarse para el Mundial. Maâloul anuncia su dimisión pero, el día 12, la FIFA clasifica a Túnez tras la descalificación de Cabo Verde por trampa. El día después de la fase de clasificación para el Mundial de 2014, las Águilas de Cartago se enfrentaron a Camerún (0-0 en casa y derrota en casa por 1-4), por lo que se perdieron la clasificación. El entrenador Ruud Krol dimite después de sólo dos partidos.

### Regreso al protagonismo, dos apariciones en el Mundial y descenso (2014-2024)

#### Copa Africana de Naciones 2015

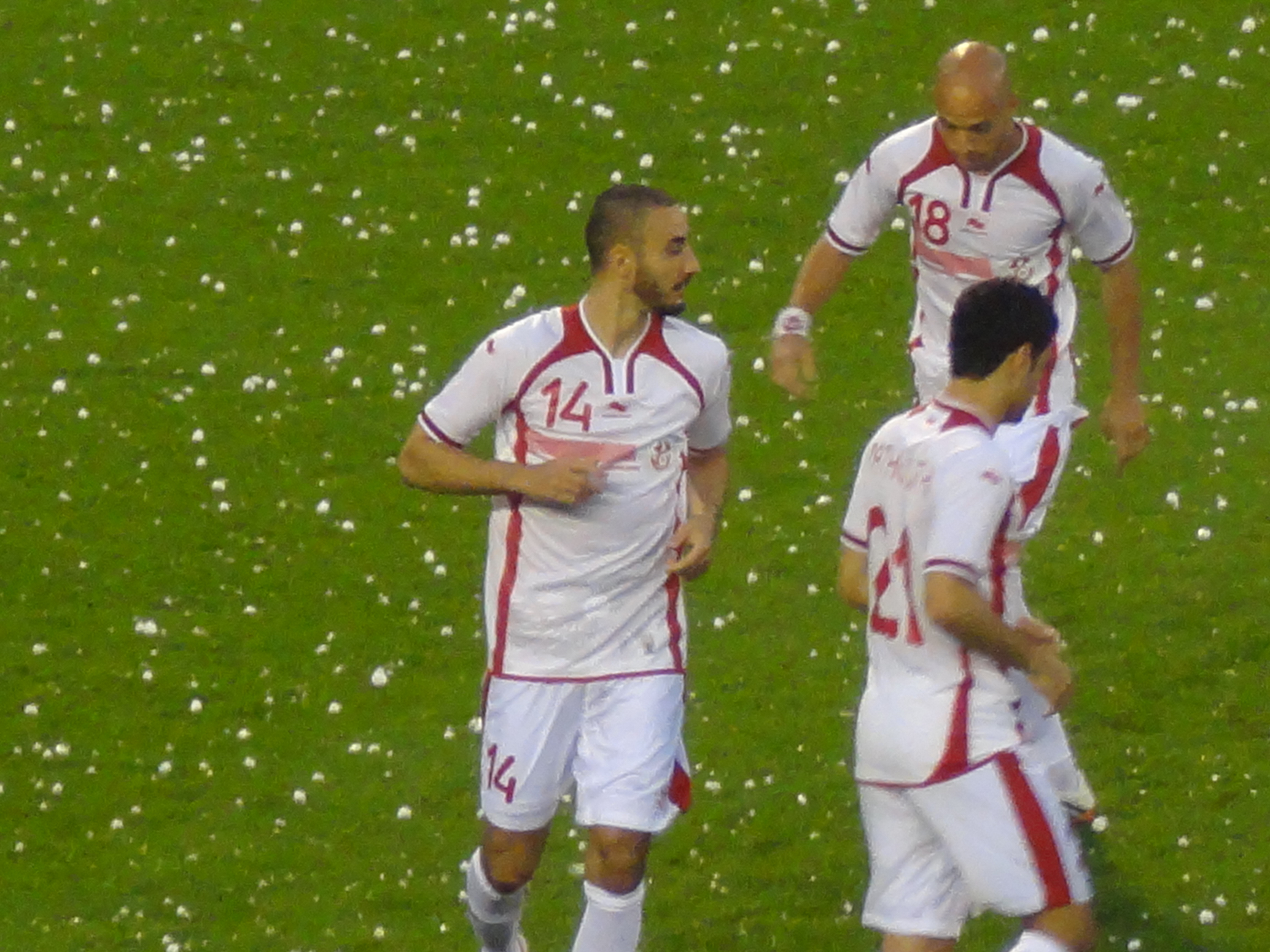
Jugadores del equipo durante los movimientos de calentamiento antes de un partido contra Bélgica.

El 27 de marzo de 2014, el técnico belga Georges Leekens fue designado para intentar revivir el equipo. Los primeros resultados son positivos, incluido un empate contra Colombia 1-1 y una victoria contra Corea del Sur 1-0, ambos en partidos amistosos. Bajo su liderazgo, el equipo ascendió del puesto 49 al 22 en el clasificación mundial de la FIFA en cuestión de meses, hasta el punto de que el equipo recuperó su gloria continental tras el surgimiento de una nueva generación de jugadores: se clasificó para la Copa Africana 2015 y terminó en la cima de su grupo, incluidos Senegal (empate 0-0, victoria 1-0), Egipto (victoria 1-0, 2-1) y Botsuana (victoria 2-1, empate 0-0).
En la final del torneo, Túnez terminó en lo más alto de su grupo por primera vez desde 2008, venciendo a Zambia 2-1 y empatando con Cabo Verde y la República Democrática del Congo con el mismo resultado 1-1; sin embargo, fue eliminada en cuartos de final tras una polémica derrota 1-2 ante la anfitriona, Guinea Ecuatorial; La Confederación Africana de Fútbol suspende al árbitro Rajindraparsad Seechurn durante seis meses por su “mala actuación” en el torneo. El 27 de junio de 2015, Leekens renunció sorprendentemente por razones de seguridad después de restaurar el glamour del equipo.

#### Copa Africana de Naciones 2017 y clasificación para la Copa del Mundo 2018

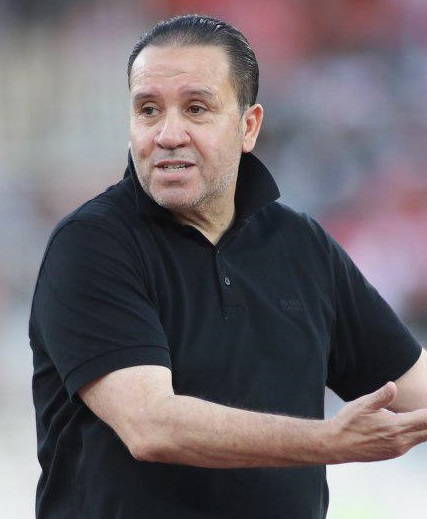
Nabil Maâloul dirigió al equipo durante Copa del Mundo 2018.

En julio de 2015, Henryk Kasperczak regresó como entrenador después de 17 años. Consiguió clasificar al equipo para la Copa Africana 2017 en lo más alto de su grupo, con una victoria sobre Liberia (victorias 1-0 y 4-1), Togo (victoria 1-0 y empate 0-0) y Yibuti (victorias 8- 1 y 3-0). También alcanzó los cuartos de final de la competición tras una derrota contra Senegal 0-2 y dos victorias contra Argelia 2-1 y Zimbabue 4-2, antes de volver a perder, esta vez contra Burkina Faso 0-2. Derrotas en amistosos ante Camerún y Marruecos por el mismo resultado 0-1. El 8 de abril de 2017, Kasperczak fue despedido de su cargo.
El 27 de abril, Nabil Maâloul regresó como seleccionador a pesar de la desaprobación de la afición tunecina tras el fracaso de las eliminatorias para el Mundial de 2014. Esta vez, sin embargo, clasificó a Túnez para el Mundial de Rusia 2018 por quinta vez en su historia y tras derrotar a Túnez. República Democrática del Congo (victoria 2-1 y empate 2-2), Guinea (victoria 2-0 y 4-1) y Libia (victoria 1-0 y empate 0-0). La clasificación de Túnez para el Mundial de 2018 y sus resultados positivos en los partidos amistosos ante Irán 1-0 y Costa Rica 1-0 le sitúan por primera vez en el decimocuarto puesto del clasificación mundial de la FIFA, tras ocupar el primero. de las selecciones africanas, superando a equipos como Italia, Costa Rica y Países Bajos.
El equipo también continúa con sus buenos resultados antes del Mundial, con empates contra Turquía y Portugal, con el mismo marcador 2-2, además de una dura derrota contra España 0-1 en el minuto 85. Pese a ello, en el Mundial el rendimiento del equipo no alcanzó el nivel esperado y volvió a quedar eliminado de la fase de grupos.

#### Copa Mundial de Rusia 2018

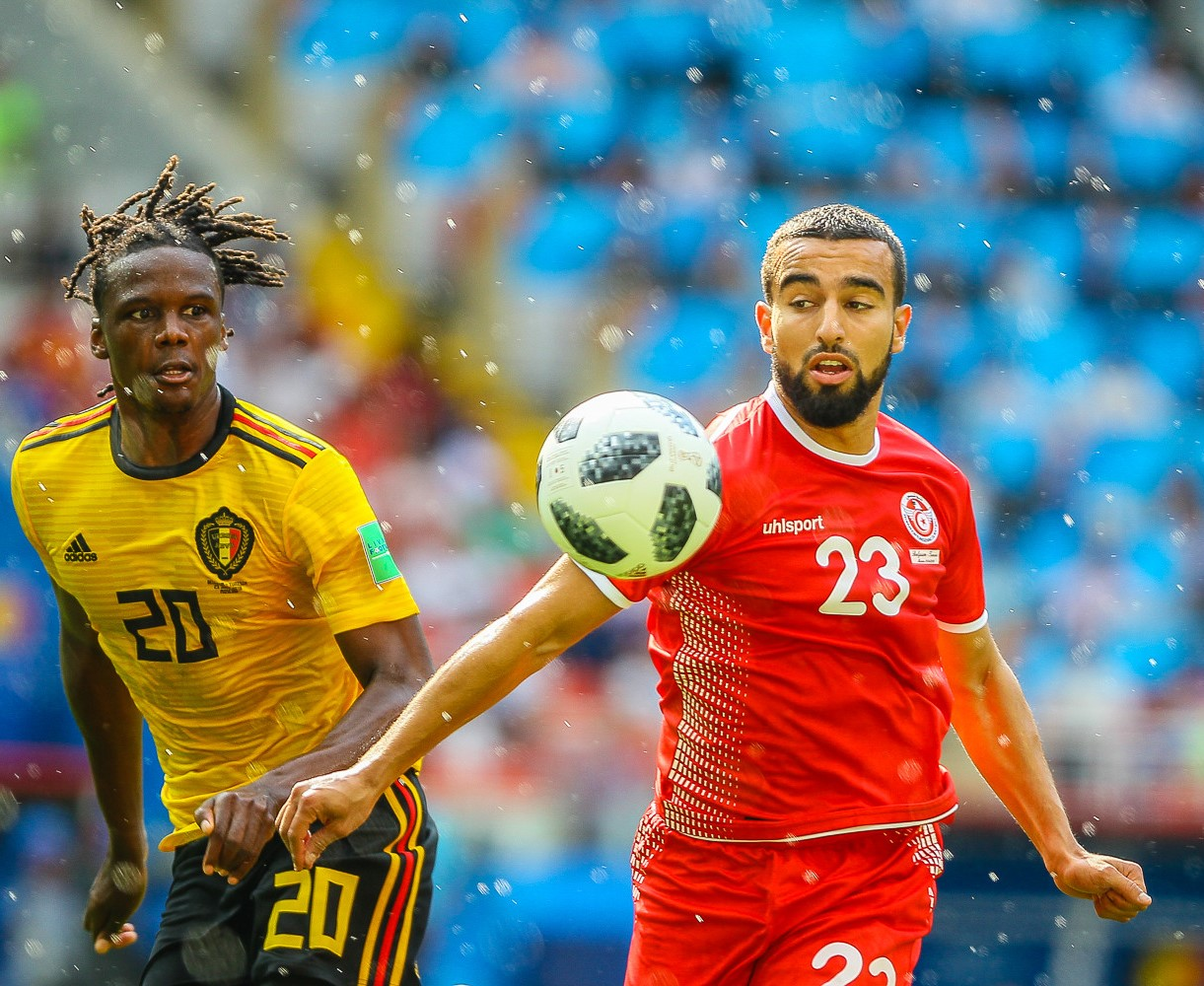
Naïm Sliti y Dedryck Boyata durante el partido entre Túnez y Bélgica.

El primer partido contra Inglaterra terminó con victoria de esta última 2-1. Inglaterra anotó en el minuto 11 cuando Mouez Hassen detuvo un cabezazo de John Stones en un córner desde la izquierda, pero no pudo salvar el seguimiento de Harry Kane desde corta distancia. Hassen fue sustituido cuatro minutos más tarde por Farouk Ben Mustapha debido a una lesión al principio del partido, tras un choque con Jesse Lingard. Lingard luego lanza una volea de un centro de Ashley Young al segundo palo. Después de diez minutos, Ferjani Sassi empató de penalti después de que Kyle Walker fuera penalizado con un codazo sobre Fakhreddine Ben Youssef. Kane pidió un penalti a los cinco minutos de la reanudación cuando aparentemente fue obstaculizado por un par de jugadores tunecinos en un córner. En el tiempo de descuento, Harry Maguire lanza un córner de Kieran Trippier desde la derecha al camino de Kane, quien cabecea dentro de la portería tras quedar libre en el segundo palo.

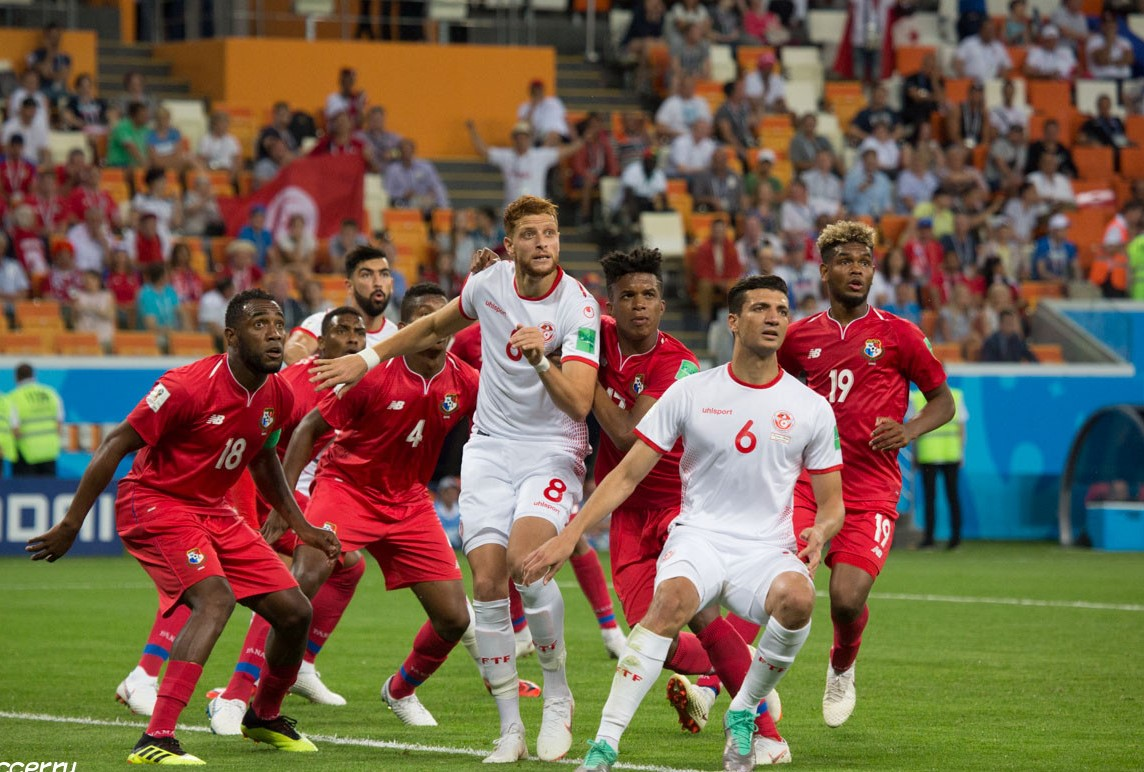
Túnez ante Panamá durante el Mundial 2018.

El segundo partido contra Bélgica terminó con derrota tunecina 2-5. Apenas diez minutos después de iniciado el partido, la entrada tardía de Syam Ben Youssef a Eden Hazard fue juzgada, con el uso de asistencia por video, justo dentro del área y él se adelantó para marcar el penalti en la esquina inferior izquierda. Diez minutos más tarde, Dries Mertens tomó posesión justo dentro del campo tunecino antes de avanzar y pasar el balón a Romelu Lukaku. Lukaku luego dispara un tiro raso que pasa a Ben Mustapha hacia la esquina inferior derecha. Tiro libre de Wahbi Khazri desde la izquierda lo recibe Dylan Bronn, quien cabecea y supera a Thibaut Courtois. Thomas Meunier encuentra a Lukaku dentro del área, quien aplasta a Ben Mustapha que se precipita. Un pase largo de Toby Alderweireld desde la defensa es recibido en el pecho por Hazard, quien luego rodea a Ben Mustapha para golpear a portería vacía. Michy Batshuayi aprovechó un centro de Youri Tielemans en el segundo palo con una media volea controlada para marcar el quinto gol de Bélgica. Khazri anota en el tiempo añadido tras un pivote en el área. Para Túnez, es la peor derrota de su historia en el Mundial.
El último partido contra Panamá acabó con victoria tunecina 2-1. Panamá tomó ventaja en el minuto 33, luego de que un disparo de José Luis Rodríguez Francis desde fuera del área penal fuera desviado por Yassine Meriah y se metiera en el fondo de la red. En el minuto 51, Naïm Sliti encontró a Khazri por la derecha y un centro raso de este último fue convertido por Fakhreddine Ben Youssef desde sólo seis metros. En el minuto 66, Khazri remató cerca del segundo palo un centro desde la izquierda de Oussama Haddadi. Túnez ganó un partido de la Copa del Mundo por primera vez en cuarenta años, desde su victoria (3-1) sobre México en 1978. El 12 de julio de 2018, tras una modesta participación, Nabil Maâloul presentó su dimisión.
| Selección  | Pts | PJ | PG | PE | PP | GF | GC | Dif |
| ---------- | --- | -- | -- | -- | -- | -- | -- | --- |
| Bélgica    | 9   | 3  | 3  | 0  | 0  | 9  | 2  | 7   |
| Inglaterra | 6   | 3  | 2  | 0  | 1  | 8  | 3  | 5   |
| Túnez      | 3   | 3  | 1  | 0  | 2  | 5  | 8  | −3  |
| Panamá     | 0   | 3  | 0  | 0  | 3  | 2  | 11 | −9  |

| 18 de junio de 2018, 21:00 (UTC+3) | Túnez            | 1:2 (1:1) | Inglaterra     | Volgogrado Arena, Volgogrado                              |                                                           |
|                                    | Sassi 35' (pen.) | Reporte   | Kane 11' 90+1' | Asistencia: 41 064 espectadores Árbitro(s): Wilmar Roldán | Asistencia: 41 064 espectadores Árbitro(s): Wilmar Roldán |

| 23 de junio de 2018, 15:00 (UTC+3) | Bélgica                                                  | 5:2 (3:1) | Túnez                    | Otkrytie Arena, Moscú                                    |                                                          |
|                                    | Hazard 6' (pen.) 54' · Lukaku 16', 45+3' · Batshuayi 90' | Reporte   | Bronn 18' · Khazri 90+2' | Asistencia: 44 190 espectadores Árbitro(s): Jair Marrufo | Asistencia: 44 190 espectadores Árbitro(s): Jair Marrufo |

| 28 de junio de 2018, 21:00 (UTC+3)                                                   | Panamá            | 1:2 (1:0) | Túnez                    | Mordovia Arena, Saransk                                     |                                                             |
|                                                                                      | Meriah 33' (a.g.) | Reporte   | Youssef 51' · Khazri 66' | Asistencia: 37 168 espectadores Árbitro(s): Nawaf Shukralla | Asistencia: 37 168 espectadores Árbitro(s): Nawaf Shukralla |
| Fakhreddine Ben Youssef convirtió el gol 2500 en la historia de las Copas Mundiales. |                   |           |                          |                                                             |                                                             |

#### Copa Africana de Naciones 2019: primera semifinal en 15 años

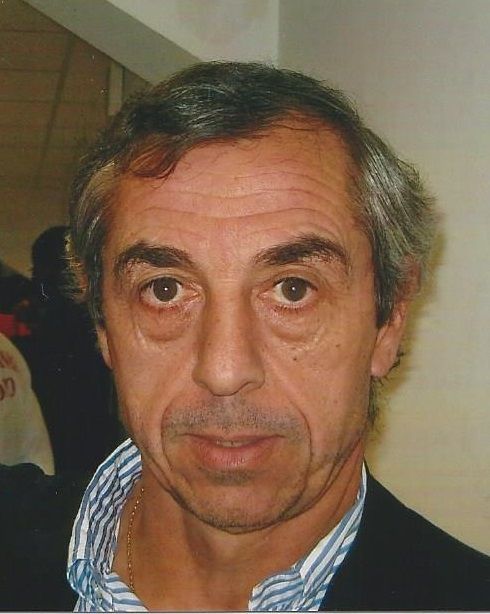
Alain Giresse lideró el equipo durante Copa Africana 2019.

El equipo tuvo una breve experiencia con Faouzi Benzarti, que consiguió clasificarse para la Copa Africana de Naciones 2019 superando a Egipto (victoria 1-0 y derrota 2-3), Níger (victorias 1-0 y 2-1) y Suazilandia (victorias 2-0 y 4-0), antes de ser despedido por problemas entre él y el presidente de la Federación Tunecina de Fútbol, Wadie Jary. El 13 de diciembre de 2018, el técnico francés Alain Giresse fue contratado para supervisar al equipo durante la final de la Copa Africana 2019 debido a su experiencia en África.
A pesar de los buenos resultados en los partidos amistosos, en particular una victoria contra Irak 2-0, contra el finalista del Mundial de 2018, Croacia 2-1 y contra Burundi 2-1, el inicio de la competición está marcado por tres empates en la fase de grupos contra Angola y Malí con el mismo resultado 1-1 antes de otro empate 0-0 contra Mauritania para clasificarse para los octavos de final en segunda posición y con grandes dificultades. En la siguiente ronda, los resultados mejoraron, con una victoria contra Ghana en los penales, lo que permitió a los tunecinos clasificarse para los cuartos de final y vencer a la sorpresa del torneo, Madagascar 3-0, para clasificarse por primera vez para las semifinales. vez en quince años, antes de perder por poco ante Senegal 0-1 en la prórroga y terminar la competición en cuarto lugar detrás de Nigeria, tras perder el partido por el tercer puesto 0-1.
Sin embargo, ésta es la mejor actuación de Túnez desde su victoria en la Copa Africana de Naciones 2004 en casa. La CAF nombra al defensa Yassine Meriah en el equipo estándar de la competición. Después de la Copa Africana de Naciones de 2019, Alain Giresse fue despedido.

#### Clasificación para la Copa Africana de Naciones 2021 y clasificación para la Copa del Mundo 2022

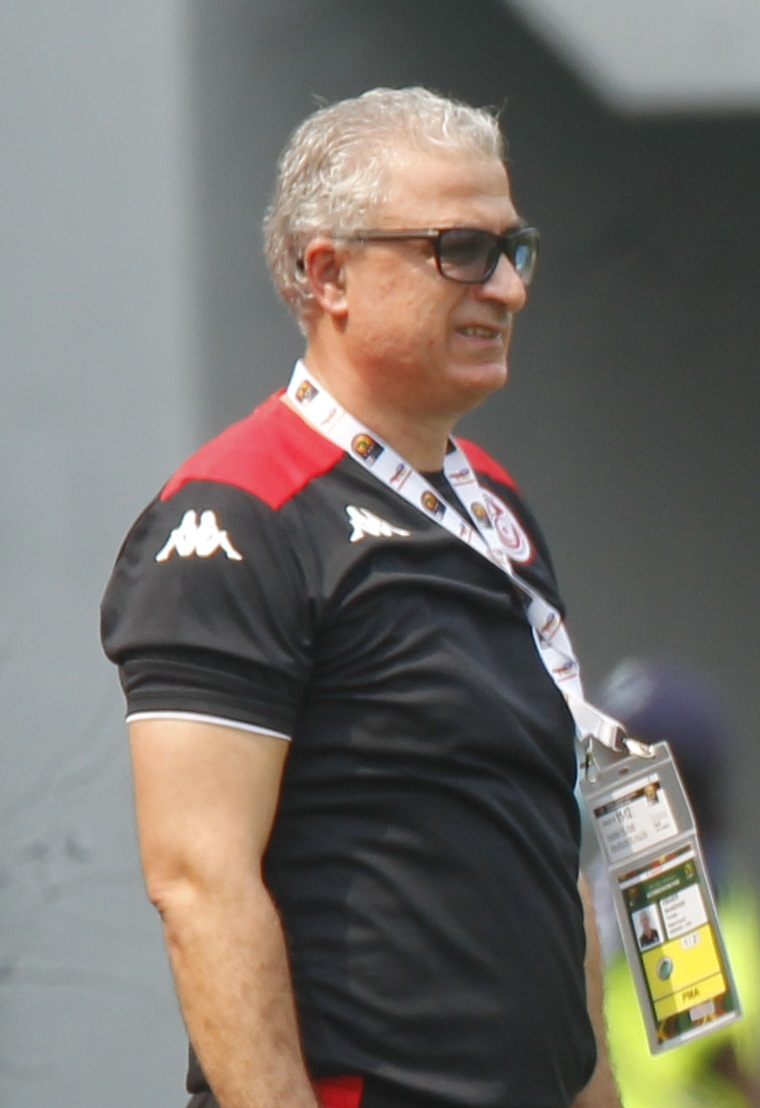
Mondher Kebaier, entrenador entre 2019 y 2022.

Mondher Kebaier fue convocado el 27 de agosto de 2019 para dirigir el equipo. Los preparativos para las clasificación para la Copa Africana de Naciones 2021 comienzan con varios partidos amistosos: una victoria contra Mauritania 1-0, una derrota contra Costa de Marfil 1-2 y un empate sin goles contra Camerún. Las eliminatorias para la Copa Africana de Naciones 2021 están sorteadas y Túnez se enfrentará a Libia, Guinea Ecuatorial y Tanzania. El primer partido contra Libia acabó con una gran victoria 4-1, con dos goles de Wahbi Khazri y Saîf-Eddine Khaoui cada uno, y otra victoria fuera de casa contra Guinea Ecuatorial 1-0 con gol de Khazri.
Mientras tanto, se produce el sorteo de las eliminatorias del Mundial 2022 y Túnez vuelve a empatar con Guinea Ecuatorial, Mauritania y Zambia. Después de casi un año de interrupción debido a la pandemia de Covid-19, la selección nacional disputa dos partidos amistosos para preparar el resto de las eliminatorias de la Copa Africana de Naciones 2021 contra Sudán (victoria 3-0) y Nigeria (empate 1-1). Durante la fase de clasificación, la selección tunecina disputa cuatro partidos: contra Tanzania (victoria 1-0 y empate 1-1), contra Libia en Bengasi (victoria 5-2) y contra Guinea Ecuatorial (victoria 2-1); El equipo terminó los playoffs en la cima del grupo con cinco victorias y un empate. Después de dos meses, el equipo disputa tres partidos amistosos más, con una victoria sobre la República Democrática del Congo 1-0, una derrota en casa contra Argelia 0-2 y una victoria sobre Mali 1-0, con un gol marcado al final del partido.
El 3 de septiembre de 2021, la selección nacional inicia sus partidos durante las eliminatorias del Mundial 2022. El recorrido comienza con tres victorias consecutivas ante Guinea Ecuatorial en Radès 3-0, contra Zambia en Ndola 2-0 y contra Mauritania 3-0, seguido de un empate ante Mauritania en Nuakchot 0-0 y una derrota ante Guinea Ecuatorial en Malabo 0-1, que aplaza la clasificación a la siguiente ronda para la última jornada. Si el técnico Mondher Kebaier enfrentó fuertes críticas de la afición, la clasificación para los play-offs se obtuvo el 16 de noviembre, tras una victoria contra Zambia en Radès 3-1, concluyendo los partidos del grupo con cuatro victorias, un empate y una derrota.

#### Copa Árabe de la FIFA 2021: Subcampeón
Después de una pausa de nueve años, la Federación Internacional de Fútbol Asociación (FIFA) organiza la Copa de Naciones Árabes en Catar. La selección tunecina se clasifica directamente para la fase final sin entrar en la fase de clasificación, beneficiándose del primer puesto árabe en el Clasificación mundial de la FIFA, lo que constituye la séptima participación del país en un torneo organizado por la FIFA. Comienza el torneo con una victoria 5-1 ante Mauritania; Seifeddine Jaziri y Firas Ben Larbi marcaron dos goles, mientras que Youssef Msakni marcó el quinto gol gracias a una asistencia de Yassine Chikhaoui. Sin embargo, Túnez sufrió una derrota 0-2 contra Siria, pero la clasificación para los cuartos de final se obtuvo al vencer a los Emiratos Árabes Unidos 1-0 con un gol de Jaziri.
En cuartos de final, el equipo venció a Omán 2-1 gracias a los goles de Jaziri y Msakni. En la semifinal, Túnez chocó con su rival Egipto, pero Túnez logró marcar un gol en el minuto 95 tras un tiro libre de Naïm Sliti, que el egipcio Amr El Solia desvió hacia la portería, y arrebata la clasificación al finalizar el partido con un marcador de 1-0. Esta victoria permite a Túnez llegar a su primera final FIFA en la historia del país. En el partido final, el equipo se enfrentó a Argelia, que los venció 0-2 en la prórroga. Jaziri terminó como máximo goleador del torneo con cuatro goles y ganó la Bota de Oro de la FIFA. A pesar de la pérdida del título, la actuación del equipo devuelve la confianza a los aficionados, de los cuales decenas de miles asisten a los partidos del torneo, sobre todo después de la derrota contra Siria y en los playoffs. En este contexto, son felicitados por la FIFA y designados como los mejores seguidores del torneo.

#### Copa Africana de Naciones 2021 y tercera ronda de la clasificación para la Copa del Mundo 2022

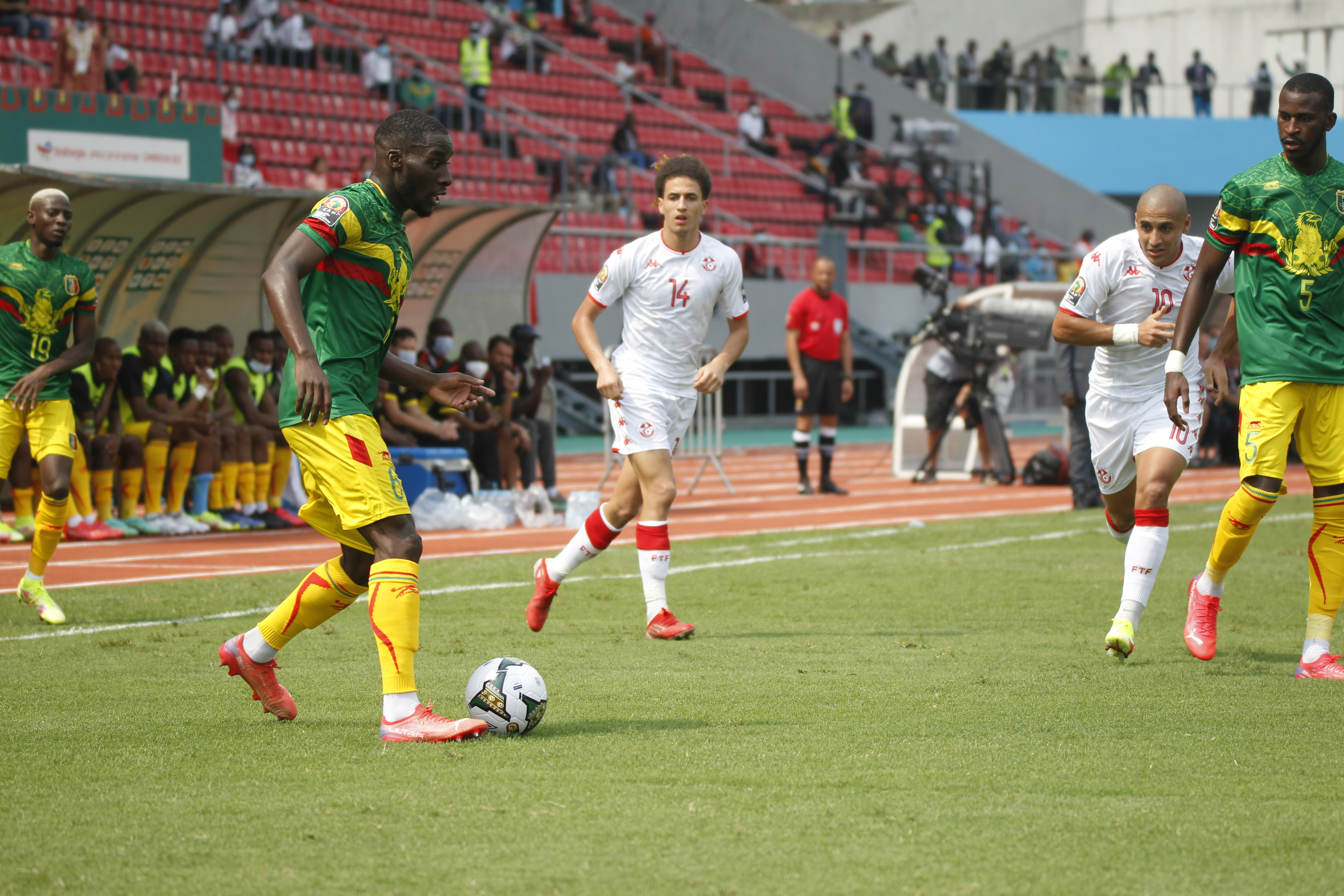
Túnez-Mali en la Copa Africana de Naciones 2021 (derrota 0-1 tras la parada del partido en el minuto 85).

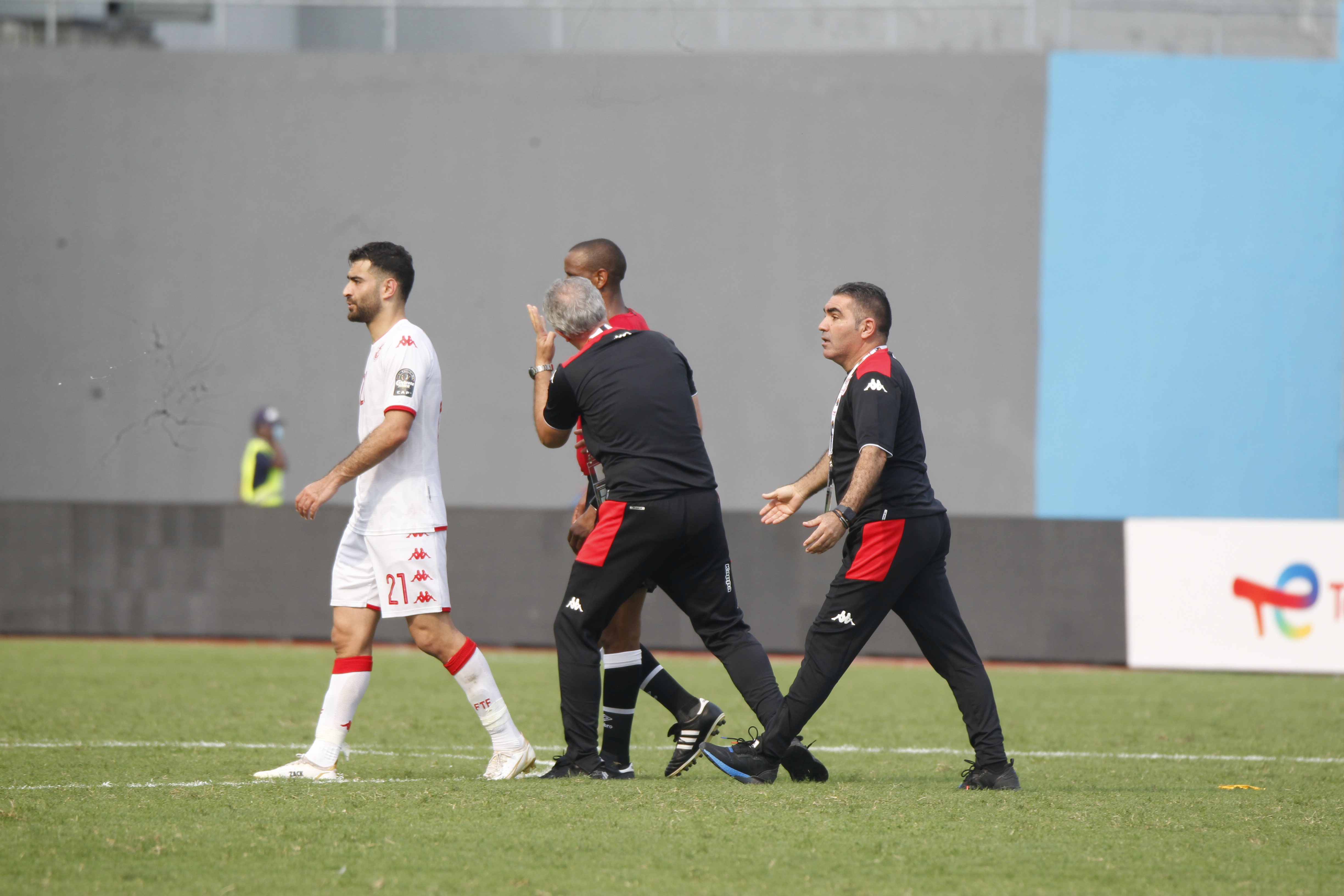
Mondher Kebaier y Jalel Kadri protestando contra el árbitro Janny Sikazwe tras la polémica durante el partido contra Mali en la Copa Africana de Naciones 2021.

La participación del equipo en la Copa Africana de Naciones 2021 terminó en un fracaso. La fase de grupos comenzó con una derrota (0-1) ante Mali durante el partido, que tuvo un acto arbitral cuando el árbitro zambiano Janny Sikazwe finalizó el partido en el minuto 85. En el segundo partido, el equipo consiguió una victoria sobre Mauritania 4-0 con un doblete de Wahbi Khazri y goles de Hamza Mathlouthi y Seifeddine Jaziri, pero el equipo sufrió una derrota 0-1 ante Gambia en los momentos finales del partido. el partido; Sin embargo, se clasificó para los octavos de final como mejor tercer clasificado de la fase de grupos. Fue entonces cuando la selección venció a Nigeria 1-0 con un gol de Youssef Msakni desde fuera del área, en ausencia del técnico Mondher Kebaier (debido a su infección por Covid-19) sustituido por su asistente Jalel Kadri. Finalmente, el equipo fue eliminado de los cuartos de final por Burkina Faso tras una derrota 0-1. Tras esta participación, Kebaier fue destituido tres años después de su nombramiento y sustituido por Kadri.
Mientras tanto, el sorteo de la tercera ronda de la clasificación para la Copa del Mundo 2022 resulta en un partido de ida y vuelta contra Mali. En el partido de ida disputado en el estadio del 26 de Marzo de Bamako, Túnez ganó 1-0 gracias a un gol en propia meta de Moussa Sissako bajo presión de Msakni. En cuanto al partido de vuelta en el estadio olímpico de Radès, ante 50.000 espectadores, terminó en empate 0-0, por lo que el equipo se clasificó para el Mundial por sexta vez en su historia.
Los preparativos comienzan temprano, ya que el equipo disputa dos partidos de clasificación para la Copa Africana de Naciones 2023, el primero contra Guinea Ecuatorial en Radès (victoria 4-0) y el segundo contra Botsuana en Francistown (empate 0-0). Posteriormente, el equipo tiene previsto disputar la Copa Kirin 2022 en Japón del 10 al 14 de junio de 2022, con la participación de otros tres equipos: Japón, Chile y Ghana. En semifinales, Túnez venció a Chile 2-0 y luego a Japón 3-0, consiguiendo así el título por primera vez. Ferjani Sassi fue nombrado mejor jugador del torneo, mientras que su compatriota Issam Jebali acabó máximo goleador con dos goles.
Después, el equipo disputa dos partidos amistosos: el primero contra las Comoras, que finaliza con una victoria 1-0, y el segundo, que finaliza con una dura derrota contra Brasil 1-5. Las Águilas de Cartago finalizaron su preparación con una victoria contra Irán por 2-0pocos días antes de la competición, el partido no fue retransmitido y se desarrolló a puerta cerrada a petición de la federación iraní.

#### Copa Mundial de Catar 2022: Otra decepción

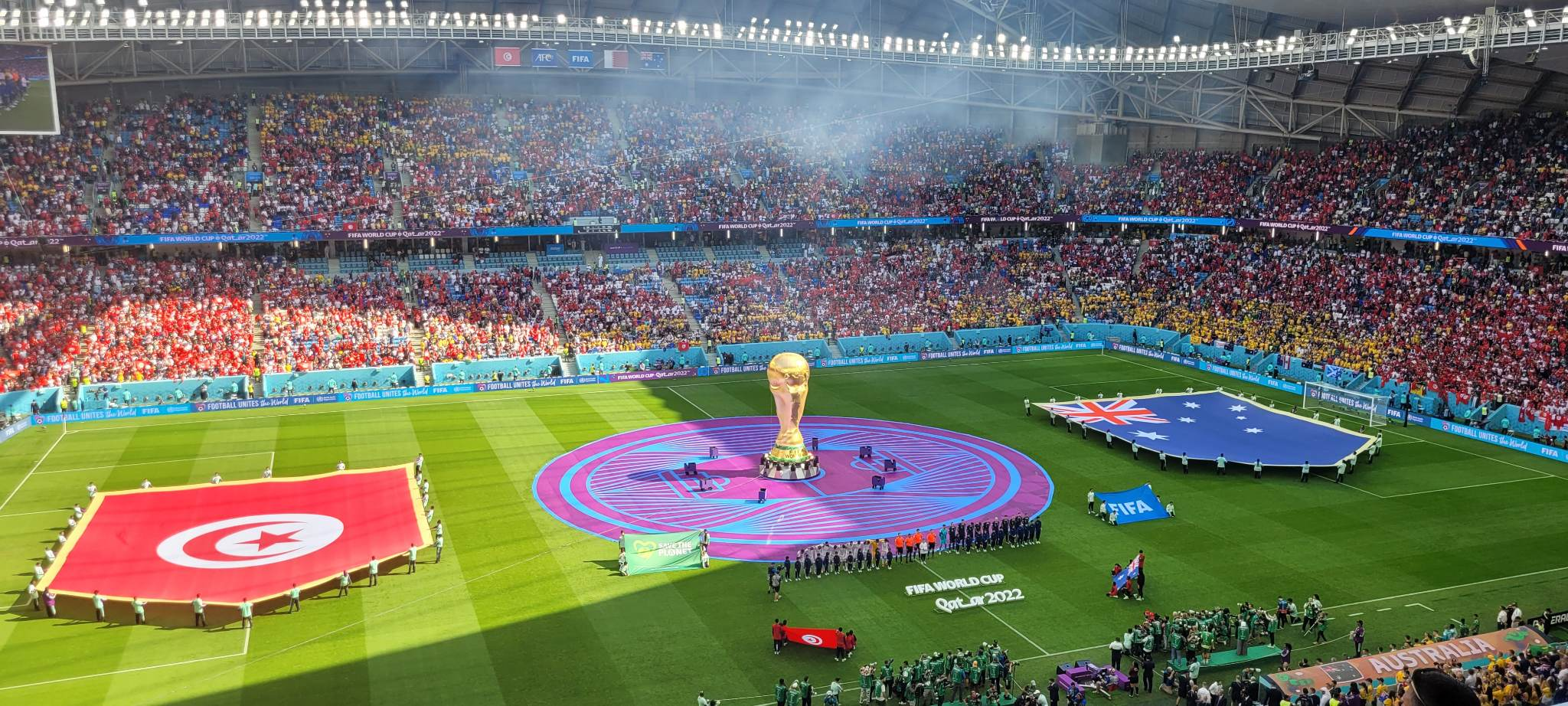
Equipos de Túnez y Australia antes del partido.

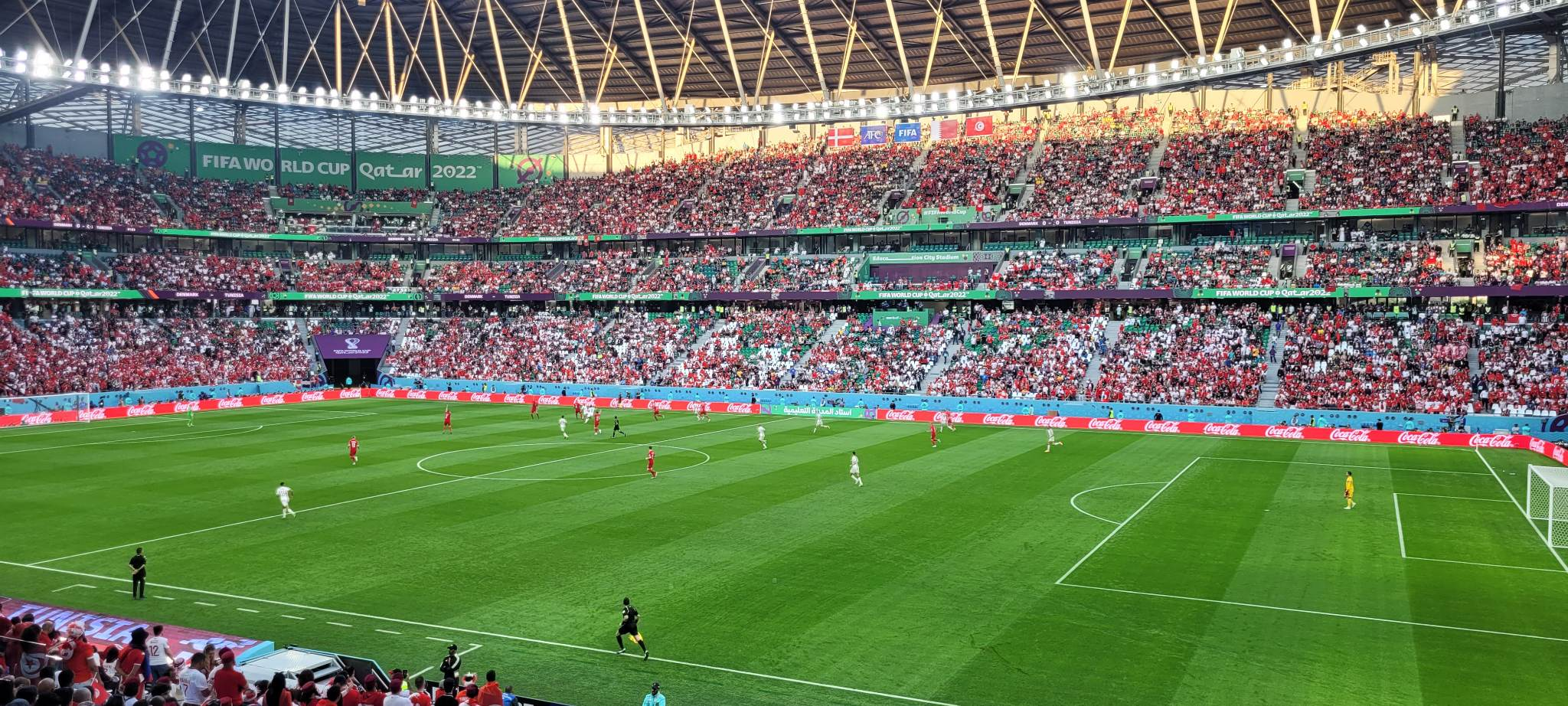
Túnez contra Dinamarca.

En el primer partido del Grupo D, Mohamed Dräger amenazó la portería rival, luego Issam Jebali dominó a Kasper Schmeichel, pero la situación fue evitada por un fuera de juego. En el minuto 43, Jebali se encontró cara a cara con Schmeichel tras chocar contra la portería e intentó batir al portero con un pase en profundidad, pero Schmeichel utilizó sus pulgares y empujó el remate. Christian Eriksen intentó entonces traspasar la línea de gol, pero Aymen Dahmen se distinguió con una parada. En el siguiente córner, Andreas Cornelius desperdició una oportunidad al encontrarse solo en el segundo palo, pero su cabezazo sólo selló la estructura de las porterías. Debido al posterior dominio del balón, a pesar de sus esfuerzos, los daneses no pudieron encontrar una solución ante la defensa tunecina y el partido terminó en empate sin goles. Gracias a su actuación en este partido, Aïssa Laïdouni recibió el premio al mejor jugador del partido.
En el segundo partido, el equipo sufrió una derrota por 1-0 contra Australia, y el marco técnico y los jugadores recibieron críticas por la debilidad del mediocampo y el ataque, lo que redujo las posibilidades de Túnez de clasificarse para los octavos de final. En el partido final contra Francia, campeona del mundo, Wahbi Khazri adelantó a Túnez en el minuto 58 con un disparo raso al ángulo inferior derecho. A estas alturas, Túnez está en condiciones de clasificarse del grupo. Sin embargo, dos minutos más tarde, Australia se adelantó contra Dinamarca en el otro partido, eliminando a Túnez de la fase eliminatoria. El capitán Khazri gana el premio al mejor jugador del partido.
Esta es la primera victoria de Túnez contra un equipo europeo en la Copa del Mundo y el equipo ha acumulado el mayor número de puntos (cuatro puntos) en la fase de grupos desde su primera participación en 1978 (tres puntos). En este contexto, Khazri se retira a nivel internacional, luego de 74 partidos en los que marcó 25 goles.
| Selección | Pts | PJ | PG | PE | PP | GF | GC | Dif |
| --------- | --- | -- | -- | -- | -- | -- | -- | --- |
| Francia   | 6   | 3  | 2  | 0  | 1  | 6  | 3  | +3  |
| Australia | 6   | 3  | 2  | 0  | 1  | 3  | 4  | –1  |
| Túnez     | 4   | 3  | 1  | 1  | 1  | 1  | 1  | 0   |
| Dinamarca | 1   | 3  | 0  | 1  | 2  | 1  | 3  | –2  |

| 22 de noviembre de 2022, 16:00 | Dinamarca | 0:0     | Túnez | Estadio Ciudad de la Educación, Rayán                                          |                                                                                |
|                                |           | Reporte |       | Asistencia: 42 925 espectadores Árbitro(s): César Ramos VAR: Fernando Guerrero | Asistencia: 42 925 espectadores Árbitro(s): César Ramos VAR: Fernando Guerrero |

| 26 de noviembre de 2022, 13:00 | Túnez | 0:1 (0:1) | Australia | Estadio Al Janoub, Al Wakrah                                                    |                                                                                 |
|                                |       | Reporte   | Duke 23'  | Asistencia: 41 823 espectadores Árbitro(s): Daniel Siebert VAR: Bastian Dankert | Asistencia: 41 823 espectadores Árbitro(s): Daniel Siebert VAR: Bastian Dankert |

| 30 de noviembre de 2022, 18:00 | Túnez      | 1:0 (0:0) | Francia | Estadio Ciudad de la Educación, Rayán                                            |                                                                                  |
|                                | Khazri 58' | Reporte   |         | Asistencia: 43 627 espectadores Árbitro(s): Matthew Conger VAR: Abdulla Al-Marri | Asistencia: 43 627 espectadores Árbitro(s): Matthew Conger VAR: Abdulla Al-Marri |

#### Copa Africana de Naciones 2023 y sus secuelas

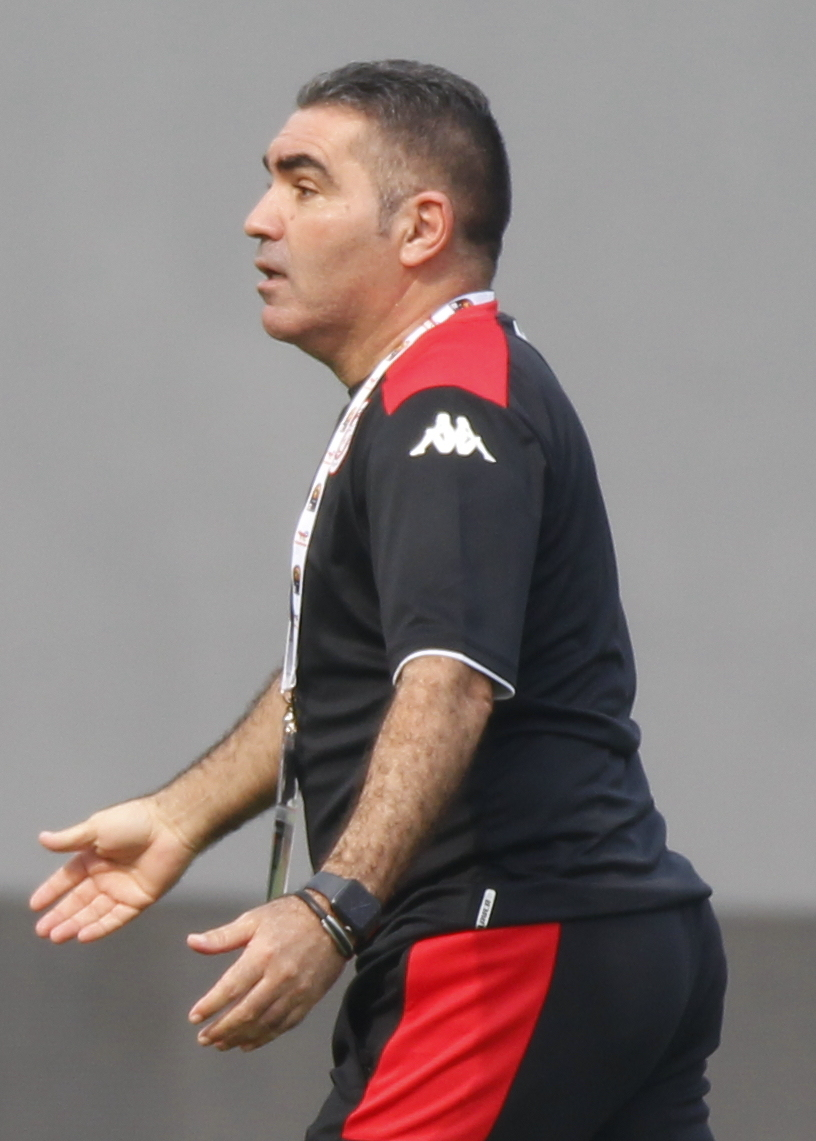
Jalel Kadri, entrenador entre 2022 y 2024, dirigió al equipo durante el Copa Mundial de Fútbol de 2022.

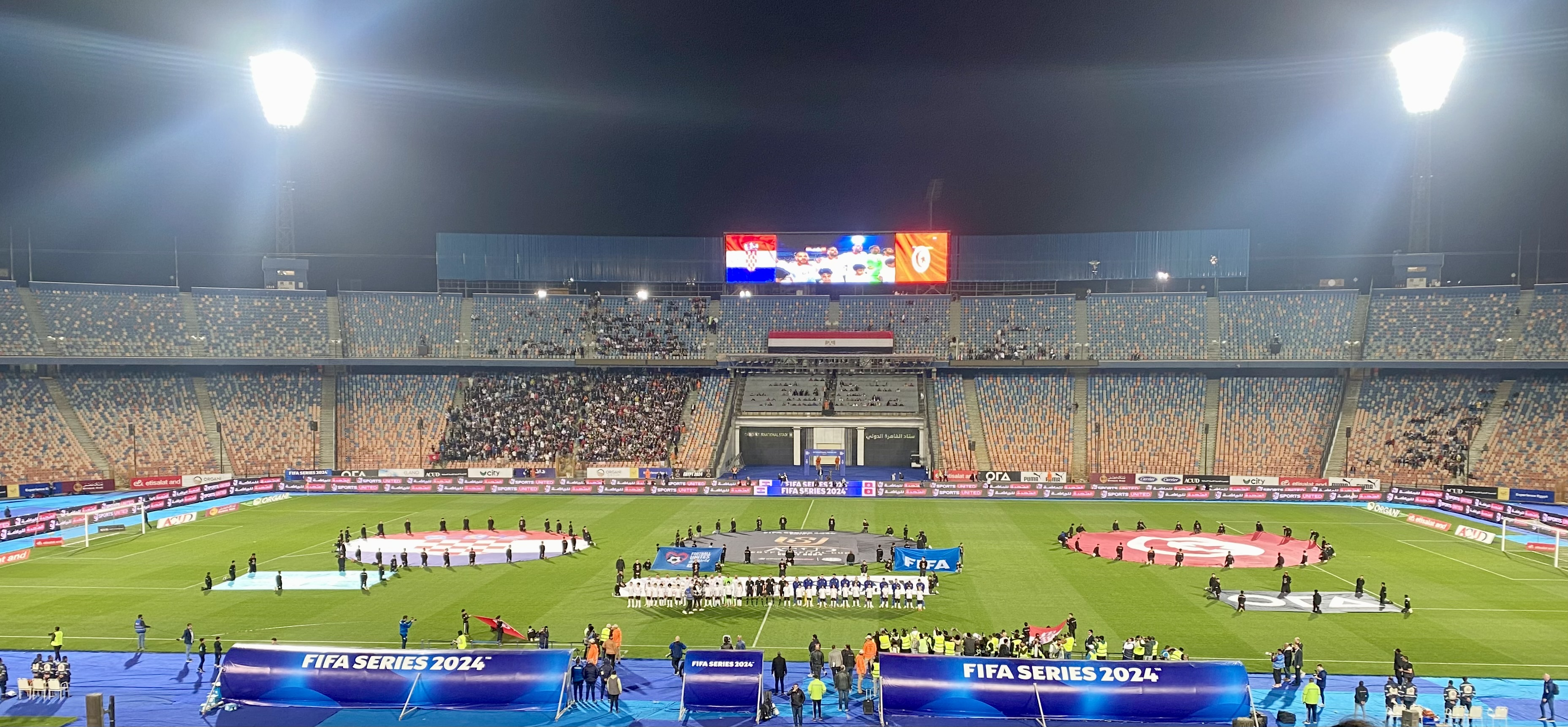
Equipos de Túnez y Croacia antes del partido de la FIFA Series 2024.

Tras su exclusión del Mundial, Kadri presentó su dimisión, pero la oficina federal se negó y prorrogó su contrato hasta 2024. La selección acabó las clasificación para la Copa Africana de Naciones de 2023 en lo más alto del grupo tras vencer a Libia (3-0 y 1-0), Botsuana (3-0) y derrota ante Guinea Ecuatorial (0-1). Los resultados del equipo empezaron a decaer, especialmente tras la detención del presidente de la Federación Tunecina de Fútbol, Wadie Jary, acusado de corrupción financiera. El equipo empata contra Argelia (1-1) y obtiene una victoria contra Egipto (3-1). En Asia Oriental, el equipo sufrió dos derrotas contra Corea del Sur (0-4) y Japón (0-2). El 17 de noviembre de 2023, la selección nacional inicia las clasificación para la Copa Mundial de Fútbol de 2026 con dos victorias ante Santo Tomé y Príncipe (4-0) y Malaui (1-0).
Túnez pertenece a la Copa Africana junto con Malí, Sudáfrica y Namibia. El mejor equipo sobre el papel durante el primer partido, intentó en vano superar la presión constante de Namibia y el partido terminó a dos minutos del tiempo reglamentario. Contra Mali, los tunecinos se quedaron atrás tras un gol de Lassine Sinayoko a pase de Kamory Doumbia. Apenas diez minutos después de que Mali abriera el marcador, Ali Abdi produjo un punto y un pase hacia atrás para que Hamza Rafia empatara, lo que resultó ser el marcador final del partido.
En el último partido contra Sudáfrica fue en gran medida aburrido ya que Túnez era demasiado tímido mientras que Sudáfrica se mostraba demasiado reacia a hacer un esfuerzo convincente mientras Sudáfrica mantenía la ventaja. Sin embargo, a medida que el partido se hacía cada vez más difícil, los tunecinos casi caen en las trampas del contraataque sudafricano, en particular un intento fallido de Sphephelo Sithole. A pesar de un intento de gol de Haythem Jouini, el partido terminó sin goles, eliminando a Túnez de la fase de grupos por primera vez desde la edición de 2013. En ese contexto, el técnico presentó su dimisión dos años después de asumir el cargo. Tres días después, todo el cuerpo técnico fue despedido, mientras que Anis Boussaïdi y Montasser Louhichi fueron designados para actuar en el ínterin. El 30 de enero, la federación publicó un comunicado anunciando la apertura de postulaciones en un contexto de polémica. En este contexto, el equipo perdió trece puestos, cayendo al puesto 41 del Clasificación mundial de la FIFA.
En marzo, el equipo participó en la Copa de la Capital de Egipto, un torneo amistoso afiliado a la FIFA Series 2024. Bajo el liderazgo de Louhichi, el equipo disputó la semifinal contra Croacia y, tras un empate 0-0, perdió. en los penaltis 4-5. En el partido por el tercer puesto, el equipo se enfrenta a Nueva Zelanda; El partido también terminó en empate sin goles, concluyendo con una victoria en los penaltis 4-2 y un tercer puesto para Túnez. Louhichi continuó liderando al equipo durante el tercer y cuarto día de las Clasificación Copa Mundial 2026. El equipo venció con dificultad a Guinea Ecuatorial en Radès gracias a un gol de penalti de Mohamed Ali Ben Romdhane y al empate sin goles ante Namibia en Johannesburgo.

#### Clasificación para la Copa Africana de Naciones de 2025
El 14 de junio de 2024, Faouzi Benzarti fue nombrado entrenador por cuarta vez, tomando posesión del cargo el 1 de julio, con Mehdi Nafti como segundo entrenador. El sorteo de las eliminatorias Clasificación Copa Africana 2025 se realizará el 4 de julio. Túnez está en el Grupo A con Madagascar, Comoras y Gambia. El 23 de julio de 2024, la FIFA decidió crear un comité de normalización para la Federación Tunecina de Fútbol y se le pide a Kamel Idir que lo dirija. Sin embargo, Nafti fue despedido de su cargo y reemplazado por Kais Yaâkoubi por motivos disciplinarios. El 5 de septiembre, el equipo comenzó la fase de clasificación con una difícil victoria en Radès contra Madagascar 1-0, gracias a un gol de Ferjani Sassi en el minuto 98, y tres días más tarde contra Gambia en El Jadida 2-1 con doblete de Ali Abdi y Mohamed Ali Ben Romdhane. En la tercera jornada, Túnez se sorprendió con una sorprendente derrota ante las Comoras en Radès 1-0 con una mala actuación. En el partido de vuelta, disputado en Abiyán contra el mismo rival, Túnez iba perdiendo hasta que Yassine Meriah empató en el minuto 69, finalizando así el partido 1-1. El equipo recibió fuertes críticas por malas decisiones en el marco técnico y falta de disciplina de los jugadores.

## Uniforme

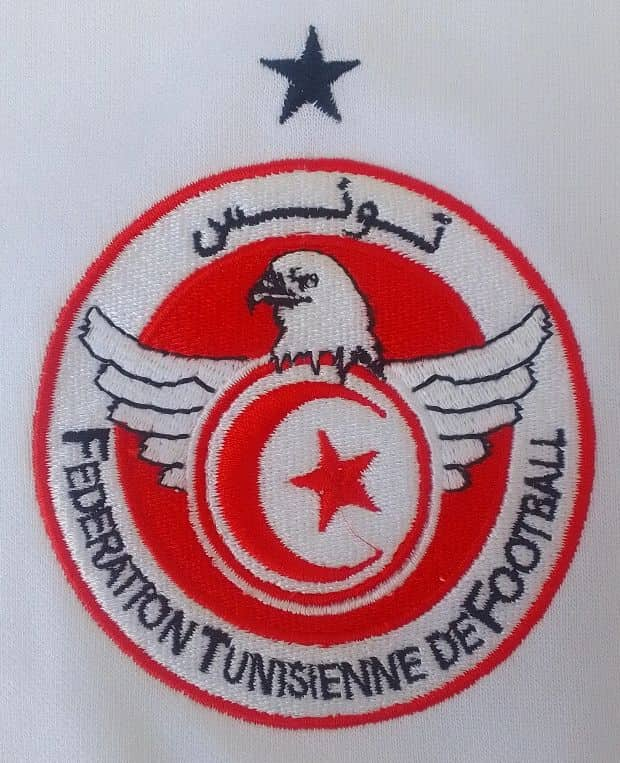
El logo de la Federación Tunecina de Fútbol desde 2006, acompañado de una estrella que indica la victoria en la Copa Africana de Naciones.

En la historia de la selección nacional, seis empresas han suministrado equipaciones a partir de 1970. La empresa alemana Adidas las suministró durante 24 años, en particular durante el Mundial de 1978, con una primera serie de camisetas rojas con logotipos de Adidas y medias blancas; Todo es blanco con logos rojos de Adidas para la segunda equipación.
Desde 1994, la empresa italiana Lotto suministró al equipo hasta 1998, especialmente durante su participación en el Mundial de 1998. El primer conjunto es blanco y está decorado con formas curvas rojas en los hombros y el pecho, mientras que el segundo conjunto es rojo, con formas curvas rojas. formas en los hombros, el pecho y el abdomen.
La empresa alemana Uhlsport suministró al equipo en la temporada 2000-2001, temporada en la que la empresa diseñó una camiseta blanca con una línea en el pecho que se extendía hasta las manos y un segundo conjunto compuesto por una camiseta roja con la misma línea en blanco en la espalda. pecho y extendiéndose hasta las manos. De 2002 a 2011, la empresa alemana Puma suministró las equipaciones a partir del Mundial de 2002 en adelante, seis modelos en total, todos similares, con una equipación principal blanca y logos de Puma rojos; El kit de reemplazo es rojo con logotipos de Puma blancos.
En 2012, la Federación Tunecina de Fútbol firmó un contrato con la empresa suiza Burrda Sport por un período de cuatro años, hasta 2016, esta última proporcionó las equipaciones del equipo durante las Copas Africanas de 2012, 2013 y 2015. En 2016, Uhlsport regresó con un contrato de tres años; La empresa presenta en particular la equipación utilizada durante el Mundial de 2018. A partir de 2019, la empresa italiana Kappa suministra las equipaciones del equipo. Uno de ellos es negro con bordes grises formando un águila, en referencia al apodo del equipo, las "Águilas de Cartago".
| Primero | (Ver evolución) | Actual |

| Primero | (Ver evolución) | Actual |

### Proveedores
Marcas que vistieron a la selección tunecina:
| Período   | Proveedor | Logotipo |
| --------- | --------- | -------- |
| 1970-1994 | Adidas    |          |
| 1994-1995 | Guidas    | —        |
| 1995-1996 | Kappa     |          |
| 1996-2000 | Lotto     |          |
| 2000-2001 | Uhlsport  |          |
| 2002-2010 | Puma      |          |
| 2010-2016 | Burrda    |          |
| 2016-2018 | Uhlsport  |          |
| 2018-     | Kappa     |          |

## Estadio
Después de la independencia de Túnez en 1956, el estadio nacional de Túnez fue el Stade Chedli Zouiten, que tiene una capacidad para 18 000 personas, y fue sede de la selección tunecina. También fue sede de la Copa Africana de Naciones de 1965 y 1994, además de ser la sede de la Copa Mundial de Fútbol Juvenil de 1977, antes de ser reemplazado después de la construcción del Estadio Olímpico El Menzah con una capacidad de 45 000 personas, en 1967 para los Juegos Mediterráneos de 1967. El primer partido de Túnez en el estadio se jugó el 8 de septiembre de 1967 ante Libia. Túnez ganó el partido 3-0. Este estadio se convirtió en el nuevo bastión de las águilas de Cartago. Fue sede del Campeonato Mundial Juvenil de la FIFA de 1977 y fue completamente renovado para la Copa Africana de Naciones de 1994. También fue sede de la Copa Africana de Naciones de 2004.
En 2001, el Estadio 7 de noviembre se convirtió en el nuevo estadio nacional de Túnez antes de los Juegos Mediterráneos de 2001. Ubicado en Radès, el estadio tiene una capacidad para 60.000 personas. El primer partido en el estadio se jugó el 7 de julio de 2001 entre el Étoile Sportive du Sahel y el CS Hammam-Lif en la final de la Copa de Túnez. CS Hammam-Lif ganó el partido 1-0, con Anis Ben Chouikha anotando el único gol. Desde ese partido, Túnez ha utilizado el estadio para casi todos los partidos importantes en casa, incluida la final de la Copa Africana de Naciones 2004. Los tunecinos suelen albergar sus partidos en el Stade Mustapha Ben Jannet en Monastir, que tiene una capacidad para 20.000 personas.
Además, hay muchas otras sedes que albergan a la selección tunecina, como el Estadio Olímpico de Sousse, que acogió un partido amistoso entre Túnez y Suiza en noviembre de 2012 y también acogió un partido en la clasificación de la Copa Africana de Naciones de 2012 entre Túnez y Chad que fue ganado por Túnez 5-0. El Estadio Municipal de Gabès también fue elegido para albergar un partido amistoso entre Túnez y Mauritania que terminó con un empate en octubre de 2016.

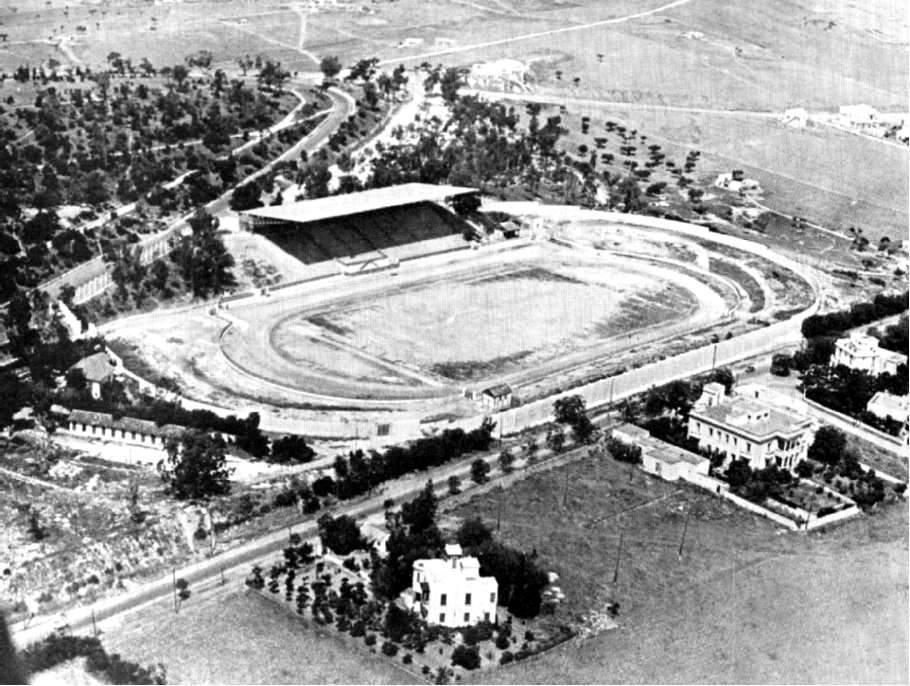
Stade Chedly Zouiten, el estadio local del equipo en la década de 1960.
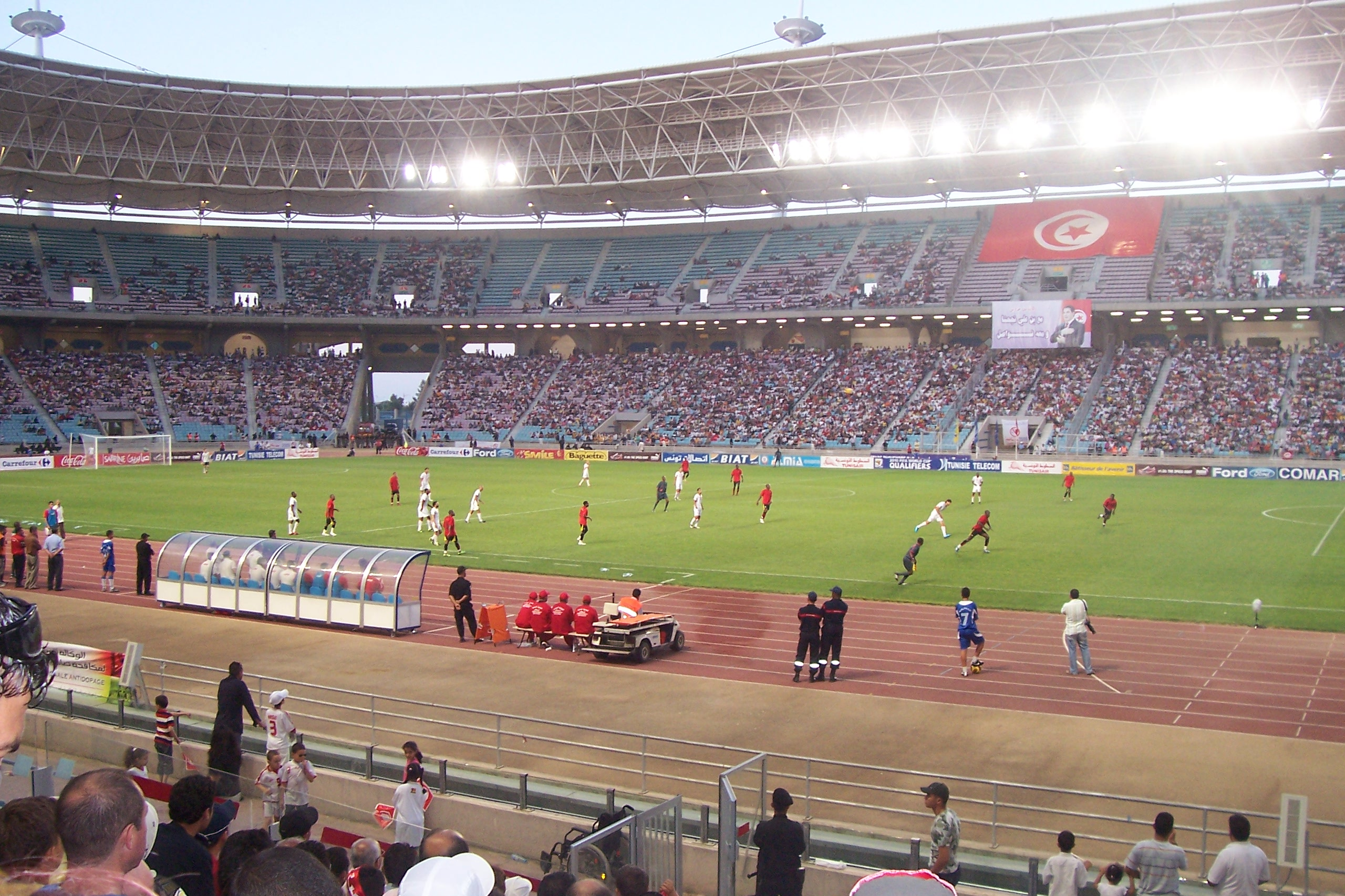
Estadio Olímpico de Radès, el estadio actual del equipo.

## Partidarios

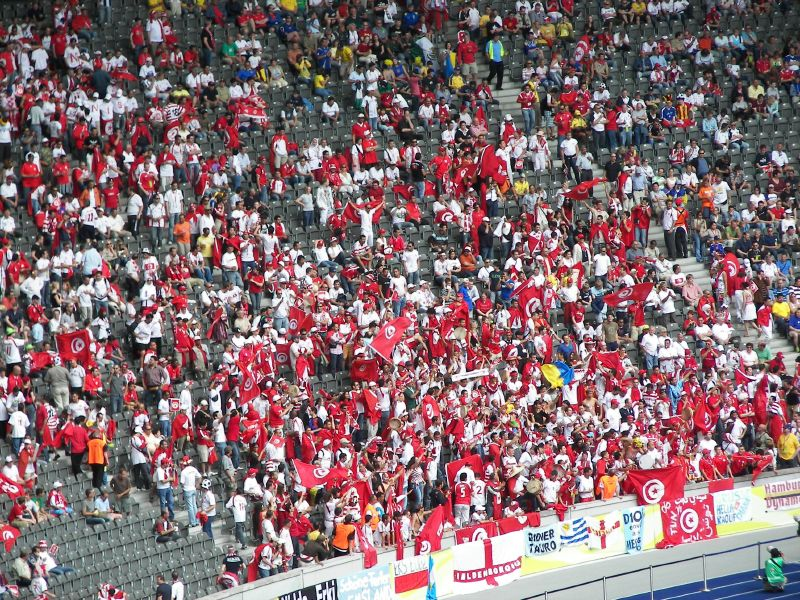
Aficionados tunecinos en Berlín en la Copa del Mundo de 2006.

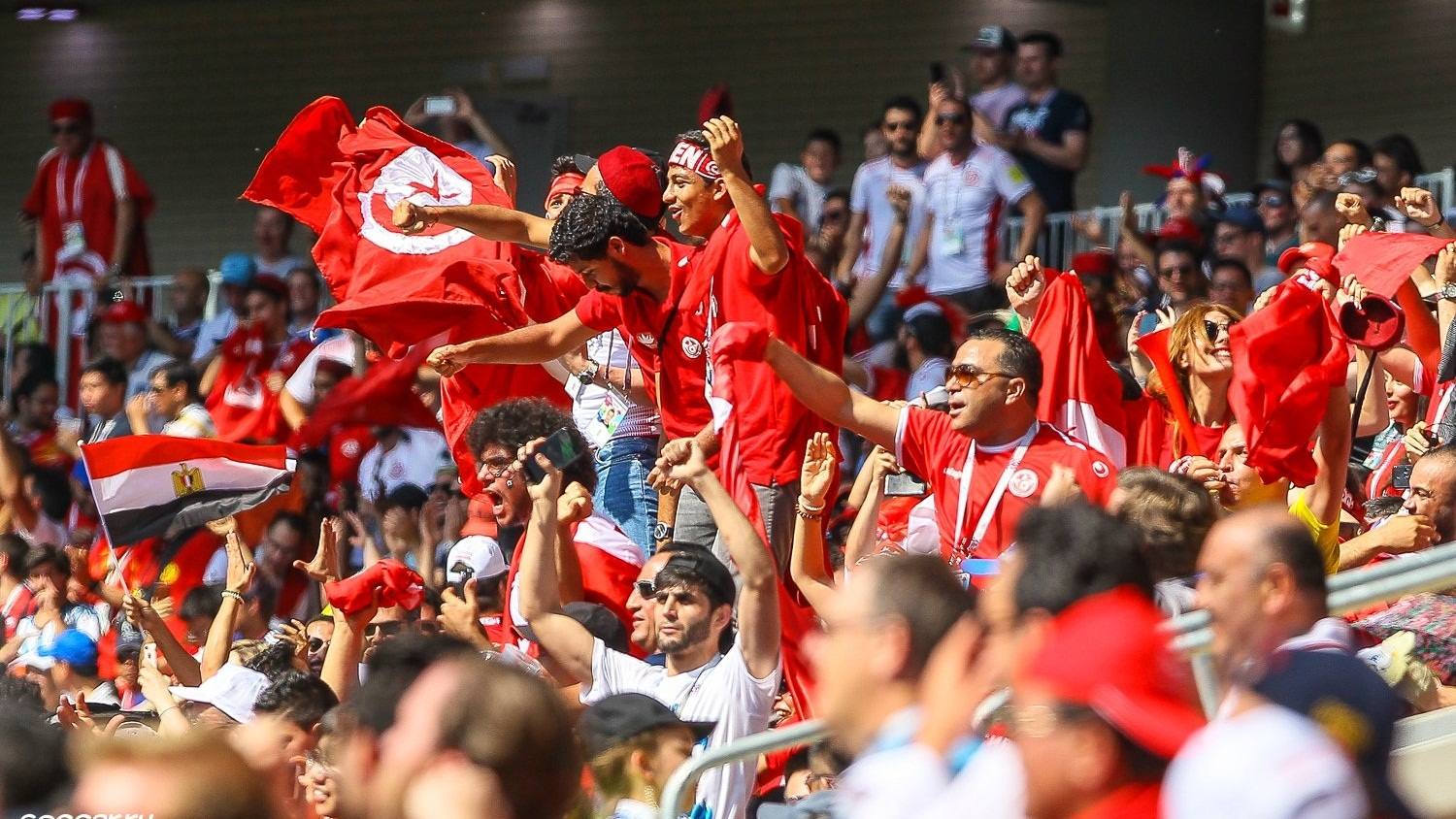
Aficionados tunecinos en Moscú en la Copa del Mundo de 2018.

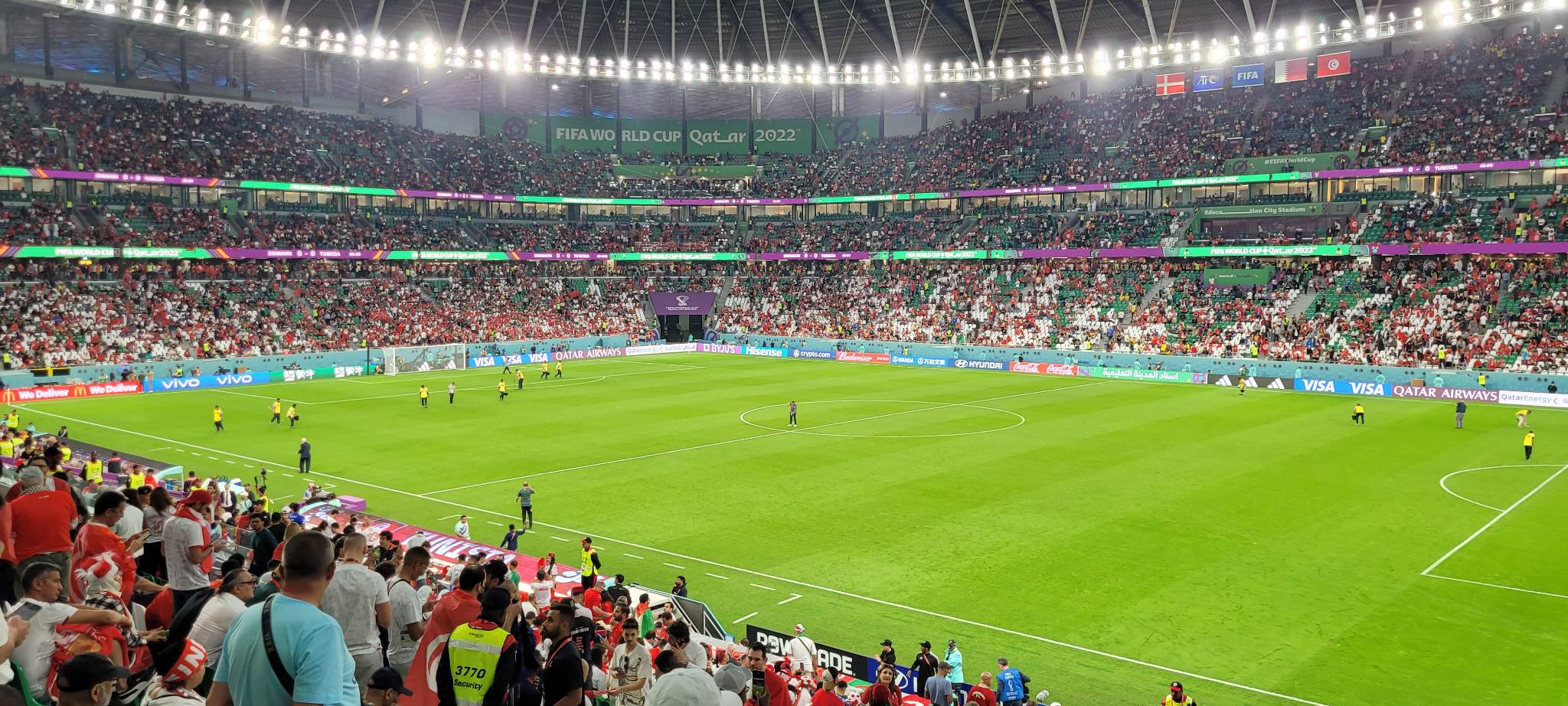
Aficionados tunecinos en Rayán en la Copa del Mundo de 2022.

Los fanáticos de la selección tunecina exhiben la bandera nacional del país, generalmente con énfasis en el elemento rojo. Uno de los mejores momentos para la selección tunecina fue cuando la delegación tunecina en el Aeropuerto Internacional de Túnez-Cartago recibió una cálida "bienvenida a casa" después de la epopeya de 1978 que deleitó a los tunecinos, que aún recuerdan los detalles y la brillante actuación del equipo. Se le atribuye haber añadido una nueva plaza de clasificación a África para la Copa del Mundo.
La popularidad del equipo también apareció en la Copa Africana de Naciones 2004 en Túnez, donde hubo una gran asistencia de público durante ese período. El Estadio Olímpico de Radès se llenó con 60.000 espectadores en los seis partidos del torneo. El deterioro del equipo después de la Copa del Mundo de 2006 provocó su ausencia en las etapas finales de las dos siguientes copas del mundo y afectó su popularidad. De hecho, los estadios estaban casi vacíos con los partidos de la selección nacional en ese período. Entre 2008 y 2014, los periodistas locales acusaron a la selección tunecina por su mal desempeño.
De la afición que siguió apoyando al equipo en los malos momentos, Bechir Manoubi fue uno de los más fieles. Asistió a los partidos del equipo en todo el mundo desde 1960, era famoso por llevar el sombrero mexicano y su traje con miles de lemas y tarjetas para los distintos eventos que cubría. El partido de clasificación para el Mundial de 2006, celebrado el 6 de octubre de 2005 entre Túnez y Marruecos, pocos días antes de su muerte, fue el último evento al que asistió.
La aparición de jugadores cualificados y el surgimiento de una nueva generación prometedora, además de los buenos resultados en el segundo mandato de Henryk Kasperczak, aumentaron el entusiasmo de los aficionados y la confianza en una campaña exitosa en la Copa del Mundo. Debido a este pico de popularidad, la FIFA nombró a los aficionados tunecinos entre los mejores de la Copa del Mundo de 2018. Esta elección se produce después de la gran asistencia de masas tunecinas, que acudieron a Rusia en gran número, entre 15.000 y 20.000 aficionados, que asistieron y apoyaron a la selección tunecina en sus tres partidos de la fase de grupos del Mundial. Sin embargo, el apoyo de los aficionados cayó ya que Túnez una vez más no cumplió con las grandes expectativas, y los tunecinos no pudieron avanzar de la fase de grupos en su quinta participación en la Copa del Mundo.

### Seudónimo
El equipo tunecino recibe el sobrenombre de Los Águilas de Cartago y debe este apodo a la ciudad de Cartago, fundada por los fenicios de Tiro a finales del siglo IX a. C. En lo que hoy se conoce como territorio tunecino.

## Rivalidades
Túnez tiene rivalidades futbolísticas de larga data con equipos de la Unión de Federaciones del Norte de África (UNAF), como Egipto, Marruecos, Argelia y Libia.

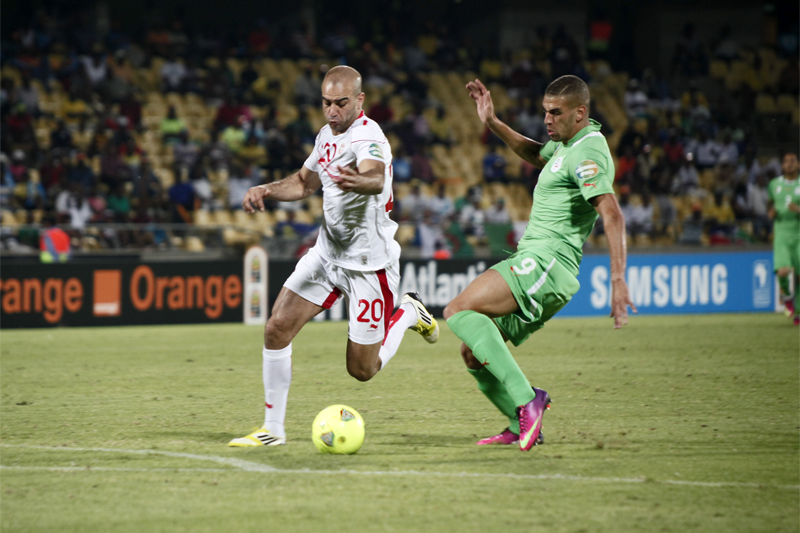
Aymen Abdennour e Islam Slimani compiten por el balón durante el partido entre Túnez y Argelia en la Copa Africana de Naciones 2013.

Túnez jugó 45 partidos contra Argelia. Tras la independencia de Argelia, se celebró un partido amistoso en el estadio Chedly Zouiten. Los dos equipos también se enfrentaron tres veces en la fase de clasificación para la Copa Mundial de Fútbol en 1970, 1978 y 1986. El balance general es ligeramente favorable a los argelinos, con dieciséis victorias, catorce empates y catorce derrotas. Argelia y Túnez jugaron tres veces en torneos oficiales: dos veces en la Copa Africana de Naciones en 2013 y 2017, que ganó Túnez en ambas ocasiones, y una vez en la Copa Árabe de la FIFA 2021, que ganó Argelia. La rivalidad entre Egipto y Túnez es uno de los mejores y más apasionantes partidos africanos en su larga historia continental. Los dos equipos se enfrentaron en 39 partidos oficiales y amistosos. El balance general es ligeramente favorable para los tunecinos, que ganaron 16 partidos contra Egipto en 12 partidos. 11 partidos terminaron en empate.
Túnez y Marruecos han jugado 50 partidos desde su independencia de Francia en 1956. Su primer partido fue en las clasificación para la Copa Mundial de 1962, que se celebró el 30 de octubre de 1960 en Casablanca. La mayoría de los partidos se jugaron en las eliminatorias para el Mundial, ya que se enfrentaron en las eliminatorias de 1962, 1970, 1978, 1990, 1994 y 2006. También se enfrentaron cuatro veces en la Copa Africana de Naciones, dos de las cuales terminaron en empate en 1978 y 2000, y los otros dos partidos terminaron con victoria de Túnez en 2004 y 2012. La rivalidad entre Libia y Túnez es algo competitiva pero este último suele ser el ganador.

## Últimos partidos y próximos encuentros
Actualizado al último partido jugado el 19 de noviembre de 2024
| Fecha      | Ciudad        | Local      | Resultado | Visitante    | Competición                      |
| ---------- | ------------- | ---------- | --------- | ------------ | -------------------------------- |
| 09-06-2024 | Johannesburgo | Namibia    | 0:0       | Túnez        | Clasificación Copa Mundial 2026  |
| 05-09-2024 | Radès         | Túnez      | 1:0       | Madagascar   | Clasificación Copa Africana 2025 |
| 08-09-2024 | El Yadida     | Gambia     | 1:2       | Túnez        | Clasificación Copa Africana 2025 |
| 10-10-2024 | Radès         | Túnez      | 0:1       | Comoras      | Clasificación Copa Africana 2025 |
| 15-10-2024 | Abiyán        | Comoras    | 1:1       | Túnez        | Clasificación Copa Africana 2025 |
| 14-11-2024 | Pretoria      | Madagascar | 2:3       | Túnez        | Clasificación Copa Africana 2025 |
| 19-11-2024 | Radès         | Túnez      | 0:1       | Gambia       | Clasificación Copa Africana 2025 |
| 19-03-2025 | Monrovia      | Liberia    | 0:1       | Túnez        | Clasificación Copa Mundial 2026  |
| 24-03-2025 | Radès         | Túnez      | 2:0       | Malawi       | Clasificación Copa Mundial 2026  |
| 02-06-2025 | Radès         | Túnez      | -:-       | Burkina Faso | Partido amistoso                 |
| 07-06-2025 | TBD           | Marruecos  | -:-       | Túnez        | Partido amistoso                 |

## Récord competitivo

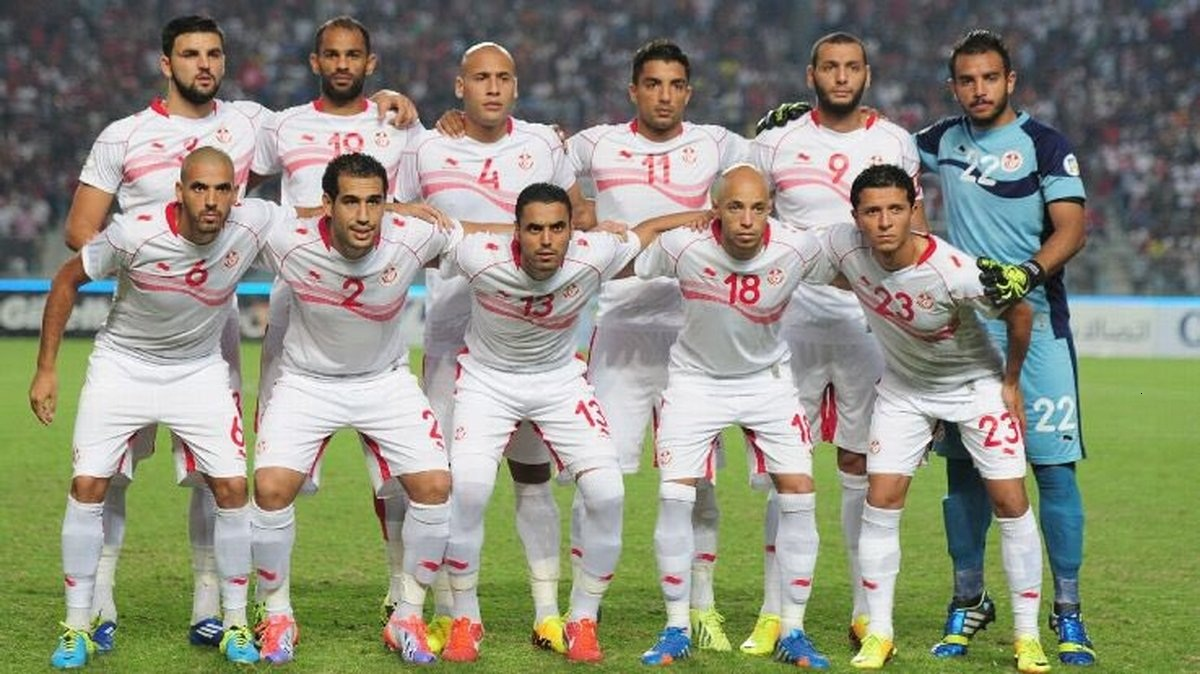
Selección de Túnez contra Camerún durante el partido de ida de la tercera ronda de las eliminatorias para el Mundial de 2014, 13 de octubre de 2013 (0-0).

A nivel internacional, la selección de Túnez ha participado seis veces en los Copa Mundial de Fútbol de 1978, 1998, 2002, 2006, 2018 y 2022. También participa cuatro veces en los Juegos Olímpicos en 1960, 1988, 1996 y 2004 y solo una vez en la Copa Confederaciones durante la edición de 2005. A nivel africano, el equipo es considerado uno de los más exitosos del continente. Ha participado veinte veces en la Copa Africana de Naciones, llegó tres veces a la final y la ganó en la edición de 2004; el equipo también ostenta el récord de quince apariciones consecutivas en este torneo.
Entre 1994 y 2019, Túnez también participa dos veces en los Juegos Africanos, ganando la medalla de plata en 1991 y la medalla de bronce en 2007. A nivel árabe, el equipo participa dos veces en la Copa de Naciones Árabe y ganó el título en la edición de 1963; también ganó la Copa Palestina de Naciones en la edición de 1973 y la medalla de plata en los Juegos Panárabes de 1957, además de numerosos títulos en otros torneos.

### Copa Mundial de Fútbol
Túnez ha participado en la Copa Mundial de Fútbol, el mayor evento de fútbol masculino del mundo, seis veces en 1978, 1998, 2002, 2006 y 2018 antes de clasificarse por sexta vez para la edición de 2022 en Catar. Túnez nunca logró salir de la fase de grupos en todas las ocasiones: jugó dieciocho partidos, ganó tres, cinco empates y diez derrotas. La selección disputó su primer partido de clasificación para un Mundial el 30 de octubre de 1960 contra Marruecos. Wahbi Khazri es el jugador tunecino que más goles ha marcado en la competición con tres goles en 2018 y 2022. Riadh Bouazizi y Kaïs Ghodhbane son los dos jugadores tunecinos con más participación (ocho partidos en 1998, 2002 y 2006).
| Edición | Resultado               | Pos.                    | PJ                      | PG                      | PE                      | PP                      | GF                      | GC                      | Goleador                     |
| ------- | ----------------------- | ----------------------- | ----------------------- | ----------------------- | ----------------------- | ----------------------- | ----------------------- | ----------------------- | ---------------------------- |
| 1930    | No existía la selección | No existía la selección | No existía la selección | No existía la selección | No existía la selección | No existía la selección | No existía la selección | No existía la selección | No existía la selección      |
| 1934    | No existía la selección | No existía la selección | No existía la selección | No existía la selección | No existía la selección | No existía la selección | No existía la selección | No existía la selección | No existía la selección      |
| 1938    | No existía la selección | No existía la selección | No existía la selección | No existía la selección | No existía la selección | No existía la selección | No existía la selección | No existía la selección | No existía la selección      |
| 1950    | No existía la selección | No existía la selección | No existía la selección | No existía la selección | No existía la selección | No existía la selección | No existía la selección | No existía la selección | No existía la selección      |
| 1954    | No existía la selección | No existía la selección | No existía la selección | No existía la selección | No existía la selección | No existía la selección | No existía la selección | No existía la selección | No existía la selección      |
| 1958    | No participó            | No participó            | No participó            | No participó            | No participó            | No participó            | No participó            | No participó            | No participó                 |
| 1962    | No clasificó            | No clasificó            | No clasificó            | No clasificó            | No clasificó            | No clasificó            | No clasificó            | No clasificó            | No clasificó                 |
| 1966    | Se retiró               | Se retiró               | Se retiró               | Se retiró               | Se retiró               | Se retiró               | Se retiró               | Se retiró               | Se retiró                    |
| 1970    | No clasificó            | No clasificó            | No clasificó            | No clasificó            | No clasificó            | No clasificó            | No clasificó            | No clasificó            | No clasificó                 |
| 1974    | No clasificó            | No clasificó            | No clasificó            | No clasificó            | No clasificó            | No clasificó            | No clasificó            | No clasificó            | No clasificó                 |
| 1978    | Primera ronda           | 9.º                     | 3                       | 1                       | 1                       | 1                       | 3                       | 2                       | Kaabi, Ghommidh y Dhouieb: 1 |
| 1982    | No clasificó            | No clasificó            | No clasificó            | No clasificó            | No clasificó            | No clasificó            | No clasificó            | No clasificó            | No clasificó                 |
| 1986    | No clasificó            | No clasificó            | No clasificó            | No clasificó            | No clasificó            | No clasificó            | No clasificó            | No clasificó            | No clasificó                 |
| 1990    | No clasificó            | No clasificó            | No clasificó            | No clasificó            | No clasificó            | No clasificó            | No clasificó            | No clasificó            | No clasificó                 |
| 1994    | No clasificó            | No clasificó            | No clasificó            | No clasificó            | No clasificó            | No clasificó            | No clasificó            | No clasificó            | No clasificó                 |
| 1998    | Fase de grupos          | 26.º                    | 3                       | 0                       | 1                       | 2                       | 1                       | 4                       | Souayah: 1                   |
| 2002    | Fase de grupos          | 29.º                    | 3                       | 0                       | 1                       | 2                       | 1                       | 5                       | Bouzaiene: 1                 |
| 2006    | Fase de grupos          | 24.º                    | 3                       | 0                       | 1                       | 2                       | 3                       | 6                       | Jaziri, Jaidi y Mnari: 1     |
| 2010    | No clasificó            | No clasificó            | No clasificó            | No clasificó            | No clasificó            | No clasificó            | No clasificó            | No clasificó            | No clasificó                 |
| 2014    | No clasificó            | No clasificó            | No clasificó            | No clasificó            | No clasificó            | No clasificó            | No clasificó            | No clasificó            | No clasificó                 |
| 2018    | Fase de grupos          | 24.º                    | 3                       | 1                       | 0                       | 2                       | 5                       | 8                       | Khazri: 2                    |
| 2022    | Fase de grupos          | 21.º                    | 3                       | 1                       | 1                       | 1                       | 1                       | 1                       | Khazri: 1                    |
| 2026    | Por disputarse          | Por disputarse          | Por disputarse          | Por disputarse          | Por disputarse          | Por disputarse          | Por disputarse          | Por disputarse          | Por disputarse               |
| 2030    | Por disputarse          | Por disputarse          | Por disputarse          | Por disputarse          | Por disputarse          | Por disputarse          | Por disputarse          | Por disputarse          | Por disputarse               |
| 2034    | Por disputarse          | Por disputarse          | Por disputarse          | Por disputarse          | Por disputarse          | Por disputarse          | Por disputarse          | Por disputarse          | Por disputarse               |
| Total   | 6/22                    | 44.º                    | 18                      | 3                       | 5                       | 10                      | 14                      | 26                      | Khazri: 3                    |

### Clasificación para la Copa Mundial
| Edición | Resultado               | Pos.                    | PJ                      | PG                      | PE                      | PP                      | GF                      | GC                      | Goleador                              |
| ------- | ----------------------- | ----------------------- | ----------------------- | ----------------------- | ----------------------- | ----------------------- | ----------------------- | ----------------------- | ------------------------------------- |
| 1930    | No existía la selección | No existía la selección | No existía la selección | No existía la selección | No existía la selección | No existía la selección | No existía la selección | No existía la selección | No existía la selección               |
| 1934    | No existía la selección | No existía la selección | No existía la selección | No existía la selección | No existía la selección | No existía la selección | No existía la selección | No existía la selección | No existía la selección               |
| 1938    | No existía la selección | No existía la selección | No existía la selección | No existía la selección | No existía la selección | No existía la selección | No existía la selección | No existía la selección | No existía la selección               |
| 1950    | No existía la selección | No existía la selección | No existía la selección | No existía la selección | No existía la selección | No existía la selección | No existía la selección | No existía la selección | No existía la selección               |
| 1954    | No existía la selección | No existía la selección | No existía la selección | No existía la selección | No existía la selección | No existía la selección | No existía la selección | No existía la selección | No existía la selección               |
| 1958    | No participó            | No participó            | No participó            | No participó            | No participó            | No participó            | No participó            | No participó            | No participó                          |
| 1962    | No clasificó            | Primera fase            | 3                       | 1                       | 1                       | 1                       | 4                       | 4                       | Chetali, Kerrit, Meddeb y Tlemçani: 1 |
| 1966    | No participó            | No participó            | No participó            | No participó            | No participó            | No participó            | No participó            | No participó            | No participó                          |
| 1970    | No clasificó            | Segunda fase            | 5                       | 1                       | 4                       | 0                       | 4                       | 3                       | Chakroun: 2                           |
| 1974    | No clasificó            | Segunda fase            | 4                       | 1                       | 1                       | 2                       | 5                       | 5                       | Chakroun y Habita: 2                  |
| 1978    | Clasificado             | Final fase              | 10                      | 4                       | 4                       | 2                       | 15                      | 9                       | Ali Akid: 3                           |
| 1982    | No clasificó            | Segunda fase            | 2                       | 1                       | 0                       | 1                       | 2                       | 2                       | Lahzami y Limam: 1                    |
| 1986    | No clasificó            | Final fase              | 8                       | 4                       | 0                       | 4                       | 11                      | 9                       | Jeridi: 5                             |
| 1990    | No clasificó            | Final fase              | 10                      | 4                       | 1                       | 5                       | 10                      | 11                      | Limam: 3                              |
| 1994    | No clasificó            | Primera fase            | 6                       | 3                       | 3                       | 0                       | 14                      | 2                       | Hamrouni: 3                           |
| 1998    | Clasificado             | Final fase              | 8                       | 7                       | 1                       | 0                       | 15                      | 2                       | Sellimi: 4                            |
| 2002    | Clasificado             | Segunda fase            | 10                      | 8                       | 2                       | 0                       | 28                      | 5                       | Baya: 6                               |
| 2006    | Clasificado             | Segunda fase            | 10                      | 6                       | 3                       | 1                       | 25                      | 9                       | Santos: 6                             |
| 2010    | No clasificó            | Tercera fase            | 12                      | 7                       | 3                       | 2                       | 18                      | 7                       | Jemâa: 4                              |
| 2014    | No clasificó            | Tercera fase            | 8                       | 4                       | 3                       | 1                       | 14                      | 10                      | Darragi: 3                            |
| 2018    | Clasificado             | Tercera fase            | 8                       | 6                       | 2                       | 0                       | 15                      | 6                       | Khazri: 2                             |
| 2022    | Clasificado             | Tercera fase            | 8                       | 5                       | 2                       | 1                       | 12                      | 2                       | Khazri: 6                             |
| 2026    | Por definir             | Primera fase            | 4                       | 3                       | 1                       | 0                       | 6                       | 0                       |                                       |
| Total   | 6/22                    | Final fase              | 116                     | 65                      | 31                      | 20                      | 198                     | 86                      | Khazri: 8                             |

### Copa FIFA Confederaciones
Túnez ha participado en la Copa FIFA Confederaciones en una ocasión, en 2005. Túnez se clasificó como representante de la Confederación Africana de Fútbol tras ganar la Copa Africana de Naciones 2004. El partido inaugural de este torneo fue entre Argentina, perdiendo Túnez por un estrecho margen 1-2. En el segundo partido, los tunecinos resistieron hasta el minuto 74, donde concedieron tres goles a Alemania, mientras que, en el tercer partido, consiguieron vencer a Australia 2-0.
| Edición | Resultado      | Pos.         | PJ           | PG           | PE           | PP           | GF           | GC           | Goleador     |
| ------- | -------------- | ------------ | ------------ | ------------ | ------------ | ------------ | ------------ | ------------ | ------------ |
| 1992    | No clasificó   | No clasificó | No clasificó | No clasificó | No clasificó | No clasificó | No clasificó | No clasificó | No clasificó |
| 1995    | No clasificó   | No clasificó | No clasificó | No clasificó | No clasificó | No clasificó | No clasificó | No clasificó | No clasificó |
| 1997    | No clasificó   | No clasificó | No clasificó | No clasificó | No clasificó | No clasificó | No clasificó | No clasificó | No clasificó |
| 1999    | No clasificó   | No clasificó | No clasificó | No clasificó | No clasificó | No clasificó | No clasificó | No clasificó | No clasificó |
| 2001    | No clasificó   | No clasificó | No clasificó | No clasificó | No clasificó | No clasificó | No clasificó | No clasificó | No clasificó |
| 2003    | No clasificó   | No clasificó | No clasificó | No clasificó | No clasificó | No clasificó | No clasificó | No clasificó | No clasificó |
| 2005    | Fase de grupos | 6.º          | 3            | 1            | 0            | 2            | 3            | 5            | Santos: 2    |
| 2009    | No clasificó   | No clasificó | No clasificó | No clasificó | No clasificó | No clasificó | No clasificó | No clasificó | No clasificó |
| 2013    | No clasificó   | No clasificó | No clasificó | No clasificó | No clasificó | No clasificó | No clasificó | No clasificó | No clasificó |
| 2017    | No clasificó   | No clasificó | No clasificó | No clasificó | No clasificó | No clasificó | No clasificó | No clasificó | No clasificó |
| Total   | 1/10           | 25.º         | 3            | 1            | 0            | 2            | 3            | 5            | Santos: 2    |

### Copa Africana de Naciones
Túnez ha participado en la Copa Africana de Naciones 21 veces y ostenta el récord de mayor número de participaciones consecutivas, con dieciséis entre 1994 y 2023. La primera aparición de Túnez en la Copa Africana fue en 1962, donde ocupó el tercer lugar al derrotar a Uganda por 3-0. En esta edición sólo participaron cuatro países. En la edición de 1965, a Túnez se le permitió albergar la competición y llegó a la final, perdiendo ante Ghana por 2-3 en la prórroga.
En la edición de 1996, Túnez alcanzó la final por segunda vez, pero volvió a ser derrotada, esta vez por la anfitriona Sudáfrica por 0-2. El mejor resultado de Túnez en el torneo llegaría ocho años después, cuando como anfitrión llegó a la final por tercera vez y finalmente obtuvo la victoria, derrotando a Marruecos por 2-1; Francileudo Santos y Ziad Jaziri marcaron los goles tunecinos. La participación más reciente de Túnez fue en la edición de 2023 en Costa de Marfil, donde el equipo quedó eliminado en la fase de grupos.
En total, Túnez ha participado en la Copa Africana de Naciones 21 veces, jugando 83 partidos, con 25 victorias, 30 empates y 28 derrotas, anotando 100 goles y concediendo 97. Las mayores victorias del país en el torneo fueron las victorias por 4-0 contra Etiopía el 12 de noviembre de 1965 y contra Mauritania el 16 de enero de 2022. Las mayores derrotas de Túnez fueron 3-0 contra Camerún el 10 de febrero de 2000, contra Guinea el 30 de enero de 2006 y contra Costa de Marfil el 26 de enero de 2013.
Francileudo Santos es el jugador tunecino más goleador del torneo con diez goles en total, mientras que Youssef Msakni ha aparecido en un récord de 29 partidos en ocho torneos entre 2010 y 2023.
| Edición | Resultado        | Pos.         | PJ           | PG           | PE           | PP           | GF           | GC           | Goleador                                         |
| ------- | ---------------- | ------------ | ------------ | ------------ | ------------ | ------------ | ------------ | ------------ | ------------------------------------------------ |
| 1957    | No participó     | No participó | No participó | No participó | No participó | No participó | No participó | No participó | No participó                                     |
| 1959    | No participó     | No participó | No participó | No participó | No participó | No participó | No participó | No participó | No participó                                     |
| 1962    | Tercer lugar     | 3.º          | 2            | 1            | 0            | 1            | 5            | 4            | Chérif, Jedidi, Laaouini, Meddab y Merrichkou: 1 |
| 1963    | Fase de grupos   | 5.º          | 2            | 0            | 1            | 1            | 3            | 5            | Jedidi: 2                                        |
| 1965    | Subcampeón       | 2.º          | 3            | 1            | 1            | 1            | 6            | 3            | Chaïbi: 2                                        |
| 1968    | No clasificó     | No clasificó | No clasificó | No clasificó | No clasificó | No clasificó | No clasificó | No clasificó | No clasificó                                     |
| 1970    | No participó     | No participó | No participó | No participó | No participó | No participó | No participó | No participó | No participó                                     |
| 1972    | No participó     | No participó | No participó | No participó | No participó | No participó | No participó | No participó | No participó                                     |
| 1974    | No participó     | No participó | No participó | No participó | No participó | No participó | No participó | No participó | No participó                                     |
| 1976    | No clasificó     | No clasificó | No clasificó | No clasificó | No clasificó | No clasificó | No clasificó | No clasificó | No clasificó                                     |
| 1978    | Cuarto lugar     | 4.º          | 5            | 1            | 3            | 1            | 5            | 4            | Ben Aziza: 2                                     |
| 1980    | Se retiró        | Se retiró    | Se retiró    | Se retiró    | Se retiró    | Se retiró    | Se retiró    | Se retiró    | Se retiró                                        |
| 1982    | Fase de grupos   | 7.º          | 3            | 0            | 1            | 2            | 1            | 4            | Gabsi: 2                                         |
| 1984    | No clasificó     | No clasificó | No clasificó | No clasificó | No clasificó | No clasificó | No clasificó | No clasificó | No clasificó                                     |
| 1986    | No clasificó     | No clasificó | No clasificó | No clasificó | No clasificó | No clasificó | No clasificó | No clasificó | No clasificó                                     |
| 1988    | No clasificó     | No clasificó | No clasificó | No clasificó | No clasificó | No clasificó | No clasificó | No clasificó | No clasificó                                     |
| 1990    | No clasificó     | No clasificó | No clasificó | No clasificó | No clasificó | No clasificó | No clasificó | No clasificó | No clasificó                                     |
| 1992    | No clasificó     | No clasificó | No clasificó | No clasificó | No clasificó | No clasificó | No clasificó | No clasificó | No clasificó                                     |
| 1994    | Fase de grupos   | 9.º          | 2            | 0            | 1            | 1            | 1            | 3            | Rouissi: 1                                       |
| 1996    | Subcampeón       | 2.º          | 6            | 2            | 2            | 2            | 10           | 9            | Ben Younes: 3                                    |
| 1998    | Cuartos de final | 5.º          | 4            | 2            | 1            | 1            | 6            | 5            | Ben Slimane, Gabsi y Tlemçani: 2                 |
| 2000    | Cuarto lugar     | 4.º          | 6            | 2            | 2            | 2            | 6            | 9            | Zitouni: 2                                       |
| 2002    | Fase de grupos   | 11.º         | 3            | 0            | 2            | 1            | 0            | 1            |                                                  |
| 2004    | Campeón          | 1.º          | 6            | 4            | 2            | 0            | 10           | 4            | Santos: 4                                        |
| 2006    | Cuartos de final | 6.º          | 4            | 2            | 1            | 1            | 7            | 5            | Santos: 4                                        |
| 2008    | Cuartos de final | 5.º          | 4            | 1            | 2            | 1            | 7            | 6            | Santos y Saada: 2                                |
| 2010    | Fase de grupos   | 12.º         | 3            | 0            | 3            | 0            | 3            | 3            | Chermiti y Dhaouadi: 1                           |
| 2012    | Cuartos de final | 6.º          | 4            | 2            | 0            | 2            | 5            | 5            | Msakni: 2                                        |
| 2013    | Fase de grupos   | 12.º         | 3            | 1            | 1            | 1            | 2            | 4            | Msakni y Mouelhi: 1                              |
| 2015    | Cuartos de final | 7.º          | 4            | 1            | 2            | 1            | 5            | 5            | Akaïchi: 4                                       |
| 2017    | Cuartos de final | 8.º          | 4            | 2            | 0            | 2            | 6            | 7            | Sliti: 2                                         |
| 2019    | Cuarto lugar     | 4.º          | 7            | 1            | 4            | 2            | 6            | 5            | Msakni: 2                                        |
| 2021    | Cuartos de final | 8.º          | 5            | 2            | 0            | 3            | 5            | 3            | Khazri: 2                                        |
| 2023    | Fase de grupos   | 20.º         | 3            | 0            | 2            | 1            | 1            | 2            | Rafia: 1                                         |
| 2025    | Clasificado      | Clasificado  | Clasificado  | Clasificado  | Clasificado  | Clasificado  | Clasificado  | Clasificado  | Clasificado                                      |
| 2027    | Por definir      | Por definir  | Por definir  | Por definir  | Por definir  | Por definir  | Por definir  | Por definir  | Por definir                                      |
| Total   | 22/35            | 9.º          | 83           | 25           | 31           | 27           | 100          | 96           | Santos: 10                                       |

### Campeonato Africano de Naciones
Túnez ha participado en dos ediciones del Campeonato Africano de Naciones. En la edición de 2009 está representada por el equipo olímpico, bajo la dirección de Mondher Kebaier. Túnez queda eliminado allí en la fase de clasificación. En 2011, bajo el liderazgo de Sami Trabelsi, Túnez se clasificó para la fase final y ganó el campeonato al vencer a Angola en la final. En 2014, bajo la dirección de Nabil Maâloul, fue eliminada en la fase de clasificación.
En la edición de 2016, bajo el liderazgo de Henryk Kasperczak, Túnez se clasificó para la final, pero Hatem Missaoui lideró al equipo en Ruanda. Túnez fue eliminada en cuartos de final por Mali. En la próxima edición, la Federación Tunecina de Fútbol anunció que Túnez no participará en el Campeonato Africano de Naciones de 2018 debido a la participación del primer equipo en el Mundial de 2018.
En la clasificación para el Campeonato Africano de Naciones 2020, Túnez se enfrentó a Libia en dos partidos en casa y fuera de casa, ganando el primer partido por 1-0 en Estadio Olímpico de Radès y el segundo por 2-1 en el Stade Boubker Ammar; Anice Badri marca los goles de Túnez en ambos casos. La selección nacional se clasificó para la fase final pero, el 20 de diciembre de 2019, la Federación Tunecina de Fútbol le retiró la clasificación debido a la intensidad de los partidos.
| Edición | Resultado        | Pos.         | PJ           | PG           | PE           | PP           | GF           | GC           | Goleador              |
| ------- | ---------------- | ------------ | ------------ | ------------ | ------------ | ------------ | ------------ | ------------ | --------------------- |
| 2009    | No clasificó     | No clasificó | No clasificó | No clasificó | No clasificó | No clasificó | No clasificó | No clasificó | No clasificó          |
| 2011    | Campeón          | 1.º          | 6            | 4            | 2            | 0            | 11           | 3            | Dhaouadi y Kasdaoui:3 |
| 2014    | No clasificó     | No clasificó | No clasificó | No clasificó | No clasificó | No clasificó | No clasificó | No clasificó | No clasificó          |
| 2016    | Cuartos de final | 8.º          | 4            | 1            | 2            | 1            | 9            | 5            | Akaïchi: 4            |
| 2018    | No participó     | No participó | No participó | No participó | No participó | No participó | No participó | No participó | No participó          |
| 2020    | Se retiró        | Se retiró    | Se retiró    | Se retiró    | Se retiró    | Se retiró    | Se retiró    | Se retiró    | Se retiró             |
| 2022    | No participó     | No participó | No participó | No participó | No participó | No participó | No participó | No participó | No participó          |
| 2024    | Clasificado      | Clasificado  | Clasificado  | Clasificado  | Clasificado  | Clasificado  | Clasificado  | Clasificado  | Clasificado           |
| Total   | 3/8              | 5.º          | 10           | 5            | 4            | 1            | 20           | 8            | Akaïchi: 4            |

### Copa de Naciones Árabe
Túnez ha participado tres veces en la Copa de Naciones Árabe, el mayor evento de fútbol masculino del mundo árabe. En 1963, Túnez ganó la primera edición de la Copa Árabe. Ese año sólo se disputó una fase de grupos. En esta fase de grupos juegan cinco países. Túnez ganó los cuatro partidos y, por tanto, terminó en primer lugar. Después de eso, volvió a participar en este torneo, en 1988, no ganó ni un solo partido y fracasó en la fase de grupos.
En 2021, la selección nacional participó en la Copa Árabe de la FIFA 2021, la primera edición bajo los auspicios de la FIFA con la participación de dieciséis equipos en la fase final. El equipo llegó a la final tras derrotar a Mauritania, Emiratos Árabes Unidos, Omán y Egipto, pero perdió ante Argelia y ganó la medalla de plata.
| Edición | Resultado      | Pos.         | PJ           | PG           | PE           | PP           | GF           | GC           | Goleador                         |
| ------- | -------------- | ------------ | ------------ | ------------ | ------------ | ------------ | ------------ | ------------ | -------------------------------- |
| 1963    | Campeón        | 1.º          | 4            | 4            | 0            | 0            | 11           | 1            | Haddad: 4                        |
| 1964    | No participó   | No participó | No participó | No participó | No participó | No participó | No participó | No participó | No participó                     |
| 1966    | No participó   | No participó | No participó | No participó | No participó | No participó | No participó | No participó | No participó                     |
| 1985    | No participó   | No participó | No participó | No participó | No participó | No participó | No participó | No participó | No participó                     |
| 1988    | Fase de grupos | 7.º          | 4            | 0            | 3            | 1            | 3            | 4            | Mahjoubi, Maâloul y Mehedhebi: 1 |
| 1992    | No participó   | No participó | No participó | No participó | No participó | No participó | No participó | No participó | No participó                     |
| 1998    | No participó   | No participó | No participó | No participó | No participó | No participó | No participó | No participó | No participó                     |
| 2002    | No participó   | No participó | No participó | No participó | No participó | No participó | No participó | No participó | No participó                     |
| 2012    | No participó   | No participó | No participó | No participó | No participó | No participó | No participó | No participó | No participó                     |
| 2021    | Subcampeón     | 2.º          | 6            | 4            | 0            | 2            | 9            | 6            | Jaziri: 4                        |
| Total   | 3/11           | 3.º          | 14           | 8            | 3            | 3            | 23           | 11           | Haddad y Jaziri: 4               |

### Juegos Mediterráneos
La selección tunecina ha participado doce veces en el torneo de fútbol de los Juegos Mediterráneos. La primera participación tuvo lugar durante la edición de 1963 en Nápoles, Italia. Túnez terminó en sexto lugar tras ser eliminado de la fase de grupos.
El equipo llegó a la final en dos ocasiones, la primera durante la edición de 1971 en Esmirna, Turquía, al final de la cual ganó la medalla de plata tras perder la final contra Yugoslavia 0-1, y la segunda durante la edición de 2001 en casa; esta vez ganó la medalla de oro tras vencer a Italia 1-0. El equipo también ganó la medalla de bronce en dos ocasiones, la primera durante la edición de 1975 en Argel, Argelia y la segunda durante la edición de 2013 en Mersin, Turquía.
| Edición | Resultado               | Pos.                    | PJ                      | PG                      | PE                      | PP                      | GF                      | GC                      | Goleador                        |
| ------- | ----------------------- | ----------------------- | ----------------------- | ----------------------- | ----------------------- | ----------------------- | ----------------------- | ----------------------- | ------------------------------- |
| 1951    | No existía la selección | No existía la selección | No existía la selección | No existía la selección | No existía la selección | No existía la selección | No existía la selección | No existía la selección | No existía la selección         |
| 1955    | No existía la selección | No existía la selección | No existía la selección | No existía la selección | No existía la selección | No existía la selección | No existía la selección | No existía la selección | No existía la selección         |
| 1959    | No participó            | No participó            | No participó            | No participó            | No participó            | No participó            | No participó            | No participó            | No participó                    |
| 1963    | Fase de grupos          | 6.º                     | 3                       | 1                       | 0                       | 2                       | 3                       | 4                       | Jedidi: 2                       |
| 1967    | Fase de grupos          | 5.º                     | 3                       | 1                       | 1                       | 1                       | 4                       | 3                       | Madhi: 2                        |
| 1971    | Subcampeón              | 2.º                     | 4                       | 2                       | 1                       | 1                       | 3                       | 2                       | Chakroun: 2                     |
| 1975    | Tercer lugar            | 3.º                     | 5                       | 1                       | 3                       | 1                       | 5                       | 5                       | Agrebi: 3                       |
| 1979    | Fase de grupos          | 7.º                     | 3                       | 0                       | 1                       | 2                       | 2                       | 4                       | Bayari y Hergal: 1              |
| 1983    | Fase de grupos          | 7.º                     | 2                       | 1                       | 0                       | 1                       | 4                       | 5                       | Rakbaoui: 2                     |
| 1987    | No participó            | No participó            | No participó            | No participó            | No participó            | No participó            | No participó            | No participó            | No participó                    |
| 1991    | Fase de grupos          | 7.º                     | 2                       | 1                       | 0                       | 1                       | 1                       | 5                       | ?: 1                            |
| 1993    | Fase de grupos          | 7.º                     | 3                       | 1                       | 0                       | 2                       | 2                       | 5                       | Baya y Sellimi: 1               |
| 1997    | No participó            | No participó            | No participó            | No participó            | No participó            | No participó            | No participó            | No participó            | No participó                    |
| 2001    | Campeón                 | 1re                     | 4                       | 3                       | 0                       | 1                       | 7                       | 1                       | ?: ?                            |
| 2005    | Cuartos de final        | 7.º                     | 3                       | 0                       | 3                       | 0                       | 4                       | 4                       | Melliti, Laabidi y Ben Yahia: 1 |
| 2009    | Fase de grupos          | 7.º                     | 4                       | 2                       | 1                       | 1                       | 6                       | 5                       | Ayari: 4                        |
| 2013    | Tercer lugar            | 3.º                     | 5                       | 3                       | 1                       | 1                       | 10                      | 5                       | Mhirsi y Rjaïbi: 3              |
| 2018    | No participó            | No participó            | No participó            | No participó            | No participó            | No participó            | No participó            | No participó            | No participó                    |
| 2022    | No participó            | No participó            | No participó            | No participó            | No participó            | No participó            | No participó            | No participó            | No participó                    |
| Total   | 12/19                   | 8.º                     | 39                      | 15                      | 10                      | 14                      | 49                      | 46                      | Ayari: 4                        |

## Personal actual
| Dirección técnica actual | Dirección técnica actual |
| Position                 | Name                     |
| ------------------------ | ------------------------ |
| Entrenador               | Sami Trabelsi            |
| Entrenador ayudante      | Aymen Jdidi              |
| Entrenador de Porteros   | Hichem Jaziri            |
| Preparador físico        | Wassim Maaouia           |
| Analista táctico         | Helmi Kachou             |
| Analista táctico         | Walid Ben Tamansour      |

## Entrenadores
El cargo de entrenador de la selección tunecina se creó en 1956 tras el nombramiento del primero de ellos, Rachid Turki. 36 hombres han ocupado el cargo desde su creación; cuatro de ellos ocuparon el cargo de forma interina: Faouzi Benzarti (un partido durante la Copa Africana de Naciones 1994), Sami Trabelsi (seis partidos en 2011, hasta su nombramiento a tiempo completo), Ruud Krol (dos partidos) y Montasser Louhichi (cuatro partidos).
Roger Lemerre es el que más tiempo ha ocupado el puesto hasta la fecha, con seis años al frente del equipo en 67 partidos. También es el entrenador más exitoso después de ganar la Copa Africana de Naciones 2004, alcanzar la Copa FIFA Confederaciones de 2005 y clasificarse para el Mundial 2006. El entrenador yugoslavo Milan Kristić se convirtió en 1960 en el primer entrenador extranjero del equipo. Responsable de todos los elementos del equipo en el campo. Entre otras actividades, esto incluye la selección de la selección nacional, equipo titular, capitán, táctica, suplentes y tiradores.
El entrenador tiene relativa libertad para elegir su personal, ya que algunos entrenadores se han negado a entrenar al equipo debido a la negativa de la Federación Tunecina de Fútbol a nombrar entrenadores asistentes extranjeros. Es el caso de Jacques Santini en 2008 y de Raymond Domenech. Sin embargo, la federación aceptó en 2015 la propuesta de Henryk Kasperczak de nombrar al francés Patrick Hesse.
- Última actualización :  Túnez -  Gambia (18 de noviembre de 2024).

| Entrenador/es                 | comienzo                 | fin                     | PJ | PG | PE | PP | PEF     | Récord competitivo |
| ----------------------------- | ------------------------ | ----------------------- | -- | -- | -- | -- | ------- | --- |
| Rachid Turki                  | 1956                     | 1957                    | 0  | 0  | 0  | 0  | 0.00%   | — |
| Habib Draoua                  | 1957                     | 1960                    | 15 | 7  | 2  | 6  | 46.67%  | — |
| Milan Kristić                 | 1960                     | 1961                    | 23 | 5  | 4  | 14 | 21.74%  | — |
| Frane Matošić                 | 1961                     | 1962                    | 6  | 1  | 2  | 3  | 16.67%  | Copa Africana 1962 : Tercer lugar |
| André Gérard                  | 1963                     | 1965                    | 34 | 15 | 9  | 10 | 44.12%  | Copa Árabe 1963 : Campeón Copa Africana 1963 : Fase grupos |
| Mokhtar Ben Nacef             | 1965                     | 1968                    | 15 | 5  | 8  | 2  | 33.33%  | Copa Africana 1965 : Subcampeón |
| Radojica Radojičić            | 17 de noviembre de 1968  | 17 de abril de 1969     | 9  | 2  | 3  | 4  | 22.22%  | — |
| Sereta Begović                | 27 de abril de 1969      | 13 de junio de 1969     | 5  | 0  | 4  | 1  | 0.00%   | — |
| HHameur Hizem (1)             | 11 de noviembre de 1970  | 16 de julio de 1974     | 33 | 16 | 6  | 11 | 48.48%  | — |
| Andrej Prean Nagy             | septiembre 1974          | febrero 1975            | 10 | 4  | 1  | 5  | 40.00%  | — |
| Abdelmajid Chetali            | 12 de febrero de 1975    | 20 de diciembre de 1978 | 52 | 18 | 18 | 16 | 34.61%  | Copa Africana 1978 : Cuarto lugar Copa Mundial 1978 : Fase grupos |
| Hameur Hizem (2)              | diciembre 1978           | abril 1979              | 3  | 1  | 1  | 1  | 33.33%  | — |
| Ahmed Dhib                    | julio 1979               | agosto 1980             | 14 | 3  | 3  | 5  | 21.43%  | — |
| Ryszard Kulesza               | agosto 1981              | diciembre 1983          | 25 | 10 | 5  | 10 | 40.00%  | Copa Africana 1982 : Fase grupos |
| Youssef Zouaoui (1)           | septiembre 1984          | febrero 1986            | 26 | 13 | 3  | 8  | 54.16%  | — |
| Jean Vincent                  | octubre 1986             | abril 1987              | 10 | 1  | 2  | 7  | 10.00%  | — |
| Taoufik Ben Othman            | septiembre 1987          | julio 1988              | 16 | 4  | 3  | 9  | 25.00%  | — |
| Antoni Piechniczek (1)        | agosto 1988              | septiembre 1988         | 9  | 3  | 3  | 3  | 33.33%  | — |
| Mokhtar Tlili                 | noviembre 1988           | julio 1989              | 14 | 3  | 4  | 7  | 21.43%  | Copa Árabe 1988 : Fase grupos |
| Antoni Piechniczek (2)        | julio 1989               | noviembre 1989          | 8  | 2  | 2  | 4  | 25.00%  | — |
| Mrad Mahjoub                  | abril 1990               | febrero 1993            | 26 | 8  | 13 | 5  | 30.77%  | — |
| Youssef Zouaoui (2)           | marzo 1993               | marzo 1994              | 13 | 4  | 6  | 3  | 30.77%  | — |
| Faouzi Benzarti (1; interino) | marzo 1994               | marzo 1994              | 1  | 0  | 1  | 0  | 0.00%   | Copa Africana 1994 : Fase grupos |
| Henryk Kasperczak (1)         | mayo 1994                | junio 1998              | 59 | 30 | 11 | 18 | 50.84%  | Copa Africana 1996 : Subcampeón Copa Africana 1998 : Cuartos final Copa Mundial 1998 : Fase grupos                                                                    |
| Franco Scoglio                | septiembre 1998          | febrero 2001            | 32 | 19 | 8  | 5  | 59.73%  | Copa Africana 2000 : Cuarto lugar |
| Eckhard Krautzun              | marzo 2001               | julio 2001              | 7  | 4  | 2  | 1  | 57.14%  | Copa Mundial 2002 : Fase grupos |
| Henri Michel                  | noviembre 2001           | marzo 2002              | 6  | 2  | 2  | 2  | 33.33%  | Copa Africana 2002 : Fase grupos |
| Ammar Souayah                 | marzo 2002               | julio 2002              | 6  | 0  | 3  | 3  | 0.00%   | — |
| Roger Lemerre                 | 25 de septiembre de 2002 | 30 de junio de 2008     | 67 | 40 | 15 | 12 | 59.70%  | Copa Africana 2004 : Campeón Copa Africana 2006 : Cuartos final Copa Mundial 2006 : Fase grupos Confederaciones 2005 : Fase grupos Copa Africana 2008 : Cuartos final |
| Humberto Coelho               | 30 de junio de 2008      | 18 de noviembre de 2009 | 15 | 5  | 4  | 3  | 33.33%  | — |
| Faouzi Benzarti (2)           | 23 de noviembre de 2009  | 23 de enero de 2010     | 4  | 0  | 3  | 1  | 0.00%   | Copa Africana 2010 : Fase grupos |
| Bertrand marzoand             | 4 de junio de 2010       | 15 de diciembre de 2010 | 6  | 3  | 1  | 2  | 50.00%  | — |
| Sami Trabelsi                 | 11 de marzo de 2011      | 8 de febrero de 2013    | 32 | 13 | 9  | 10 | 40.63%  | Campeonato Africano 2011 : Campeón Copa Africana 2012 : Cuartos final Copa Africana 2013 : Fase grupos                                                                |
| Nabil Maâloul (1)             | 14 de febrero de 2013    | 8 de septiembre de 2013 | 7  | 2  | 3  | 2  | 28.57%  | — |
| Ruud Krol (interino)          | 18 de septiembre de 2013 | 17 de noviembre de 2013 | 2  | 0  | 1  | 1  | 0.00%   | — |
| Georges Leekens               | 27 de marzo de 2014      | 26 de junio de 2015     | 19 | 7  | 8  | 4  | 36.84%  | Copa Africana 2015 : Cuartos final |
| Henryk Kasperczak (2)         | 13 de julio de 2015      | 7 de abril de 2017      | 26 | 12 | 5  | 10 | 46.15%  | Campeonato Africano 2016 : Cuartos final Copa Africana 2017 : Cuartos final                                                                                           |
| Nabil Maâloul (2)             | 27 de abril de 2017      | 12 de julio de 2018     | 13 | 6  | 4  | 3  | 46.15%  | Copa Mundial 2018 : Fase grupos |
| Faouzi Benzarti (3)           | 28 de julio de 2018      | 20 de octubre de 2018   | 3  | 3  | 0  | 0  | 100.00% | — |
| Alain Giresse                 | 14 de diciembre de 2018  | 21 de agosto de 2019    | 12 | 5  | 4  | 3  | 41.67%  | Copa Africana 2019 : Cuarto lugar |
| Mondher Kebaier               | 29 de agosto de 2019     | 30 de enero de 2022     | 31 | 19 | 4  | 8  | 61.29%  | Copa Árabe 2021 : Subcampeón Copa Africana 2021 : Cuartos final |
| Jalel Kadri                   | 30 de enero de 2022      | 24 de enero de 2024     | 27 | 14 | 7  | 6  | 51.85%  | Copa Mundial 2022 : Fase grupos Copa Africana 2023 : Fase grupos |
| Montasser Louhichi (interino) | 26 de enero de 2024      | 30 de junio de 2024     | 4  | 1  | 3  | 0  | 25.00%  | — |
| Faouzi Benzarti (4)           | 1 de julio de 2024       | 22 de octubre de 2024   | 4  | 2  | 1  | 1  | 50.00%  | — |
| Kais Yaâkoubi (interino)      | 25 de octubre de 2024    | 18 de noviembre de 2024 | 2  | 1  | 0  | 1  | 50.00%  | — |
| Sami Trabelsi                 | 10 de febrero de 2025    |                         |    |    |    |    |         | |

## Jugadores

### Última convocatoria
Los siguientes jugadores fueron convocados para los partidos amistosos contra Burkina Faso, Marruecos y Zambia los días 2, 6 y 10 de junio de 2025, respectivamente.
Información actualizada al 2 de junio 2025, tras el partido contra  Marruecos.
| N.º              | Nombre                  | Posición      | Edad    | PJ | Goles | Club                      |
| ---------------- | ----------------------- | ------------- | ------- | -- | ----- | ------------------------- |
| 1                | Sami Helal              | Portero       | 36 años | 0  | 0     | Stade Tunisien            |
| 16               | Aymen Dahmen            | Portero       | 28 años | 23 | 0     | C. S. Sfaxien             |
| 22               | Abdessalem Hallaoui     | Portero       | 36 años | 0  | 0     | U. S. Monastir            |
| 28               | Noureddine Farhati      | Portero       | 24 años | 0  | 0     | U. S. Ben Guerdane        |
| 2                | Ali Abdi                | Defensa       | 31 años | 36 | 4     | O. G. C. Niza             |
| 3                | Montassar Talbi         | Defensa       | 27 años | 51 | 2     | F. C. Lorient             |
| 4                | Mahmoud Ghorbel         | Defensa       | 21 años | 3  | 0     | U. S. Monastir            |
| 5                | Marouane Sahraoui       | Defensa       | 29 años | 0  | 0     | Stade Tunisien            |
| 6                | Dylan Bronn             | Defensa       | 30 años | 42 | 2     | U. S. Salernitana         |
| 12               | Mortadha Ben Ouanes     | Defensa       | 31 años | 11 | 0     | Kasımpaşa S. K.           |
| 18               | Alaa Ghram              | Defensa       | 24 años | 6  | 0     | F. K. Shajtar Donetsk     |
| 20               | Yan Valery              | Defensa       | 26 años | 10 | 0     | Sheffield Wednesday F. C. |
| 21               | Houssem Hassen Romdhane | Defensa       | 25 años | 0  | 0     | Espérance de Zarzis       |
| 24               | Amin Cherni             | Defensa       | 24 años | 3  | 0     | Stade Laval               |
| 8                | Anis Ben Slimane        | Mediocampista | 24 años | 39 | 4     | Norwich City F. C.        |
| 10               | Hannibal Mejbri         | Mediocampista | 22 años | 33 | 0     | Burnley F. C.             |
| 13               | Ferjani Sassi           | Mediocampista | 33 años | 88 | 7     | Al-Gharafa S. C.          |
| 14               | Aïssa Laïdouni          | Mediocampista | 28 años | 56 | 2     | Al-Wakrah                 |
| 15               | Moez Hadj Ali           | Mediocampista | 26 años | 1  | 0     | U. S. Monastir            |
| 7                | Elias Achouri           | Delantero     | 26 años | 20 | 2     | F. C. Copenhague          |
| 9                | Hazem Mastouri          | Delantero     | 28 años | 6  | 2     | U. S. Monastir            |
| 11               | Firas Chaouat           | Delantero     | 29 años | 14 | 2     | Étoile du Sahel           |
| 17               | Hamza Khadraoui         | Delantero     | 26 años | 2  | 0     | Club Africain             |
| 19               | Firas Ben Larbi         | Delantero     | 29 años | 15 | 3     | Sarja F. C.               |
| 23               | Sayfallah Ltaief        | Delantero     | 25 años | 20 | 1     | F. C. Twente              |
| 25               | Youssef Snana           | Delantero     | 21 años | 1  | 0     | Espérance de Zarzis       |
| 26               | Sebastian Tounekti      | Delantero     | 23 años | 2  | 0     | Hammarby I. F.            |
| 27               | Khalil Ayari            | Delantero     | 20 años | 0  | 0     | Stade Tunisien            |
| Bandera de Túnez | Sami Trabelsi           | Entrenador    | 57 años |    |       |                           |

### Otros recientemente convocados
Otros jugadores recientemente llamados en convocatorias diferentes a la anterior, destacando los convocados desde marzo de 2024. Algunos se encuentran en etapa de recuperación por lesión.
| Nombre               | Posición      | Edad    | PJ | Goles | Club                   | Última convocatoria                             | Fecha      |
| -------------------- | ------------- | ------- | -- | ----- | ---------------------- | ----------------------------------------------- | ---------- |
| Mouez Hassen         | Portero       | 30 años | 21 | 0     | Club Africain          | vs. Nueva Zelanda - FIFA Series 2024            | 26-3-2024  |
| Hamza Jelassi        | Defensa       | 33 años | 5  | 0     | Étoile du Sahel        | vs. Nueva Zelanda - FIFA Series 2024            | 26-3-2024  |
| Wajdi Kechrida       | Defensa       | 29 años | 37 | 0     | Atromitos FC           | vs. Nueva Zelanda - FIFA Series 2024            | 26-3-2024  |
| Mohamed Wael Derbali | Mediocampista | 22 años | 1  | 0     | Espérance de Tunis     | vs. Guinea Ecuatorial - Clas. Copa Mundial 2026 | 05-06-2024 |
| Samy Chouchane       | Mediocampista | 21 años | 0  | 0     | Brighton & Hove Albion | vs. Nueva Zelanda - FIFA Series 2024            | 26-3-2024  |
| Seifeddine Jaziri    | Delantero     | 29 años | 35 | 10    | Zamalek SC             | vs. Nueva Zelanda - FIFA Series 2024            | 26-3-2024  |
| Firas Ben Larbi      | Delantero     | 24 años | 13 | 3     | Sharjah F. C.          | vs. Namibia - Clas. Copa Mundial 2026           | 09-06-2024 |

### Origen de los jugadores
Túnez se beneficia de una diáspora de más de un millón de personas en Europa, lo que le permite contar con personas con doble nacionalidad para reforzar su equipo. Sin embargo, en la mayoría de los casos, los ciudadanos con doble nacionalidad se enfrentan a una elección: jugar para su país de origen (muy a menudo en Europa) o para su país de origen, Túnez. Algunos como Wahbi Khazri eligieron su país de origen mientras que otros como Hatem Ben Arfa y Wissam Ben Yedder eligieron su país de nacimiento, Francia, mientras que Sami Khedira eligió Alemania.

## Estadísticas

### Más participaciones

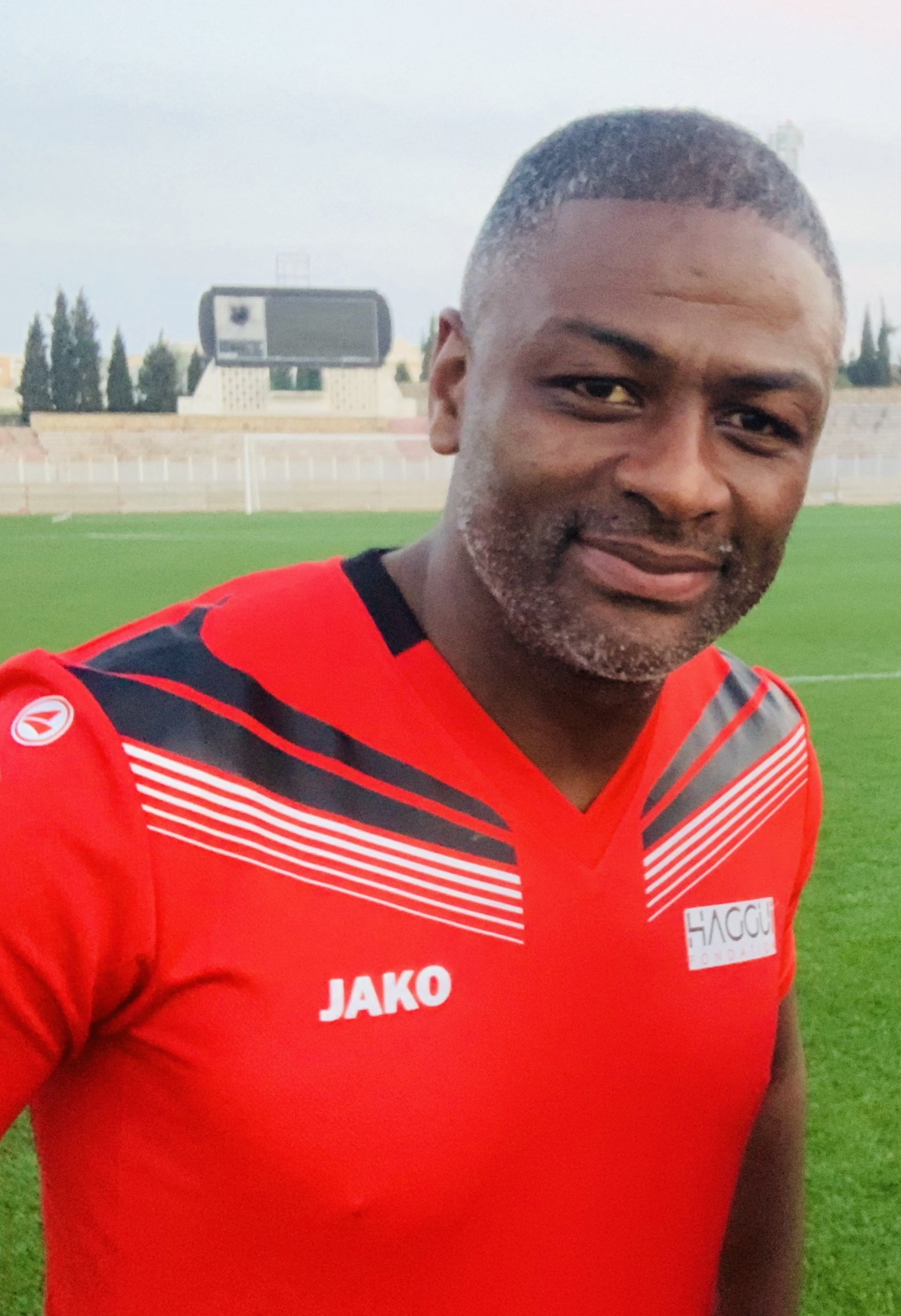
Radhi Jaïdi es el jugador con más partidos internacionales de Túnez.

Actualizado en 15 octubre 2024
| #  | Jugador          | Periodo   | Partidos | Goles |
| -- | ---------------- | --------- | -------- | ----- |
| 1  | Radhi Jaïdi      | 1996-2009 | 105      | 7     |
| 2  | Youssef Msakni   | 2010-act. | 104      | 23    |
| 3  | Chokri El Ouaer  | 1993-2002 | 93       | 0     |
| 4  | Khaled Badra     | 1995-2006 | 97       | 12    |
| 5  | Kaies Ghodhbane  | 1995-2006 | 95       | 6     |
| 6  | Khaled Ben Yahia | 1979-1993 | 95       | 5     |
| 7  | Riadh Bouazizi   | 1995-2006 | 92       | 3     |
| 8  | Ali Maâloul      | 2013-act. | 90       | 3     |
| 9  | Tarak Dhiab      | 1974-1990 | 89       | 12    |
| 10 | Sadok Sassi      | 1963-1978 | 87       | 0     |

### Máximos goleadores

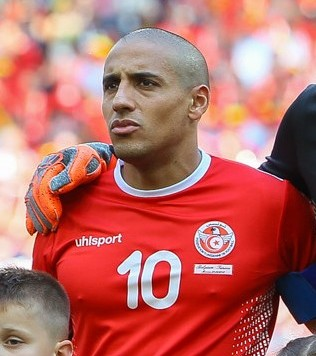
Wahbi Khazri es el segundo máximo goleador de Túnez con veintidós goles.

| #  | Jugador              | Periodo   | Goles | Partidos |
| -- | -------------------- | --------- | ----- | -------- |
| 1  | Issam Jemâa          | 2005-2014 | 36    | 84       |
| 2  | Wahbi Khazri         | 2013-2022 | 24    | 73       |
| 3  | Youssef Msakni       | 2010-act. | 23    | 104      |
| 4  | Francileudo Santos   | 2004-2008 | 22    | 41       |
| 5  | Adel Sellimi         | 1991–2002 | 20    | 80       |
| 6  | Faouzi Rouissi       | 1989-2001 | 18    | 42       |
| 7  | Mohamed Ali Mahjoubi | 1985-1995 | 17    | 86       |
| 8  | Zoubeir Baya         | 1994-2002 | 17    | 83       |
| 9  | Ziad Jaziri          | 1999-2007 | 14    | 63       |
| 10 | Hassen Gabsi         | 1997-2007 | 14    | 50       |

### Historial de encuentros oficiales reconocidos por la FIFA

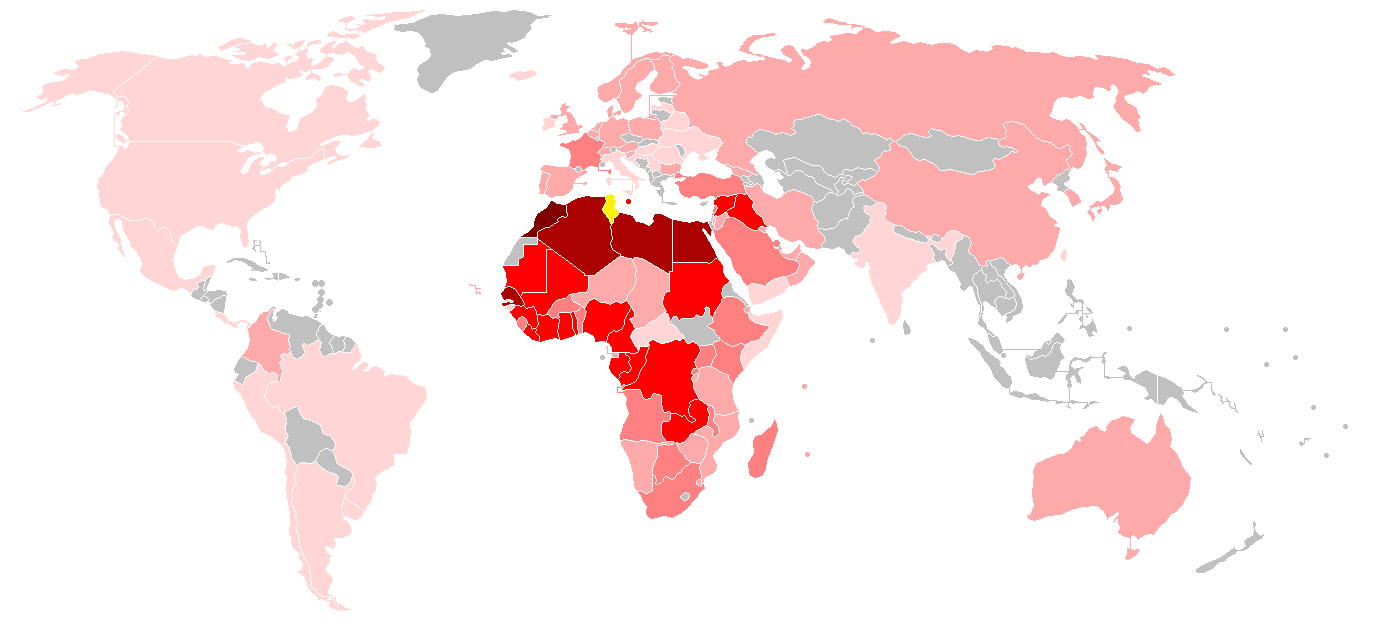
Mapa de equipos jugados contra Túnez por número de partidos::
1 Partido
2–4 Partidos
5–9 Partidos
10–20 Partidos
20–49 Partidos
+50 Partidos

La lista que se muestra a continuación muestra el récord internacional de todos los tiempos de la selección nacional de fútbol de Túnez contra naciones rivales.
     Saldo positivo (más victorias que derrotas)     Saldo neutral (tantas victorias como derrotas)     Saldo negativo (más derrotas que victorias)
| Récords de enfrentamientos directos de la selección nacional de fútbol de Túnez                           | Récords de enfrentamientos directos de la selección nacional de fútbol de Túnez                           | Récords de enfrentamientos directos de la selección nacional de fútbol de Túnez                           | Récords de enfrentamientos directos de la selección nacional de fútbol de Túnez                           | Récords de enfrentamientos directos de la selección nacional de fútbol de Túnez                           | Récords de enfrentamientos directos de la selección nacional de fútbol de Túnez                           | Récords de enfrentamientos directos de la selección nacional de fútbol de Túnez                           | Récords de enfrentamientos directos de la selección nacional de fútbol de Túnez                           | Récords de enfrentamientos directos de la selección nacional de fútbol de Túnez                           |
| Actualizado hasta el último partido: 15 octubre 2024 - Comoras 1:1 Túnez Clasificación Copa Africana 2025 | Actualizado hasta el último partido: 15 octubre 2024 - Comoras 1:1 Túnez Clasificación Copa Africana 2025 | Actualizado hasta el último partido: 15 octubre 2024 - Comoras 1:1 Túnez Clasificación Copa Africana 2025 | Actualizado hasta el último partido: 15 octubre 2024 - Comoras 1:1 Túnez Clasificación Copa Africana 2025 | Actualizado hasta el último partido: 15 octubre 2024 - Comoras 1:1 Túnez Clasificación Copa Africana 2025 | Actualizado hasta el último partido: 15 octubre 2024 - Comoras 1:1 Túnez Clasificación Copa Africana 2025 | Actualizado hasta el último partido: 15 octubre 2024 - Comoras 1:1 Túnez Clasificación Copa Africana 2025 | Actualizado hasta el último partido: 15 octubre 2024 - Comoras 1:1 Túnez Clasificación Copa Africana 2025 | Actualizado hasta el último partido: 15 octubre 2024 - Comoras 1:1 Túnez Clasificación Copa Africana 2025 |
| Rival | PJ | PG | PE | PP | GF | GC | Dif. | Confederación                                                                                             |
| --- | --- | --- | --- | --- | --- | --- | --- | --- |
| Argelia                                                                                                   | 48 | 14 | 16 | 18 | 40 | 50 | −10 | CAF |
| Angola | 7 | 3 | 4 | 0 | 15 | 5 | +10 | CAF |
| Argentina                                                                                                 | 1 | 0 | 0 | 1 | 1 | 2 | −1 | Conmebol                                                                                                  |
| Australia                                                                                                 | 3 | 1 | 0 | 2 | 2 | 4 | −2 | AFC |
| Austria                                                                                                   | 3 | 0 | 1 | 2 | 2 | 5 | −3 | UEFA |
| Baréin | 2 | 1 | 0 | 1 | 3 | 1 | +2 | AFC |
| Bielorrusia                                                                                               | 1 | 1 | 0 | 0 | 3 | 0 | +3 | UEFA |
| Bélgica                                                                                                   | 4 | 1 | 1 | 2 | 5 | 8 | −3 | UEFA |
| Benín | 9 | 6 | 3 | 0 | 24 | 6 | +18 | CAF |
| Bosnia y Herzegovina                                                                                      | 1 | 1 | 0 | 0 | 2 | 1 | +1 | UEFA |
| Botsuana                                                                                                  | 8 | 4 | 2 | 2 | 12 | 5 | +7 | CAF |
| Brasil | 2 | 0 | 0 | 2 | 2 | 9 | −7 | Conmebol                                                                                                  |
| Bulgaria                                                                                                  | 2 | 1 | 1 | 0 | 6 | 3 | +3 | UEFA |
| Burkina Faso                                                                                              | 7 | 1 | 3 | 3 | 7 | 8 | −1 | CAF |
| Burundi                                                                                                   | 3 | 3 | 0 | 0 | 5 | 2 | +3 | CAF |
| Camerún                                                                                                   | 18 | 2 | 7 | 9 | 18 | 29 | −11 | CAF |
| Canadá | 1 | 1 | 0 | 0 | 2 | 0 | +2 | CONCACAF                                                                                                  |
| Cabo Verde                                                                                                | 4 | 3 | 0 | 7 | 2 | +5 | +3 | CAF |
| República Centroafricana                                                                                  | 1 | 1 | 0 | 0 | 3 | 0 | +3 | CAF |
| Chad | 4 | 3 | 1 | 0 | 10 | 2 | +8 | CAF |
| Chile | 2 | 1 | 0 | 1 | 4 | 3 | +1 | Conmebol                                                                                                  |
| China | 4 | 1 | 2 | 1 | 3 | 3 | 0 | AFC |
| China Taipéi                                                                                              | 1 | 1 | 0 | 0 | 8 | 1 | +7 | AFC |
| Comoras                                                                                                   | 3 | 1 | 1 | 1 | 2 | 2 | 0 | CAF |
| Colombia                                                                                                  | 2 | 0 | 1 | 1 | 1 | 2 | −1 | Conmebol                                                                                                  |
| Congo | 9 | 6 | 2 | 1 | 17 | 6 | +11 | CAF |
| Costa Rica                                                                                                | 1 | 1 | 0 | 0 | 1 | 0 | +1 | CONCACAF                                                                                                  |
| Croacia                                                                                                   | 2 | 1 | 1 | 0 | 2 | 1 | +1 | UEFA |
| Dinamarca                                                                                                 | 3 | 0 | 1 | 2 | 2 | 5 | −3 | UEFA |
| Yibuti | 2 | 2 | 0 | 0 | 11 | 1 | +10 | CAF |
| República Democrática del Congo                                                                           | 14 | 7 | 4 | 3 | 25 | 13 | +12 | CAF |
| Alemania Democrática                                                                                      | 5 | 1 | 0 | 4 | 1 | 11 | −10 | UEFA |
| Egipto | 41 | 18 | 10 | 13 | 47 | 38 | +9 | CAF |
| Inglaterra                                                                                                | 3 | 0 | 1 | 2 | 2 | 5 | −3 | UEFA |
| Guinea Ecuatorial                                                                                         | 10 | 6 | 1 | 3 | 16 | 7 | +9 | CAF |
| Etiopía                                                                                                   | 8 | 4 | 2 | 2 | 17 | 11 | +6 | CAF |
| Finlandia                                                                                                 | 3 | 0 | 1 | 2 | 2 | 6 | −4 | UEFA |
| Francia                                                                                                   | 5 | 1 | 2 | 2 | 4 | 7 | −3 | UEFA |
| Gabón | 11 | 4 | 6 | 1 | 21 | 12 | +9 | CAF |
| Gambia | 3 | 1 | 0 | 2 | 3 | 4 | −1 | CAF |
| Georgia                                                                                                   | 2 | 0 | 1 | 1 | 1 | 3 | −2 | UEFA |
| Alemania                                                                                                  | 3 | 0 | 2 | 1 | 1 | 4 | −3 | UEFA |
| Ghana | 18 | 4 | 5 | 9 | 20 | 27 | −7 | CAF |
| Guinea | 20 | 9 | 4 | 7 | 31 | 19 | +12 | CAF |
| Guinea-Bisáu                                                                                              | 1 | 1 | 0 | 0 | 3 | 1 | +2 | CAF |
| Hungría                                                                                                   | 1 | 0 | 0 | 1 | 1 | 10 | −9 | UEFA |
| Islandia                                                                                                  | 1 | 1 | 0 | 0 | 3 | 1 | +2 | UEFA |
| India | 1 | 0 | 1 | 0 | 2 | 2 | 0 | AFC |
| Irán | 3 | 2 | 1 | 0 | 5 | 2 | +3 | AFC |
| Irak | 11 | 7 | 3 | 1 | 19 | 10 | +9 | AFC |
| Irlanda                                                                                                   | 1 | 0 | 0 | 1 | 0 | 4 | −4 | UEFA |
| Italia | 1 | 0 | 0 | 1 | 0 | 4 | −4 | UEFA |
| Costa de Marfil                                                                                           | 19 | 6 | 6 | 7 | 27 | 29 | −2 | CAF |
| Japón | 6 | 1 | 0 | 5 | 3 | 8 | −5 | AFC |
| Jordania                                                                                                  | 3 | 2 | 1 | 0 | 12 | 3 | +9 | AFC |
| Kenia | 7 | 5 | 1 | 1 | 10 | 3 | +7 | CAF |
| Kuwait | 4 | 3 | 0 | 1 | 8 | 4 | +4 | AFC |
| Letonia                                                                                                   | 1 | 1 | 0 | 0 | 3 | 0 | +3 | UEFA |
| Líbano | 5 | 3 | 1 | 1 | 9 | 5 | +4 | AFC |
| Liberia                                                                                                   | 10 | 5 | 2 | 3 | 17 | 9 | +8 | CAF |
| Libia | 29 | 19 | 3 | 7 | 54 | 33 | +21 | CAF |
| Madagascar                                                                                                | 6 | 5 | 0 | 1 | 9 | 4 | +5 | CAF |
| Malaui | 8 | 3 | 3 | 2 | 17 | 8 | +9 | CAF |
| Malí | 15 | 7 | 3 | 5 | 15 | 11 | +4 | CAF |
| Malta | 12 | 4 | 4 | 4 | 13 | 9 | +4 | UEFA |
| Mauritania                                                                                                | 16 | 11 | 5 | 0 | 29 | 5 | +24 | CAF |
| Mauricio                                                                                                  | 2 | 1 | 1 | 0 | 2 | 0 | +2 | CAF |
| México | 1 | 1 | 0 | 0 | 3 | 1 | +2 | CONCACAF                                                                                                  |
| Marruecos                                                                                                 | 50 | 9 | 28 | 13 | 46 | 53 | −7 | CAF |
| Mozambique                                                                                                | 3 | 1 | 1 | 1 | 3 | 2 | +1 | CAF |
| Namibia                                                                                                   | 5 | 3 | 1 | 1 | 8 | 2 | +6 | CAF |
| Países Bajos                                                                                              | 3 | 0 | 2 | 1 | 3 | 7 | −4 | UEFA |
| Nueva Zelanda                                                                                             | 1 | 0 | 1 | 0 | 0 | 0 | 0 | OFC |
| Níger | 4 | 4 | 0 | 0 | 9 | 4 | +5 | CAF |
| Nigeria                                                                                                   | 20 | 7 | 7 | 6 | 25 | 19 | +5 | CAF |
| Noruega                                                                                                   | 2 | 0 | 1 | 1 | 1 | 3 | −2 | UEFA |
| Oman | 3 | 1 | 1 | 1 | 3 | 3 | 0 | AFC |
| Palestina                                                                                                 | 2 | 1 | 1 | 0 | 7 | 3 | +4 | AFC |
| Panamá | 1 | 1 | 0 | 0 | 2 | 1 | +1 | CONCACAF                                                                                                  |
| Perú | 1 | 0 | 1 | 0 | 1 | 1 | 0 | Conmebol                                                                                                  |
| Polonia                                                                                                   | 4 | 1 | 0 | 3 | 2 | 9 | −7 | UEFA |
| Portugal                                                                                                  | 2 | 0 | 2 | 0 | 3 | 3 | 0 | UEFA |
| Catar | 3 | 1 | 0 | 2 | 5 | 3 | +2 | AFC |
| Rumania                                                                                                   | 1 | 0 | 1 | 0 | 1 | 1 | 0 | UEFA |
| Rusia | 2 | 0 | 0 | 2 | 0 | 5 | −5 | UEFA |
| Ruanda | 6 | 6 | 0 | 0 | 18 | 3 | +15 | CAF |
| Santo Tomé y Príncipe                                                                                     | 1 | 1 | 0 | 0 | 4 | 0 | +4 | CAF |
| Arabia Saudita                                                                                            | 7 | 3 | 2 | 2 | 7 | 6 | +1 | AFC |
| Senegal                                                                                                   | 21 | 9 | 7 | 5 | 22 | 13 | +9 | CAF |
| Serbia | 1 | 0 | 0 | 1 | 0 | 1 | −1 | UEFA |
| Seychelles                                                                                                | 4 | 4 | 0 | 0 | 14 | 0 | +14 | CAF |
| Sierra Leona                                                                                              | 7 | 3 | 3 | 1 | 10 | 6 | +4 | CAF |
| Eslovenia                                                                                                 | 2 | 0 | 1 | 1 | 2 | 3 | −1 | UEFA |
| Somalia                                                                                                   | 1 | 1 | 0 | 0 | 2 | 1 | +1 | CAF |
| Sudáfrica                                                                                                 | 7 | 3 | 2 | 2 | 9 | 7 | +2 | CAF |
| Corea del Sur                                                                                             | 3 | 1 | 1 | 1 | 1 | 4 | −3 | AFC |
| España | 2 | 0 | 0 | 2 | 1 | 4 | −3 | UEFA |
| Sudán | 11 | 8 | 0 | 3 | 28 | 11 | +17 | CAF |
| Suecia | 4 | 1 | 1 | 2 | 2 | 3 | −1 | UEFA |
| Suiza | 3 | 0 | 1 | 2 | 2 | 4 | −2 | UEFA |
| Suazilandia                                                                                               | 2 | 2 | 0 | 0 | 6 | 0 | +6 | CAF |
| Siria | 11 | 5 | 1 | 5 | 16 | 14 | +2 | AFC |
| Togo | 10 | 7 | 3 | 0 | 19 | 4 | +15 | CAF |
| Turquía                                                                                                   | 6 | 0 | 5 | 1 | 4 | 7 | −3 | UEFA |
| Uganda | 5 | 5 | 0 | 0 | 16 | 1 | +15 | CAF |
| Ucrania                                                                                                   | 1 | 0 | 0 | 1 | 0 | 1 | −1 | UEFA |
| Emiratos Árabes Unidos                                                                                    | 5 | 5 | 0 | 0 | 10 | 1 | +9 | AFC |
| Estados Unidos                                                                                            | 1 | 0 | 1 | 0 | 1 | 1 | 0 | CONCACAF                                                                                                  |
| Uruguay                                                                                                   | 1 | 0 | 1 | 0 | 0 | 0 | 0 | Conmebol                                                                                                  |
| Gales | 1 | 1 | 0 | 0 | 4 | 0 | +4 | UEFA |
| Yugoslavia                                                                                                | 5 | 1 | 0 | 4 | 3 | 21 | −18 | UEFA |
| Zambia | 14 | 9 | 2 | 3 | 24 | 13 | +11 | CAF |
| Zimbabue                                                                                                  | 2 | 1 | 1 | 0 | 5 | 3 | +2 | CAF |
| Total | 730 | 311 | 203 | 216 | 1000 | 718 | +282 | — |

1. ↑  Incluye partidos contra  Zaire
2. ↑  Incluye partidos contra  Alemania Federal
3. ↑  Incluye partidos contra  Unión Soviética
4. ↑  Incluye partidos contra  Serbia y Montenegro

|  | 1 Partido 2–4 Partidos | 5–9 Partidos 10–20 Partidos | 20–49 Partidos +50 Partidos |

### Finales disputadas
La presente lista incluye solo partidos finales jugados por torneos mundiales, intercontinentales, y continentales oficiales a nivel de Selecciones absolutas.
| Rival     | Resultado   | Torneo                          | Año  |
| --------- | ----------- | ------------------------------- | ---- |
| Líbano    | 1-0         | Copa de Naciones Árabe          | 1963 |
| Ghana     | 2-3 (t. s.) | Copa Africana de Naciones       | 1965 |
| Sudáfrica | 0-2         | Copa Africana de Naciones       | 1996 |
| Marruecos | 2-1         | Copa Africana de Naciones       | 2004 |
| Angola    | 3-0         | Campeonato Africano de Naciones | 2011 |
| Argelia   | 0-2 (t. s.) | Copa de Naciones Árabe          | 2021 |

- Túnez jugó 6 finales; ganó 3 y perdió 3: (2-3)

## Controversias

### Arbitraje entre Túnez y Guinea Ecuatorial en la Copa Africana 2015
Wadie Jary, presidente de la Federación Tunecina de Fútbol, afirmó que había un prejuicio contra Túnez tras su controvertida derrota en cuartos de final ante Guinea Ecuatorial el 31 de enero de 2015. Fue excluido de las competiciones y actividades de la Confederación Africana de Fútbol. Rajindraparsad Seechurn, el árbitro mauriciano que sancionó un penalti a Guinea Ecuatorial en ese partido, fue suspendido de arbitrar durante seis meses y eliminado del registro de árbitros de élite de la CAF. La Federación Tunecina fue multada con 50.000 dólares por confrontar al árbitro durante el partido, además de daños a los vestuarios, mientras que Guinea Ecuatorial fue multada con 5.000 dólares por seguridad inadecuada en el estadio.

### Arbitraje de Túnez y Mali en la Copa Africana 2021

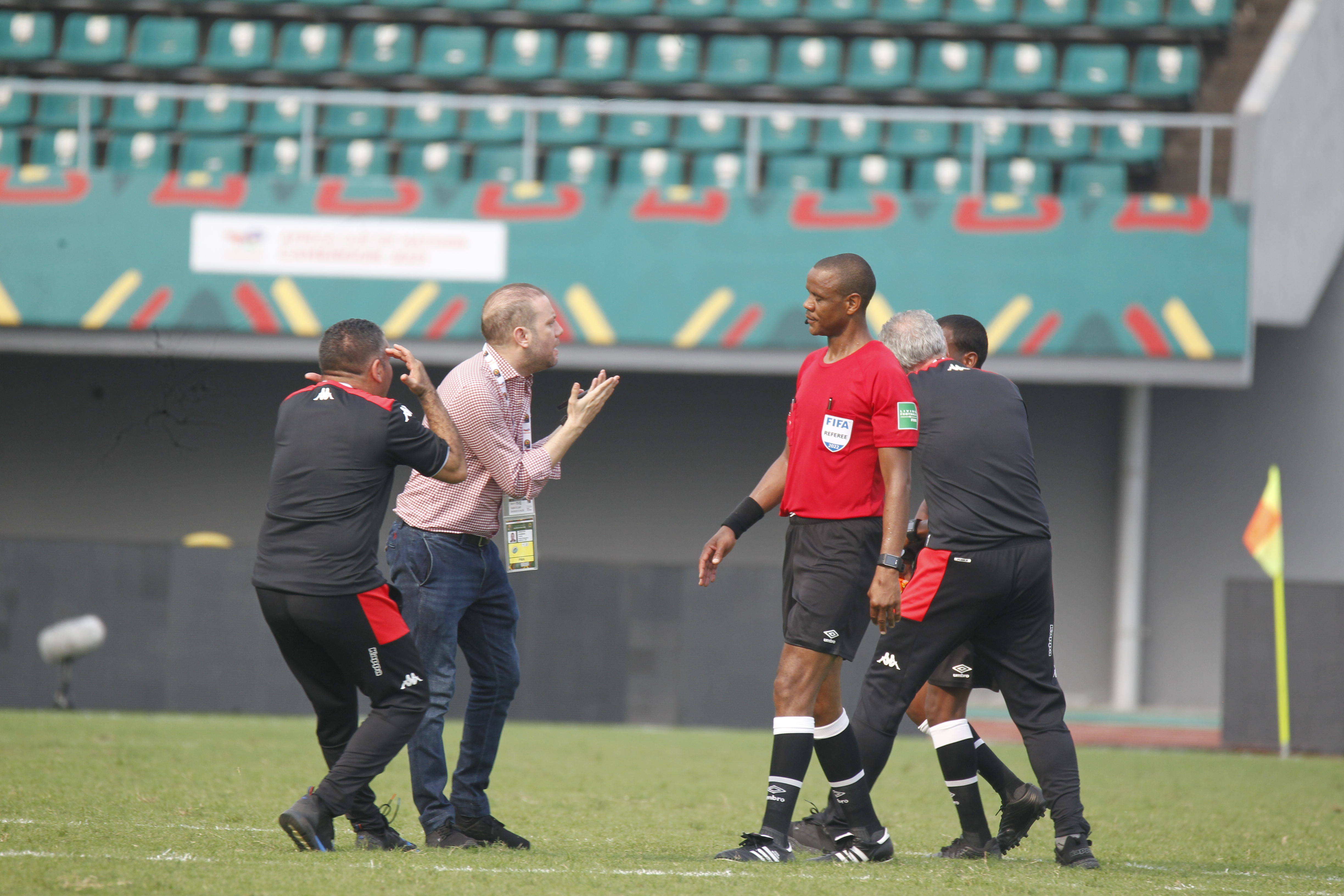
Mondher Kebaier y Jalel Kadri protestando contra el árbitro Janny Sikazwe tras la polémica durante el partido contra Mali en la Copa Africana de Naciones 2021.

El partido entre Túnez y Mali, primer encuentro del Grupo F, no se jugó hasta el final. El árbitro zambiano Janny Sikazwe pitó inicialmente el final del partido en el minuto 86, antes de cambiar de opinión, advertido por su árbitro asistente y las protestas de los jugadores tunecinos. Luego señaló el final del partido en el minuto 90, a segundos del final del tiempo reglamentario, justo cuando el árbitro asistente estaba a punto de anunciar el tiempo añadido. Ante los furiosos tunecinos, el cuarteto arbitral tuvo que abandonar el campo escoltado por la policía.
Ante la magnitud de la polémica, se anunció la reanudación del partido, para disputar el tiempo adicional restante. Sin embargo, el equipo tunecino se negó a reanudar el partido, alegando que los jugadores ya estaban en las duchas o fuera del estadio, por lo que no estaban en condiciones de reanudar el partido. Una vez que los malienses se presentaron en el césped, se pitó el final del partido con un solo equipo en el terreno, siendo el resultado de 1-0 ratificado más tarde por la Confederación Africana de Fútbol.
Posteriormente, distintos medios informaron que efectivamente el árbitro Janny Sikazwe había sufrido una insolación en pleno partido, tanto que incluso fue trasladado al hospital, de donde se descartó la presencia del cuarto árbitro en el terreno de juego. el momento del intento de reanudar el partido. Según el jugador tunecino Wahbi Khazri, el árbitro del partido "ya no fue coherente", "el árbitro perdió el hilo del partido", precisó el capitán tunecino. "Ya no era consistente en sus elecciones y decisiones. Estaba muy caliente".

### Amenazan con ser excluidos del Mundial 2022
A finales de octubre de 2022, una disputa interna entre el ministro de Juventud y Deportes, Kamel Deguiche, y el presidente de la federación, Wadie Jary, amenaza la participación de Túnez en el Mundial. De hecho, se sabe que los dos hombres se odian y el primero desea disolver la federación para separarse del segundo. La FIFA penaliza sistemáticamente los casos de injerencia en el mundo del fútbol, por lo que advierte a la federación tunecina: mediante una carta advierte que se reserva el derecho de excluir a Túnez de la competición en caso de que Deguiche tome el poder de la federación.

### Acusaciones de injerencia en la plantilla del Mundial 2022
Decenas de sitios web de noticias en Túnez informaron que el entrenador Jalel Kadri fue sometido a presiones durante la formación de la plantilla de la selección tunecina para el Mundial de 2022, según el jugador Saad Bguir, que fue excluido de la lista final y que estaba en la lista inicial. También anunció su retirada internacional a través de una llamada telefónica en el programa de televisión Stade Plus de Carthage Plus, hasta que el presidente de la Federación Tunecina de Fútbol, Wadie Jary, dejó su cargo. Comenzó cuando Bilel Ifa fue excluido de la lista un día antes del anuncio oficial, y luego regresó después de que los fanáticos se indignaran en las redes sociales. El 14 de noviembre de 2022, cientos de aficionados saludaron al autobús del equipo en Doha a su llegada, pero el presidente de la federación fue insultado en los peores términos.
Además, la selección de cuatro porteros estuvo bajo la presión de la Federación Tunecina de Fútbol para satisfacer los deseos de ciertos equipos a nivel financiero, la FIFA, desde el Mundial de 2010, pagando una subvención a cada uno. equipo, del que al menos un jugador haya sido convocado en cada edición de la competición. El 28 de noviembre de 2022, el exjugador de la selección nacional Issam Jemâa declaró en Radio IFM que los dirigentes de la Federación habían sacrificado a uno de los jugadores para convocar a cuatro porteros en la lista final, ya que la elección recaía en Bilel Ifa, que regresó al equipo tras la ira. de los aficionados, Taha Yassine Khenissi, que fue examinado médicamente durante dos horas para poder localizarlo herido, o Seifeddine Jaziri, que fue convocado por transacciones financieras entre él y el hermano del presidente de la federación, Wajih Jary. En la final, Saad Bguir fue abandonado.

## Ranking
La selección tunecina es desde hace mucho tiempo una de las mejores naciones africanas, sobre todo gracias a sus buenos resultados en la Copa Africana de Naciones (tercera en 1962, finalista en 1965 y 1996 y vencedora en 2004), pero también tras su buena actuación durante el Mundial de 2018. eliminatorias (ocho partidos: seis victorias y dos empates); alcanzó así el decimocuarto puesto mundial en abril y mayo de 2018. Además, está considerada la mejor selección africana gracias al ranking FIFA entre enero y diciembre de 2018. Existen diversas clasificaciones que ordenan a las selecciones nacionales de acuerdo a distintos criterios. Sin embargo, la principal es la clasificación de la FIFA.
| Inst. | Clasificación actual | Clasificación actual | Clasificación actual | Clasificación actual | Mejor clasificación | Mejor clasificación | Mejor clasificación | Mejor clasificación | Peor clasificación | Peor clasificación | Peor clasificación | Peor clasificación  | {\displaystyle {\overline {X}}} |
| Inst. | Pos.                 | V                    | Puntaje              | Fecha                | Pos.                | V                   | Puntaje             | Fecha               | Pos.               | V                  | Puntaje            | Fecha               | {\displaystyle {\overline {X}}} |
| ----- | -------------------- | -------------------- | -------------------- | -------------------- | ------------------- | ------------------- | ------------------- | ------------------- | ------------------ | ------------------ | ------------------ | ------------------- | ------------------------------- |
| FIFA  | 41.º                 | Sin cambios          | 1494.06              | 18 de julio de 2024  | 14.º                | 9                   | 1012                | 12 de abril de 2018 | 65.º               | 9                  | 519                | 14 de julio de 2010 | 36.º                            |

## Palmarés
A lo largo de su historia, la selección tunecina ha conquistado cuatro títulos oficiales, de los cuales los más importantes siguen siendo la Copa Africana de Naciones 2004 y el Campeonato Africano de Naciones 2011. También ha ganado la medalla de oro en los Juegos Mediterráneos de 2001 y en los Copa de Naciones Árabe 1963. Copa También ha ganado diez títulos amistosos, incluidos torneos internacionales como la Copa Palestina de Naciones 1973, el Trofeo Catalunya Internacional en 2011 y 2016, el Copa 7 de noviembre en tres ocasiones (1991, 1993 y 1995), el Torneo de las Cuatro Naciones de Túnez de 2003, la Copa LG en 1997 y la Copa Kirin 2022.

### Selección absoluta

#### Torneos oficiales (2)
| Competición                     |           |                    |                    |                       |
| Competición                     | Campeón   | Subcampeón         | Tercer lugar       | Cuarto lugar          |
| ------------------------------- | --------- | ------------------ | ------------------ | --------------------- |
| Copa Africana de Naciones       | 1 (2004)  | 2 (1965 y 1996)    | 1 (1962)           | 3 (1978, 2000 y 2019) |
| Campeonato Africano de Naciones | 1 (2011)  | –                  | –                  | –                     |
| Copa Árabe FIFA                 | –         | 1 (2021)           | –                  | –                     |
| Total                           | 2 títulos | Selección absoluta | Selección absoluta | Selección absoluta    |

#### Torneos regionales (2)
| Competición            |           |                    |                    |                    |
| Competición            | Campeón   | Subcampeón         | Tercer lugar       | Cuarto lugar       |
| ---------------------- | --------- | ------------------ | ------------------ | ------------------ |
| Juegos Panarábicos     | –         | 1 (1957)           | –                  | –                  |
| Copa de Naciones Árabe | 1 (1963)  | –                  | –                  | –                  |
| Juegos Mediterráneos   | 1 (2001)  | 1 (1971)           | 2 (1975 y 2013)    | –                  |
| Total                  | 2 títulos | Selección absoluta | Selección absoluta | Selección absoluta |

#### Torneos amistosos (10)
| Competición                            |                       |                    |                    |                    |
| Competición                            | Campeón               | Subcampeón         | Tercer lugar       | Cuarto lugar       |
| -------------------------------------- | --------------------- | ------------------ | ------------------ | ------------------ |
| Torneo de la Feria de Trípoli          | 1 (1965)              | –                  | 1 (1962)           | 1 (1966)           |
| Copa 7 de noviembre                    | 3 (1991, 1993 y 1995) | –                  | –                  | –                  |
| Trofeo Catalunya Internacional         | 2 (2011 y 2016)       | –                  | –                  | –                  |
| Copa Palestina de Naciones             | 1 (1973)              | –                  | –                  | –                  |
| Copa LG                                | 1 (1997)              | 1 (2006)           | –                  | –                  |
| Copa Kirin                             | 1 (2022)              | –                  | –                  | –                  |
| Torneo de las Cuatro Naciones de Túnez | 1 (2003)              | –                  | –                  | –                  |
| Copa Desafío Kirin                     | –                     | 1 (2015)           | –                  | –                  |
| Torneo Internacional de Malta          | –                     | –                  | 1 (1994)           | 1 (1988)           |
| Juegos de la Amistad                   | –                     | 1 (1963)           | 1 (1985)           | –                  |
| Copa Kuneitra                          | –                     | 1 (1974)           | –                  | –                  |
| FIFA Series                            | –                     | –                  | 1 (2024)           | –                  |
| Total                                  | 10 títulos            | Selección absoluta | Selección absoluta | Selección absoluta |

### Premios
Equipo Nacional Africano del Año
- Primer lugar: 1995, 1999, 2004, 2005.
- Segundo lugar: 1996, 1997.